# Новая Зеландия
Но́вая Зела́ндия (англ. New Zealand [ˌnjuː ˈziːlənd], маори Aotearoa [aɔˈtɛaɾɔa]) — государство в Полинезии. Население, по итогам официальной переписи 2018 года, составляет около 4,7 миллиона человек (по оценочным данным на начало 2023 года — более 5,1 млн), территория — 268 680 км², по обоим этим показателям является крупнейшей страной Океании. Занимает 121-е место в мире по численности населения и 75 по территории.
Столица — Веллингтон, крупнейшие города — Окленд и Крайстчерч. Государственные языки — английский, маори и новозеландский жестовый язык.
Унитарное государство, конституционная монархия.
Подразделяется на 17 районов, 9 из которых расположены на Северном острове, 7 на Южном острове, и 1 на Чатемском архипелаге. Королевство Новой Зеландии включает в себя независимые в государственном управлении, но свободно ассоциированные с Новой Зеландией островные государства Острова Кука и Ниуэ, а также несамоуправляющуюся территорию Токелау и антарктическую Территорию Росса. 
Расположена на двух крупных островах (Северный и Южный) и большом количестве (приблизительно 700) прилегающих более мелких островов, в юго-западной части Тихого океана. Одной из основных особенностей Новой Зеландии является географическая изолированность. Ближайшие соседи страны: к западу — Австралия, отделённая Тасмановым морем (кратчайшее расстояние — около 1700 км); к северу — островные территории Новой Каледонии (около 1450 км), Тонга (около 1850 км) и Фиджи (около 1900 км).
Индустриальная страна с развитой экономикой. Объём ВВП по паритету покупательной способности за 2017 год составил 189 миллиардов долларов США (около 39 000 долларов США на душу населения). Денежная единица — новозеландский доллар.
В XI—XIV веках страна была заселена выходцами из других островов Полинезии, европейские исследователи открыли острова́ в 1642 году. Активное освоение земель Великобританией началось с 1762 года.

## Этимология

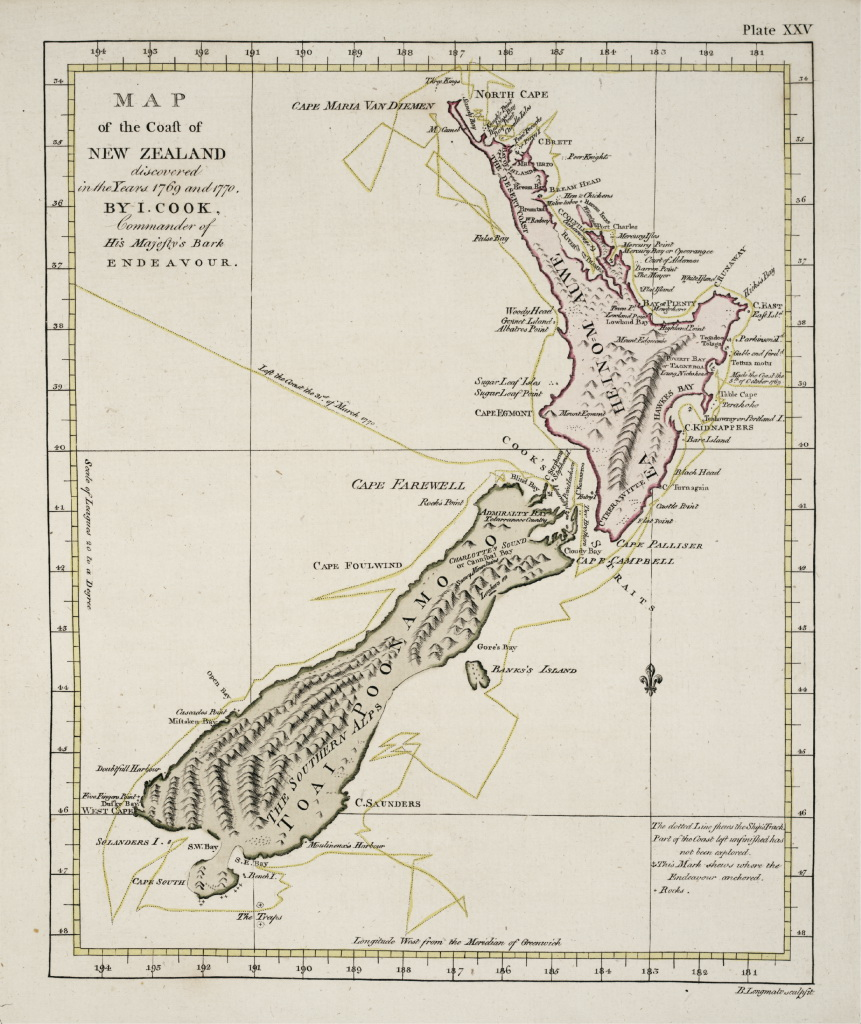
Первая карта Новой Зеландии, составленная Джеймсом Куком

Название, данное стране маори до появления здесь первых европейцев, не сохранилось, но известно, что остров Северный маори именовали Те Ика-а-Мауи (маори Te Ika-a-Māui), что может быть переведено как «рыба, принадлежащая Мауи». Мауи — полубог в легендах маори, поймавший в океане огромную рыбу, превратившуюся после этого в остров. Остров Южный имел два распространённых названия: Те Ваи Паунаму (маори Te Wai Pounamu) и Те Вака-а-Мауи (маори Te Waka a Māui). Первое название может быть переведено как «нефритовая вода», а второе — как «лодка, принадлежащая Мауи», уже упомянутому выше полубогу легенд маори. До начала XX века остров Северный часто именовался коренными жителями Аотеароа (Aotearoaо файле), что может быть переведено как «страна длинного белого облака» (ao = «облако», tea = «белый», roa = «длинный»), и позднее именно это название стало общепринятым названием в языке маори для всей страны.
Первый европейский мореплаватель, побывавший у берегов Новой Зеландии, голландец Абель Тасман, назвал её «Staten Landt», думая, что на юге Новая Зеландия соединена с одноимённым островом архипелага Огненная Земля, находящимся на юге Южной Америки. Именно это название было в 1645 году изменено голландскими картографами в латинское Nova Zeelandia в честь одной из провинций Нидерландов — Зеландия (нидерл. Zeeland) и в нидерландское название Nieuw Zeeland. Позднее британский мореплаватель Джеймс Кук использовал английскую версию этого имени, New Zealand, в своих записях, и именно оно стало официальным названием страны. Русское название, «Новая Зеландия», является точным переводом исторически сложившегося имени.
Ранние европейские картографы называли острова Северным, Средним (нынешний Южный) и Южным (Стьюарт или Ракиура). В 1830 два главных острова стали именоваться Северным и Южным, и к 1907 году эти названия устоялись. В 2009 году Совет по географическим названиям Новой Зеландии обнаружил, что формально названия главных островов так и не были установлены. В 2013 их официально поименовали Северным (или Те Ика-а-Мауи) и Южным (или Те Ваипоунаму). Названия на маори и английском языке могут использоваться взаимозаменяемо.

## География

### Географическое положение

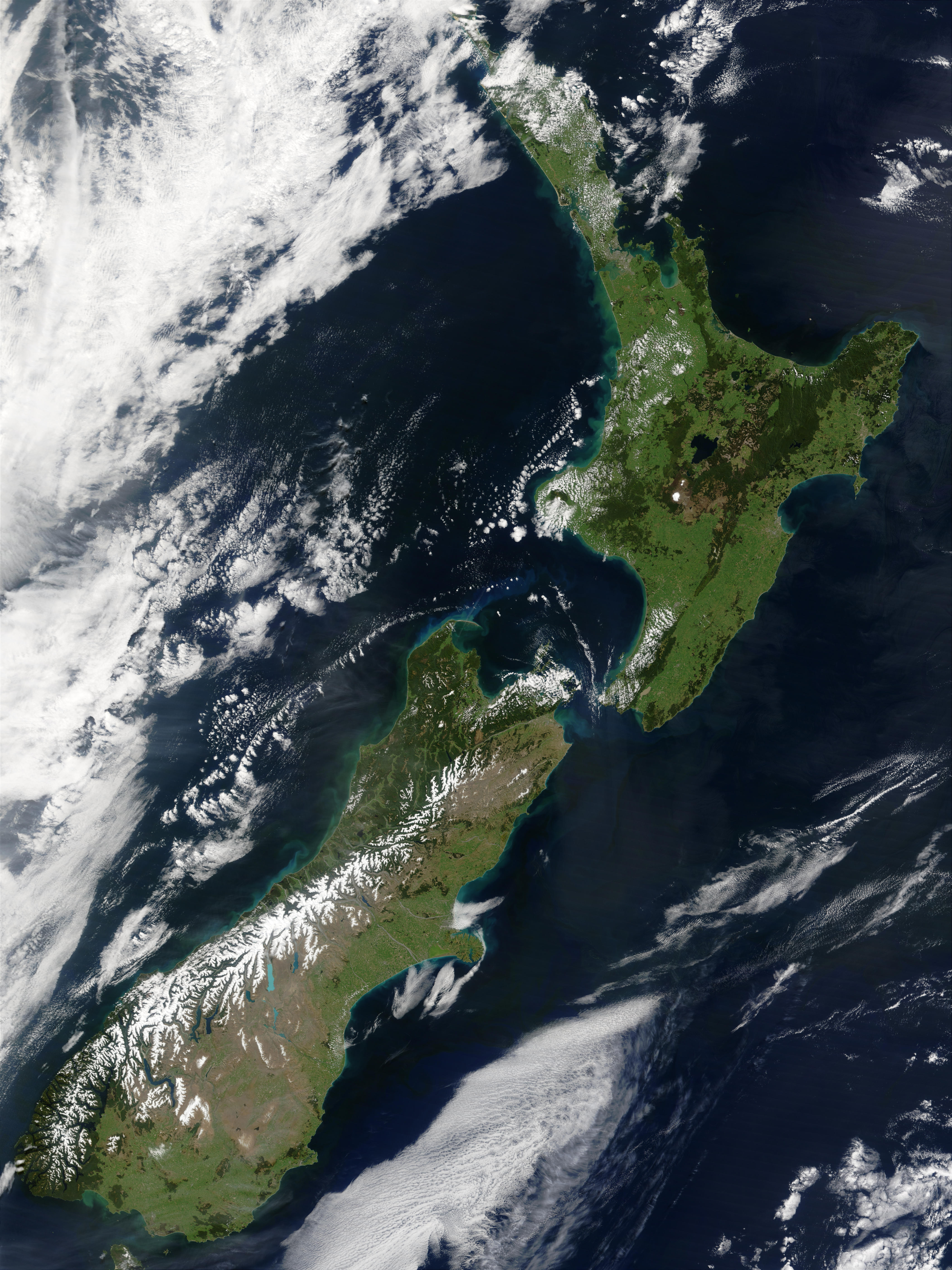
Новая Зеландия, вид из космоса

Новая Зеландия расположена в юго-западной части Тихого океана в полинезийском треугольнике в центральном районе полушария воды. Основную территорию страны составляют два острова, имеющие соответствующие названия — остров Южный и остров Северный, которые разделены проливом Кука, ширина которого составляет 22,5 км в самом узком месте. Западное побережье островов омывается Тасмановым морем, остальные берега страны — Тихим океаном. Кроме двух основных островов, Новой Зеландии принадлежит около 700 островов значительно меньшей площади, большинство из которых необитаемы. Крупнейшими из них являются остров Стюарт, острова Антиподов, остров Окленд, острова Баунти, острова Кэмпбелл, архипелаг Чатем и острова Кермадек. Общая площадь страны составляет 268 680 км². Это делает её немного меньше по своим размерам, чем Италия или Япония, но несколько больше Великобритании. Длина береговой линии Новой Зеландии составляет 15 134 километра.
Южный остров — крупнейший остров Новой Зеландии и 12-й по величине остров на планете, его площадь составляет 150 437 км². На острове проживает примерно одна четвёртая часть населения страны. Вдоль острова с севера на юг тянется хребет складчатых гор Южные Альпы, самой высокой вершиной которых является гора Кука (43°35′44″ ю. ш. 170°08′27″ в. д., другое официальное название — Аораки) высотой 3724 м. Кроме неё, на Южном острове есть ещё 18 вершин высотой более 3000 м. Восточная часть острова более равнинная и почти полностью занята сельскохозяйственными угодьями. Западное побережье острова заселено гораздо менее плотно. Здесь сохранились значительные массивы почти нетронутой природы с девственным растительным и животным миром. Западная часть знаменита также многочисленными национальными парками, фьордами и ледниками, спускающимися со склонов Южных Альп прямо в Тасманово море. Самое большое озеро острова — Те-Анау (второе по площади озеро Новой Зеландии).
Северный остров, площадью 113 729 км², 14-й по величине остров на планете. Остров значительно менее горист, чем Южный, и более удобен для создания населённых пунктов и морских портов, именно поэтому на нём проживает большая часть населения и здесь расположены крупнейшие города страны. Самой высокой точкой Северного острова является активный вулкан Руапеху (39°16′ ю. ш. 175°34′ в. д.) высотой 2797 метров. Северный остров отличается высокой вулканической активностью: из шести вулканических зон страны пять расположены на нём. В самом центре Северного острова расположено озеро Таупо, самое большое озеро в Новой Зеландии. Из него берёт своё начало река Уаикато, длина которой составляет 425 километров, что делает её самой длинной рекой в Новой Зеландии.

### Природа

#### Рельеф
Рельеф Новой Зеландии представляет собой в основном крутые холмы (на Северном острове) и горы (на Южном острове). Более 75 % территории страны лежит на высоте более 200 м над уровнем моря. Большинство гор Северного острова не превышают 1700 м в высоту. 19 пиков Южного острова выше 3000 м. Прибрежные зоны Северного острова представлены просторными долинами. На западном побережье Южного острова расположены фьорды. Равнины занимают около 10 % территории страны.

#### Климат

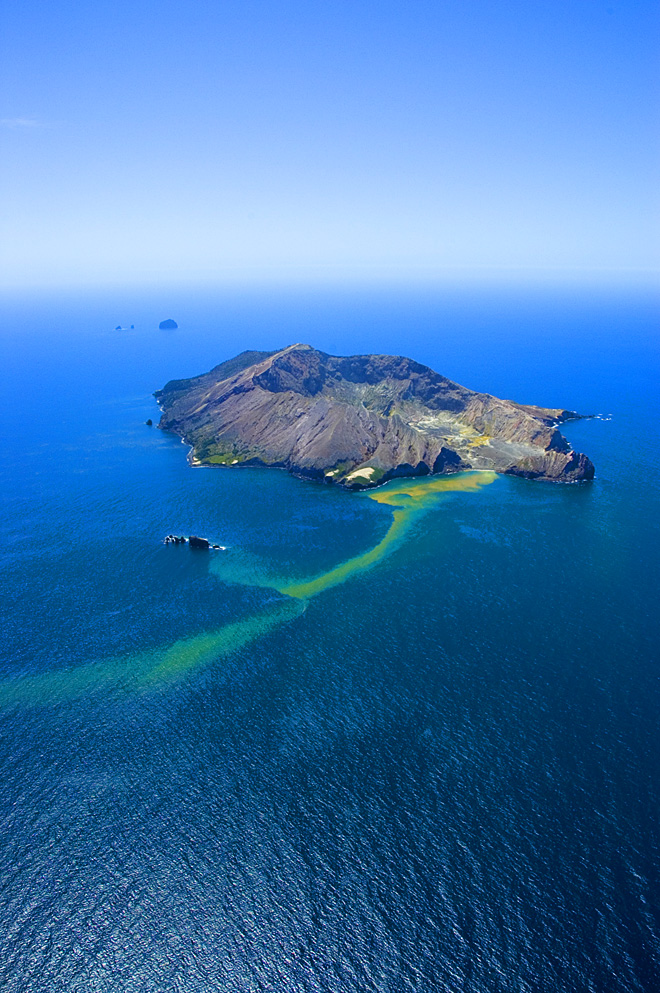
Остров Уайт — один из многих действующих вулканов страны

Климат Новой Зеландии меняется от тёплого субтропического на севере Северного острова до прохладного умеренного на юге и в центральных регионах Южного острова; в горных районах преобладает суровый альпийский климат. Цепь высоких Южных Альп разделяет страну пополам и, преграждая путь преимущественным западным ветрам, делит её на две различные климатические зоны. Западное побережье Южного острова — самая влажная часть страны; восточная часть, находящаяся всего в 100 километрах от неё — самая сухая.
Восточно-Австралийское течение, проходящее через Тасманово море между Австралией и Новой Зеландией, делает климат островов и восточного побережья Австралии более тёплым и влажным, тропическим вместо субтропического; способствует распространению тропической морской фауны в субтропические области вдоль юго-восточного побережья Австралии и Новой Зеландии.
На большей части Новой Зеландии уровень осадков составляет от 600 до 1600 миллиметров в год. Они распределяются относительно равномерно в течение года, за исключением более сухого летнего периода.
Средняя годовая температура составляет от +10 °C на юге, до +16 °C на севере. Самый холодный месяц — июль, а самые тёплые месяцы — январь и февраль. На севере Новой Зеландии различия между зимними и летними температурами не очень значительны, но на юге и в предгорных районах разница достигает 14 °C. В гористых районах страны с увеличением высоты температура резко понижается, примерно на 0,7 °C каждые 100 метров.
В Окленде, крупнейшем городе страны, среднегодовая температура составляет +15,1 °C, при этом самая высокая зафиксированная температура составила +30,5 °C, а наименьшая — −2,5 °C. В столице страны, Веллингтоне, среднегодовая температура составляет +12,8 °C, наибольшая зафиксированная температура — +31,1 °C, наименьшая — −1,9 °C. Самая низкая температура во всей Океании наблюдалась именно в Новой Зеландии, так как она расположена дальше всего от экватора среди стран Океании (до 47 параллели южной широты), в городе Рэнферли 18 июля 1903 года и составила −25,6 градусов.
Абсолютный максимум температуры в Новой Зеландии был отмечен в городе Рангиора, равный +42,4 градусам, на северо-востоке Южного острова, между 43 и 44 параллелями, ближе к 43. Абсолютный минимум и максимум температуры в стране наблюдались на Южном острове, где более континентальный климат, чем на Северном острове.
Количество солнечных часов в году относительно высоко, особенно в районах, защищённых от западных ветров. На большей части территории оно составляет не менее 2000 часов. Пиковые значения солнечной радиации в стране примерно на 40 % выше североамериканских ввиду небольшой толщины озонового слоя над Антарктикой, из-за чего Новая Зеландия имеет один из самых высоких уровней заболеваемости раком кожи в мире.
Снегопады крайне редки в прибрежных районах севера страны и в западной части Южного острова. В остальных регионах незначительные и непродолжительные снежные осадки возможны в зимние месяцы.

#### Геологическое строение

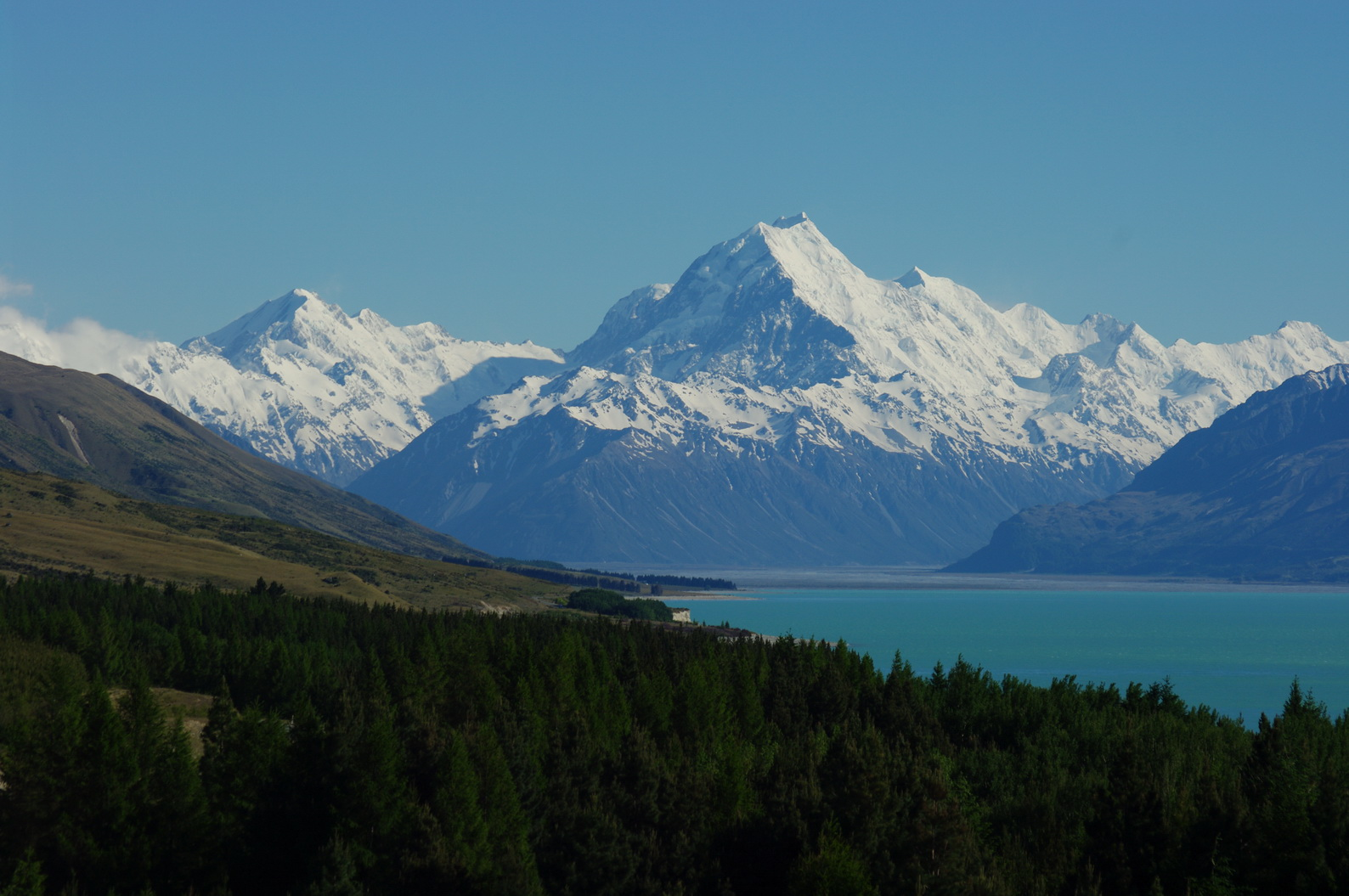
Вершина горы Кука

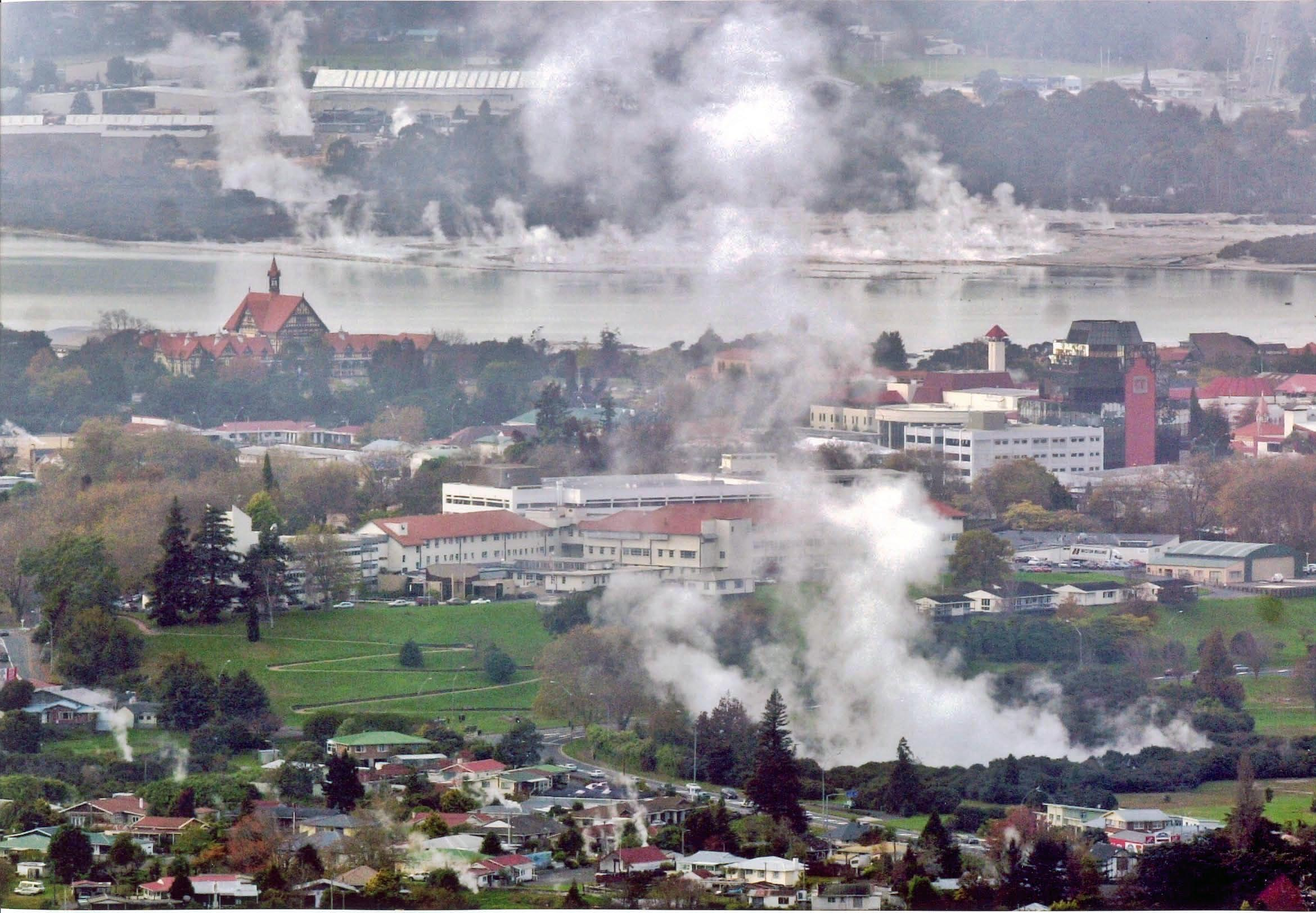
Город Роторуа — на снимке хорошо виден пар из многочисленных гейзеров

Острова, образующие Новую Зеландию, располагаются в тихоокеанском геосинклинальном поясе между двумя литосферными плитами — тихоокеанской и австралийской. На протяжении длительных исторических периодов место разлома между двумя плитами подвергалось сложным геологическим процессам, постоянно меняющим структуру и формы земной коры. Именно поэтому, в отличие от большинства островов Тихого океана, острова Новой Зеландии образованы не только в результате вулканической активности, но и в результате сбросов и сложены из геологических пород разного состава и разного возраста.
Активная тектоническая деятельность в земной коре этого региона продолжается и на современном геологическом этапе формирования нашей планеты. И результаты её заметны даже за исторически короткий срок с начала освоения островов европейцами. Так, например, в результате разрушительного землетрясения 1855 года береговая черта около Веллингтона поднялась более чем на полтора метра, а в 1931 году, также в результате сильного землетрясения около города Нейпир на водную поверхность поднялось около 9 км² суши.
Расположение Новой Зеландии исторически связано с активной вулканической деятельностью на её территории. Исследователи предполагают её начало в период раннего миоцена, а период формирования современных зон повышенной вулканической активности был завершён в период позднего плиоцена. Крупнейшие вулканические извержения, предположительно, имели место в период позднего плиоцена — раннего плейстоцена, когда примерно 5 млн кубических километров породы могло извергнуться на поверхность Земли.
На современном этапе зоной повышенной тектонической активности и сопряжённого с этим высокого числа землетрясений является западное побережье Южного острова и северо-восточное побережье Северного острова. Ежегодное количество землетрясений в стране составляет до 15 000, большинство из них небольшие и лишь около 250 ежегодно могут быть отнесены к числу заметных или сильных. В современной истории наиболее сильное землетрясение зафиксировано в 1855 году около Веллингтона, силой около 8,2 балла; наиболее разрушительным стало землетрясение 1931 года в районе Нейпира, унёсшее 256 человеческих жизней.
Вулканическая активность в современной Новой Зеландии по-прежнему высока и на территории страны активны 6 вулканических зон, пять из которых расположены на Северном острове. В районе озера Таупо в 186 году до н. э. произошло крупнейшее в истории человечества документально зафиксированное вулканическое извержение Хатепе. Последствия извержения описаны в исторических хрониках настолько отдалённых мест, как Китай и Греция. На месте извержения теперь располагается крупнейшее в тихоокеанском регионе пресноводное озеро Таупо, своей площадью сопоставимое с территорией Сингапура.

#### Полезные ископаемые

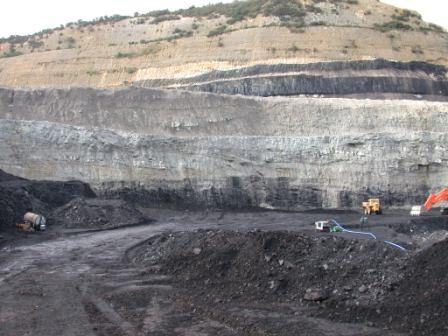
Открытая разработка угля на Южном острове

Новая Зеландия располагается на границе индо-австралийского и тихоокеанского сейсмических колец. Процессы их взаимодействия, в том числе быстрое поднятие горных массивов и активная вулканическая деятельность в течение двух миллионов лет, определили геологию земельного массива островов.
Несмотря на разнообразие природных ископаемых, промышленно разрабатываются лишь месторождения газа, нефти, золота, серебра, железистого песчаника и каменного угля. Кроме вышеперечисленного, имеются обширные запасы известняка и глин (в том числе и бентонитовая глина). Алюминий, титанистый железняк, сурьма, хром, медь, цинк, марганец, ртуть, вольфрам, платина, тяжёлый шпат и целый ряд других полезных ископаемых часто встречаются, но разведанные промышленные запасы их невелики.
С 1997 года все месторождения и вся добыча нефрита отданы в управление маори, в связи с той важной исторической ролью, которую изделия из нефрита-«поунаму» играют в культуре этого народа.
Подтверждённые запасы золота в Новой Зеландии составляют 372 тонны. В 2002 году добыча золота составила немногим менее 10 тонн.
Подтверждённые запасы серебра в Новой Зеландии составляют 308 тонн. В 2002 году добыча серебра составила почти 29 тонн.
Подтверждённые запасы железистого песчаника составляют 874 млн тонн. Его промышленная добыча начата в 1960-е годы. В 2002 году добыча составила около 2,4 млн тонн.
Подтверждённые запасы природного газа в Новой Зеландии составляют 68 млрд м³. Промышленная добыча газа начата в 1970 году. В 2005 году добыча природного газа в стране составила ориентировочно 50 млн м³.
Запасы нефти составляют ориентировочно 14 млн тонн, промышленная её добыча начата в 1935 году. Добыча нефти в стране заметно снижается в последние годы. В 2005 году добыча нефти в стране составила немногим более 7 млн баррелей.
Объёмы добычи угля, неуклонно повышавшиеся многие десятилетия, стабилизированы в первом десятилетии XXI века благодаря программам, направленным на снижение потребления твёрдого топлива. Около трети добываемого угля отправляется на экспорт. В стране продолжают действовать 60 угольных шахт.

#### Внешние моря

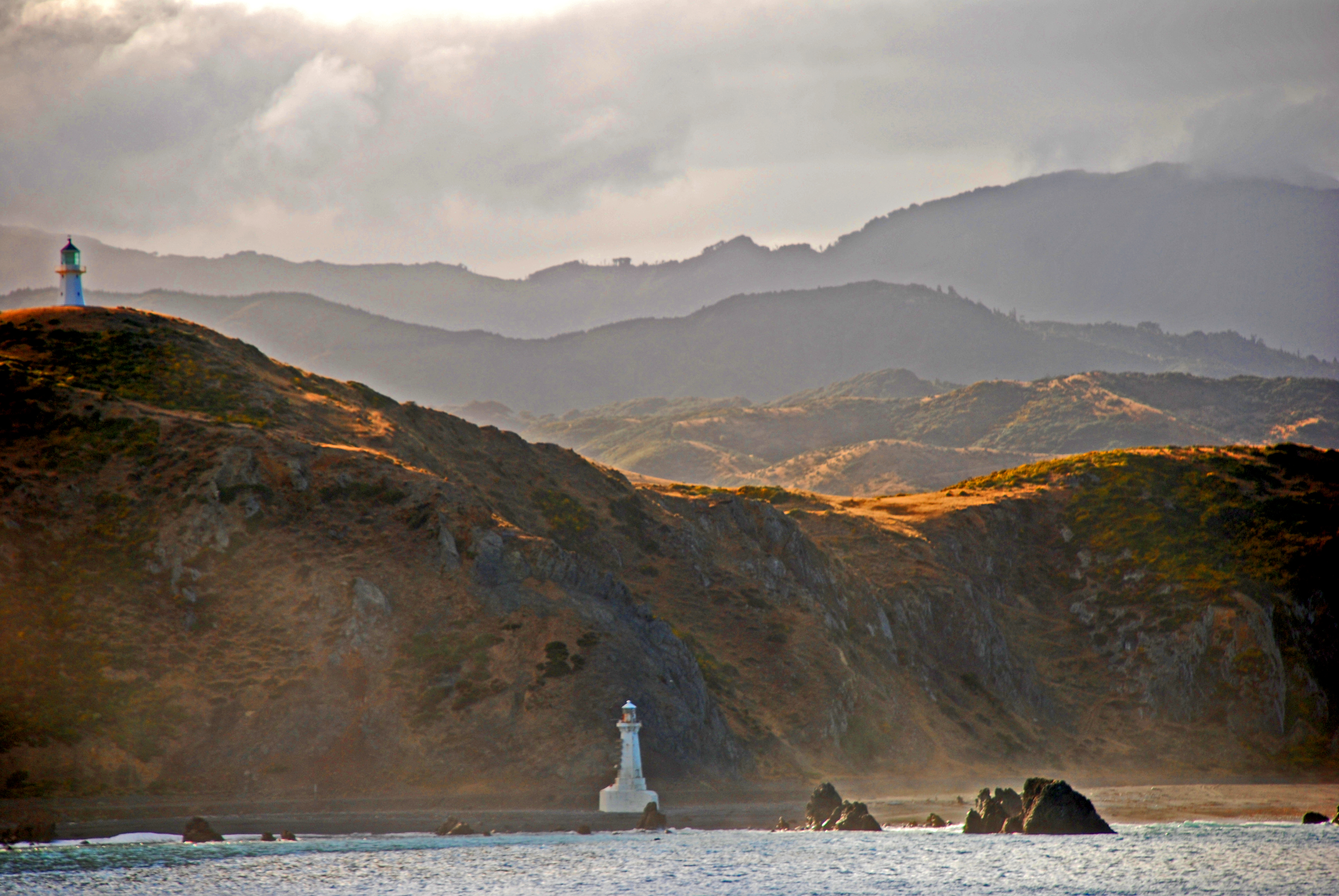
Побережье недалеко от города Веллингтона

Новая Зеландия изолирована от других островов и материков большими морскими расстояниями. Омывающее её западное побережье Тасманово море отделяет страну от Австралии на 1700 км. Тихий океан омывает восточное побережье страны и отделяет страну от ближайших соседей, на севере — от Новой Каледонии на 1000 км; на востоке — от Чили на 8700 км; на юге — от Антарктиды на 2500 км.
Протяжённость прибрежной полосы Новой Зеландии составляет 15 134 км. Территориальные воды — 12 морских миль. Исключительная экономическая зона — до 200 морских миль. Площадь морской эксклюзивной экономической зоны составляет приблизительно 4 300 000 км², что в 15 раз превосходит площадь земной поверхности страны.
В районе Новой Зеландии имеются два постоянных морских течения — тёплое Восточно-Австралийское и течение Западных Ветров. Восточно-Австралийское, следуя на север и северо-восток, омывает западную часть Северного острова. Течение Западных Ветров заметно на юге, и основной поток его проходит южнее Южного острова в восточном направлении.
В прибрежных водах страны расположено до 700 небольших островов, большинство из них находится на расстоянии до 50 км от основных островов. Из общего числа лишь приблизительно 60 пригодны для проживания или заселены в настоящее время.

#### Внутренние воды

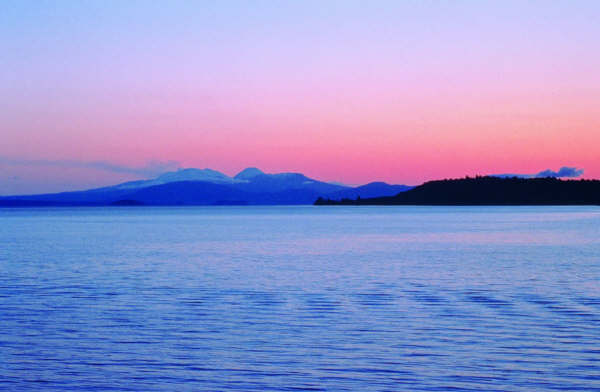
Таупо — крупнейшее озеро страны

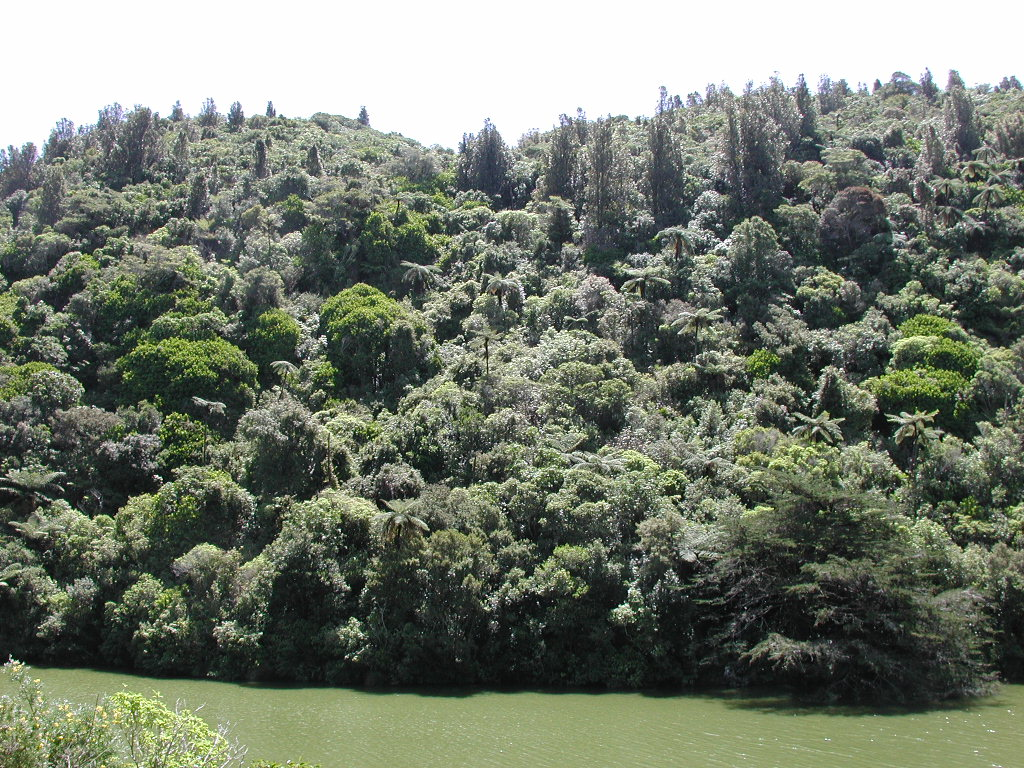
Новозеландский лес и озеро

Благодаря особым геологическим и географическим условиям в Новой Зеландии много рек и озёр. Большинство рек — короткие (менее 50 км), берут начало в горах и быстро спускаются к равнинам, где замедляют своё течение. Уаикато — крупнейшая река страны протяжённостью 425 км. В стране также протекает 33 реки протяжённостью более 100 км и 6 рек протяжённостью от 51 до 95 км. Общая протяжённость рек и других внутренних водных путей в стране составляет 425 000 км.
В Новой Зеландии 3280 озёр с площадью водного зеркала более 0,01 км², 229 озёр имеют водное зеркало более 0,5 км² и 40 — более 10 км². Крупнейшее озеро страны — Таупо (площадь — 623 км²), наиболее глубокое озеро — Хауроко (глубина — 462 метра). Большинство озёр Северного острова образованы в результате вулканической деятельности, а большинство озёр Южного острова образованы ледниковой активностью.
Новая Зеландия — одна из немногих стран южного полушария, имеющая на своей территории ледники (Тасманский, Фокса, Франца-Иосифа и др.). Тасманский ледник образует узкий ледяной язык протяжённостью 27 км, шириной местами до 3 км; общая его площадь — 52 км². В некоторых частях он достигает толщины 610 м и является крупнейшим ледником Новой Зеландии.

##### Водные ресурсы
Среднегодовой объём возобновляемых водных ресурсов, по статистическим данным 1977—2001 годов, в Новой Зеландии оценивается в 327 км³, что составляет около 85 м³/год на душу населения. В 2001 году ресурсы речного стока и озёр составили около 320 км³, ресурсы ледников — около 70 км³, ресурсы атмосферной влаги около — 400 км³, и ресурсы подземных вод оценивались приблизительно в 613 км³.
Охрана и управление водными ресурсами и системой водоснабжения населения и объектов экономики в Новой Зеландии находится в ведении органов местного самоуправления. Стоимость основных производственных фондов водохозяйственного комплекса оценивается более чем в 1 млрд новозеландских долларов. Системы централизованного водоснабжения обеспечивают питьевой водой около 85 % населения страны. Около 77 % потребляемой в стране пресной воды используется в ирригационных системах.

#### Почвы

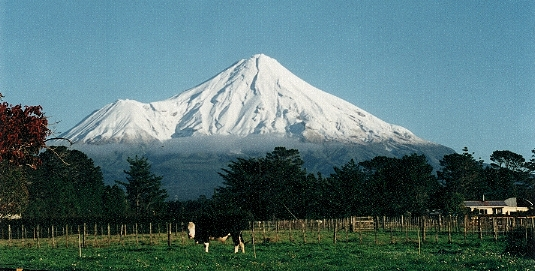
Вершина горы Таранаки

В целом почвы страны относительно малоплодородны и небогаты гумусом. Наиболее распространены следующие 15 типов почв:
- аллофановые — вулканические глинистые почвы,
- антропогенные,
- бурые,
- глеевые,
- зернистые,
- меланик — плодородная почва с чёрным пахотным слоем
- органик,
- оксидик,
- паллик,
- подзолистые,
- пемзовые,
- примитивные (слаборазвитые),
- современные (молодые),
- семиаридные,
- ультик.

#### Животный мир

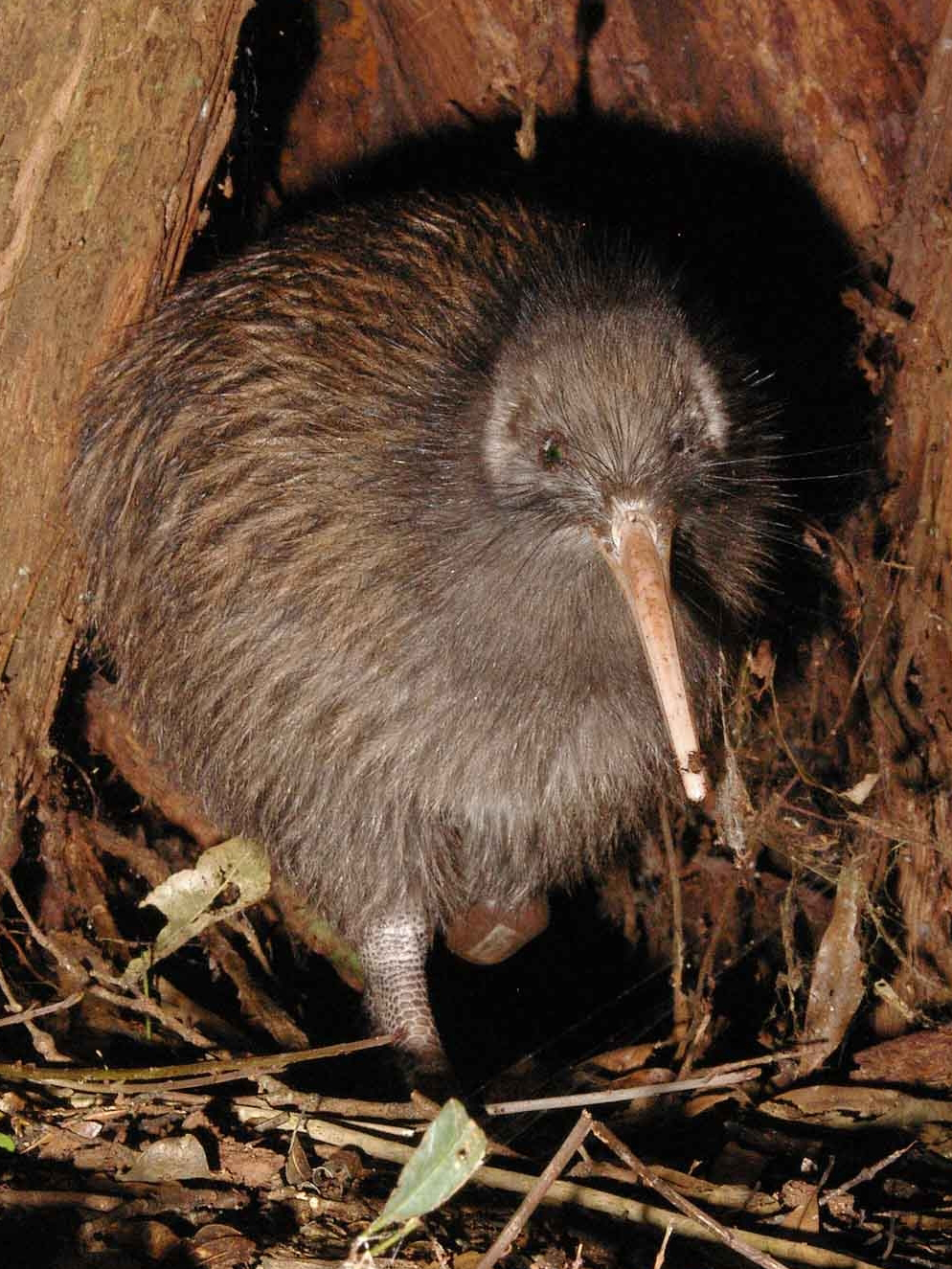
Птица киви — национальный символ Новой Зеландии

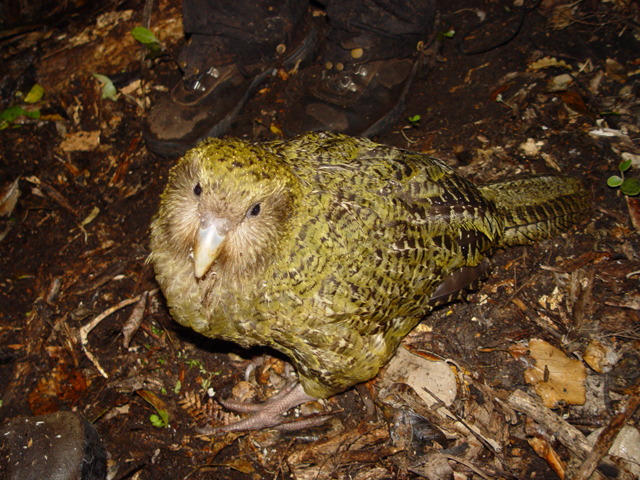
Какапо, или совиный попугай (Strigops habroptilus)

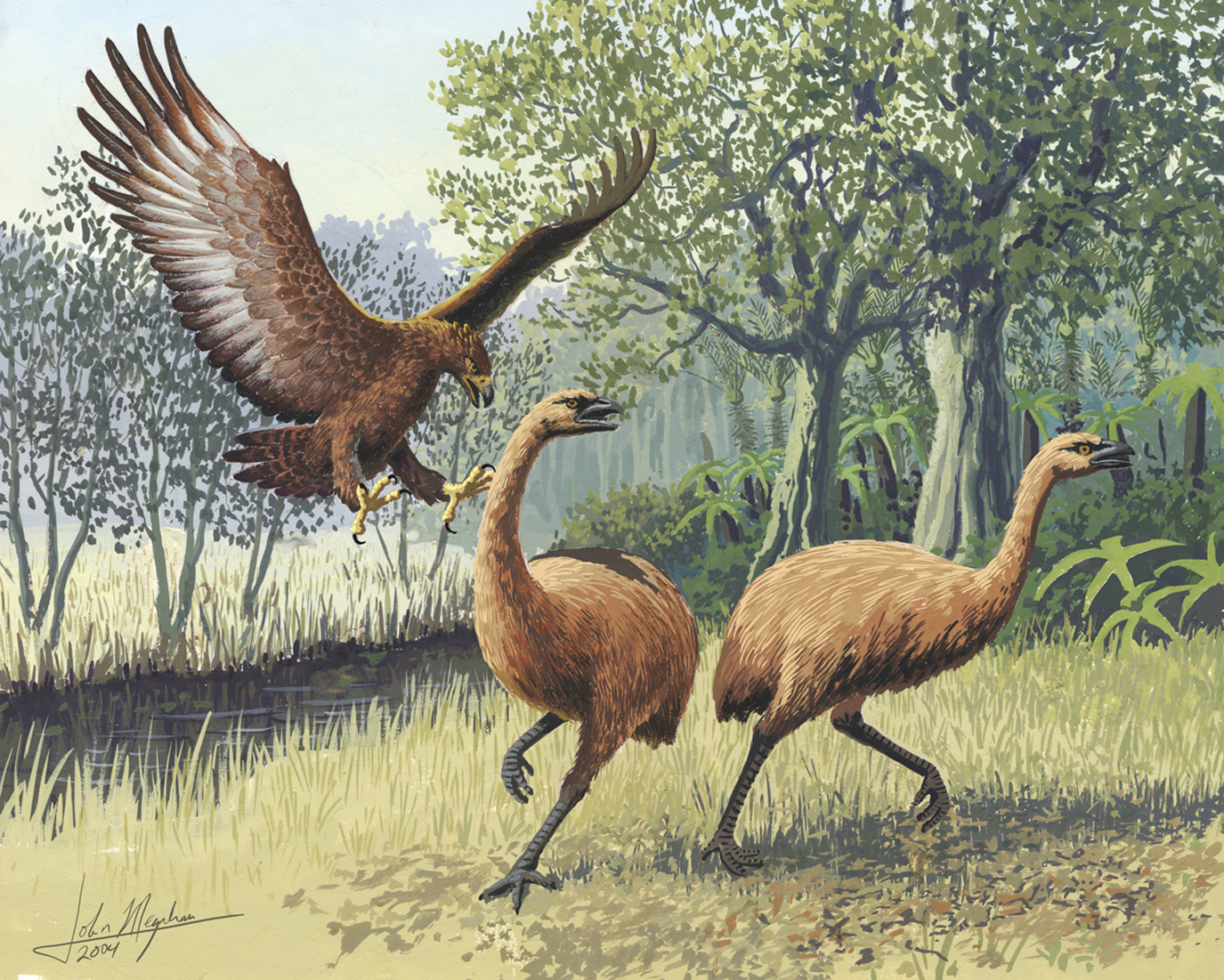
Орёл Хааста нападает на моа (рисунок)

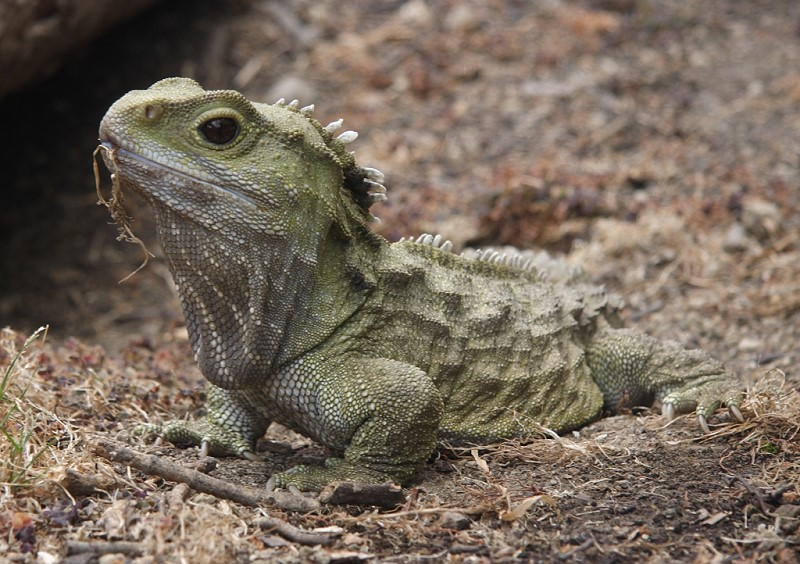
Гаттерия

Длительная историческая изоляция и отдалённость от других континентов создали уникальный и во многом неповторимый природный мир островов Новой Зеландии, отличающийся большим количеством эндемичных растений и птиц.
Ещё около 1000 лет назад, до появления на островах постоянных поселений человека, исторически полностью отсутствовали млекопитающие. Исключение составляли два вида летучих мышей и обитающие в прибрежных водах киты, Новозеландский морской лев (Phocarctos hookeri) и Новозеландский морской котик (Arctocephalus forsteri).
Одновременно с приходом на эти земли первых постоянных жителей, полинезийцев, на островах появились малые крысы (Rattus exulans) и собаки. Позднее первые европейские переселенцы привезли свиней, коров, коз, мышей и кошек. Развитие европейских поселений в XIX веке вызвало появление в Новой Зеландии всё новых и новых видов животных.
Появление некоторых из них оказало крайне отрицательное влияние на флору и фауну островов. К таким животным следует отнести крыс, кошек, хорьков, кроликов (завезённых в страну для развития охотничьего промысла), горностаев (завезённых в страну для контроля над популяцией кроликов). Завезли и опоссумов для развития пушной промышленности. Когда пришлось выпустить животных на волю, они стали залезать на столбы с проводами и грызть их. В итоге город оставался без тока, а животные гибли. Пришлось обить все столбы жестью, чтобы опоссумы не могли влезть наверх. Люди также бездумно завезли чёрных лебедей, дятлов, канареек, жаворонков, гусей (как диких, так и домашних) и многие другие виды птиц. Завезённые крысы и мелкие птицы служат пищей пастушку-уэке, эндемику Новой Зеландии. Кроме этого, человек привёз в Новую Зеландию оленей, свиней и других крупных млекопитающих, которых он отпускал на волю, считая, что так леса будут смотреться красивее. Не имея естественных врагов в окружающей природе, популяции этих животных достигали таких размеров, что естественные представители флоры и фауны Новой Зеландии оказались под серьёзной угрозой. Лишь только в последние годы усилиями природоохранных ведомств Новой Зеландии некоторые прибрежные острова были избавлены от этих животных, что позволило надеяться на сохранение там натуральных природных условий.
Из представителей фауны Новой Зеландии наиболее известными являются птицы киви (Apterygiformes), ставшие национальным символом страны. Среди птиц также необходимо отметить кеа (Nestor notabilis) (или нестор), какапо (Strigops habroptilus) (или совиный попугай), такахе (Notoronis hochstelteri) (или бескрылая султанка).
Только в Новой Зеландии сохранились останки истреблённых около 500 лет назад гигантских нелетающих птиц моа (Dinornis), достигавших высоты 3,5 м. Немногим позднее, предположительно всего около 200 лет назад, был истреблён и крупнейший из известных видов орлов — орёл Хааста, имевший размах крыльев до 3 метров и весивший до 15 кг.
В Новой Зеландии обитает 123 вида (многие из которых являются неописанными) земноводных и пресмыкающихся. Среди них 89 % являются эндемичными, 8 % — мигрирующими морскими, а оставшиеся 3 % — интродуцированы. Земноводные представлены эндемичным семейством Лейопельмы (Leiopelmatidae) (3 вида, считающимися одними из самых примитивных лягушек) и 3 завезёнными видами семейства квакши (Hylidae). В Новой Зеландии обитает единственный сохранившийся представитель отряда Клювоголовые (Rhynchocephalia) — Гаттерия (Sphenodon punctatus). Новозеландские ящерицы относятся к двум семействам — Diplodactylidae (43 вида) и Сцинковые (Scincidae) (64 вида; все, кроме интродуцированной Lampropholis delicata относятся к роду Oligosoma). Все ящерицы страны, за исключением двух видов сцинков, живородящие. В водах Новой Зеландии находят морских черепах и змей из подсемейств морские змеи и плоскохвосты.
Единственным представителем насекомоядных, завезённым в страну и адаптировавшимся к свободным условиям обитания в ней, является европейский ёж (Erinaceus europaeus).
Из пауков-эндемиков для человека опасен только катипо, однако и укусы ввезённых из Австралии Atracidae и Latrodectus hasselti крайне редко требуют введения противоядной сыворотки.
В пресных водоёмах страны обитает 29 видов рыб, 8 из которых находятся на грани исчезновения (как например, новозеландский прототрокт). В прибрежных морях обитает до 3000 видов рыб и других обитателей моря.
В Новой Зеландии обитает 40 видов муравьёв.

#### Растительность

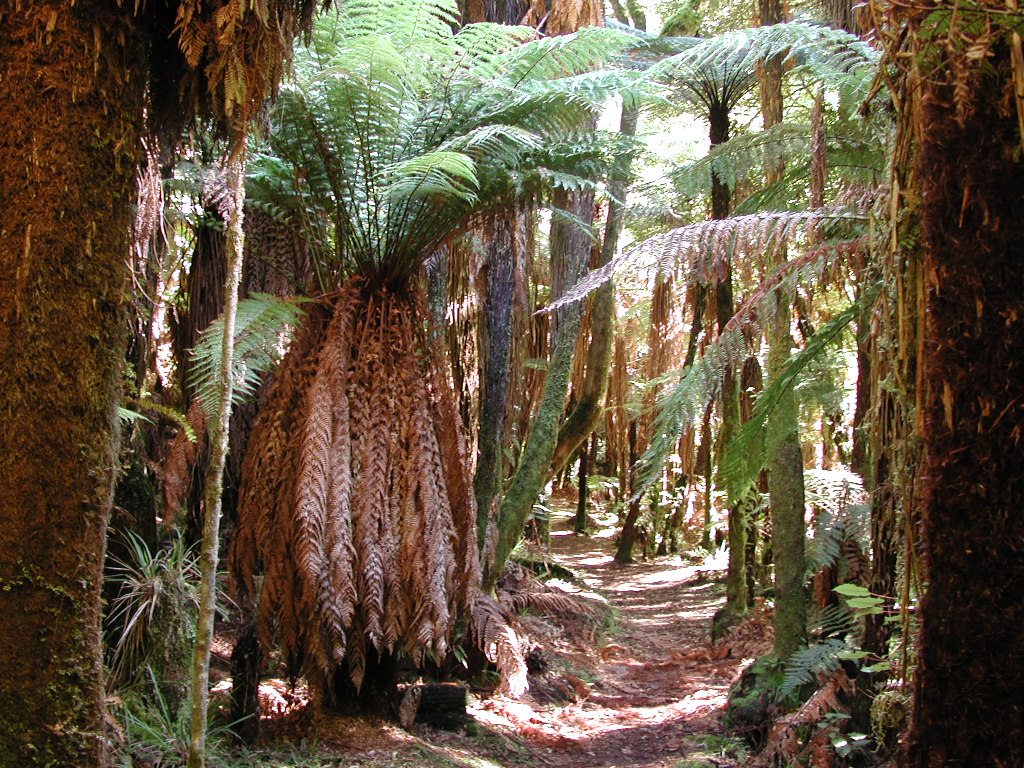
Древовидные папоротники в лесу Фиринаки (Whirinaki)

Флора Новой Зеландии насчитывает около 2000 видов растений.
Леса страны разделяются на два основных типа — смешанные субтропические и вечнозелёные. В лесах доминируют ногоплодники (Podocarpus). Сохранились, хотя и резко сократились за время промышленного освоения лесов, заросли агатиса новозеландского (Agathis australis) и дакридиума кипарисового (Dacrydium cupressinum).
В искусственных лесах, площадь которых составляет в целом около 2 млн гектаров, в основном выращивается Сосна лучистая (Pinus radiata), завезённая в Новую Зеландию в середине XIX века. Насаждение лучистой сосны в районе Kaingaroa Forest создали крупнейший в мире искусственно выращенный лес.
Новая Зеландия имеет самое большое количество печёночных мхов в сравнении с другими странами. На территории страны насчитывается 606 их видов, 50 % из них составляют эндемики.

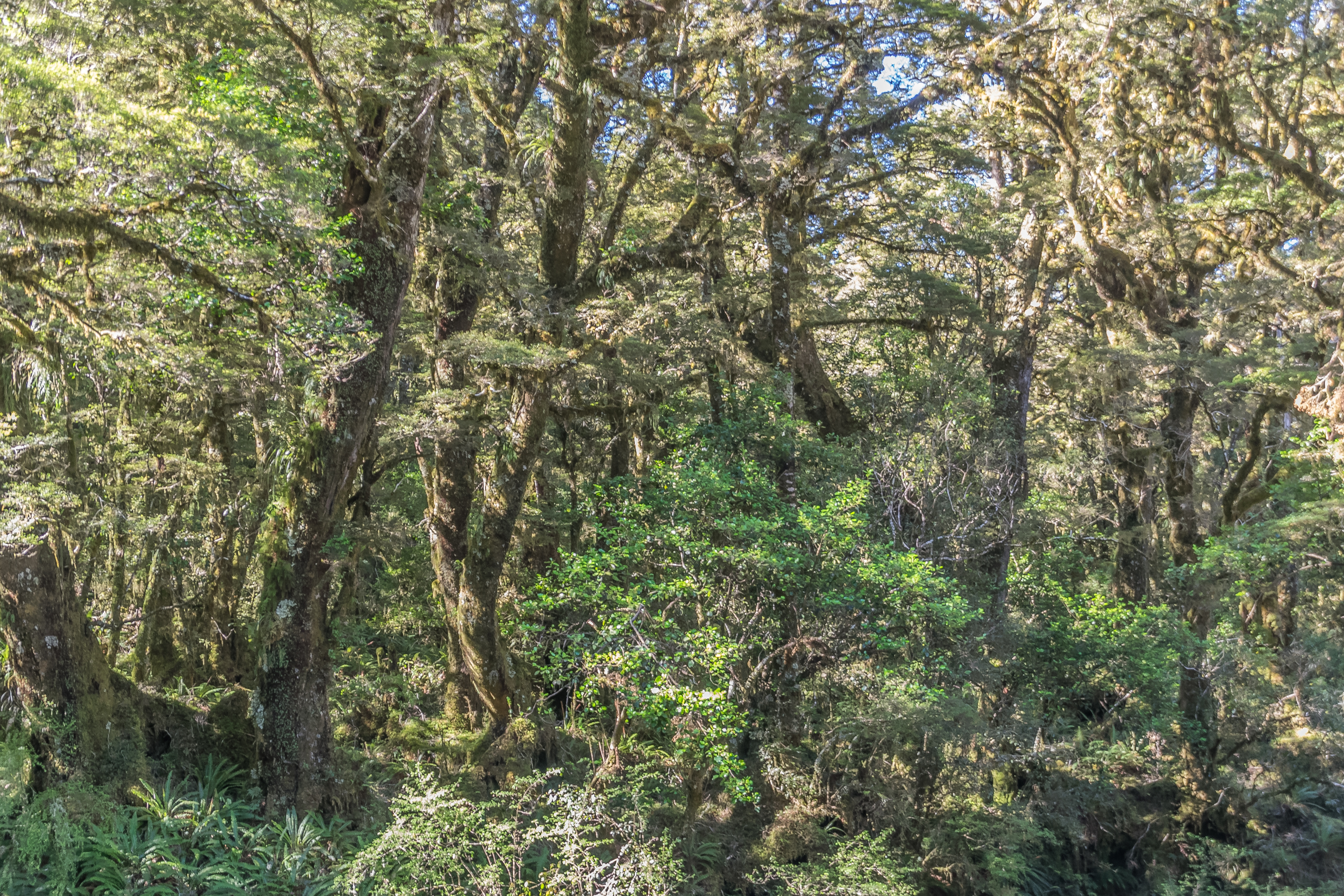
Лес во Фьордленде

Широко распространены листостебельные мхи, бриофлора Новой Зеландии включает 523 вида листостебельных мхов.
Среди примерно 70 известных в природе видов незабудок (Myosotis), около 30 являются эндемиками Новой Зеландии. В отличие от незабудок в других частях планеты, только два вида этих растений в Новой Зеландии имеют синий цвет — Myosotis antarctica и Myosotis capitata.
Из 187 видов цветковых травянистых растений природной флоры Новой Зеландии 157 — эндемики.
В Новой Зеландии встречается необычно большое, в сравнении с другими территориями со сходными климатическими условиями, количество папоротников. Циатея серебристая (Cyathea dealbata) (также известная в стране как серебряный папоротник) является одним из общепринятых национальных символов и изображена на национальном гербе страны.

#### Экология

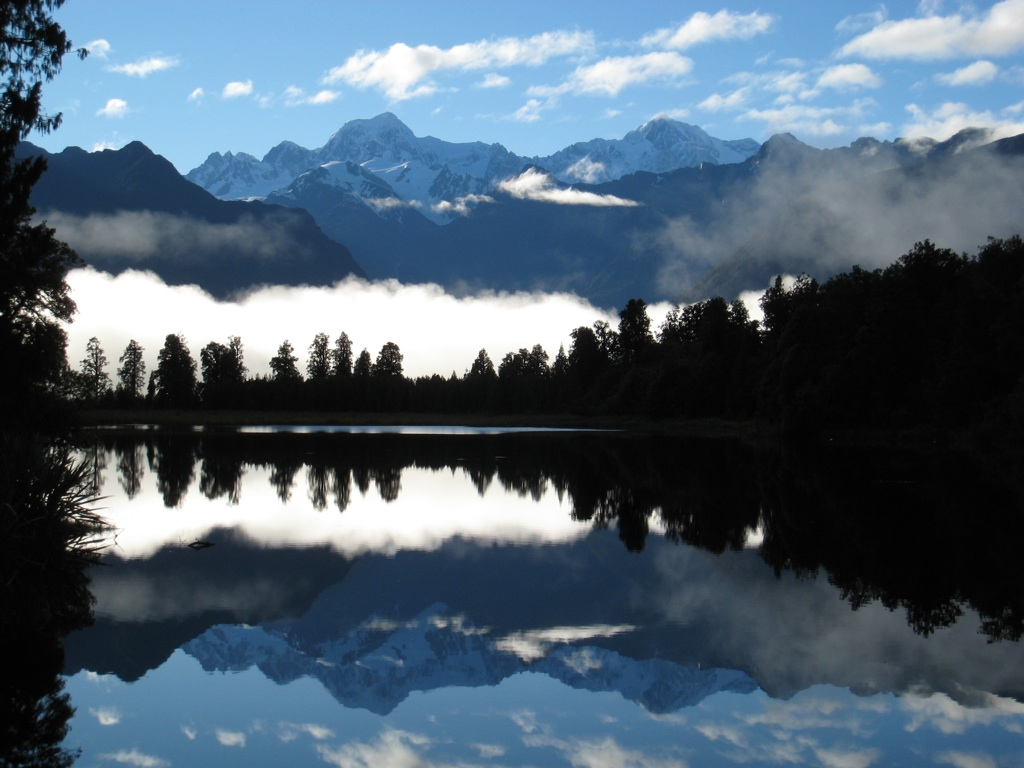
Гора Кука, Южный остров

Одним из основных символов Новой Зеландии является её старательно сохраняемый зелёный и чистый (англ. Green and Clean New Zealand) и 100 % чистый (англ. 100% Pure New Zealand) имидж. Именно поэтому вопросы защиты и охраны окружающей среды являются одними из приоритетных в развитии страны.
В 2005 году Новая Зеландия стала первой в мире страной в которой был введён углеродный налог. В качестве одного из важных перспективных направлений планирует уже к 2020 году стать первой в мире страной, имеющей нейтральный баланс выброса углерода в атмосферу, и тем самым добиться признания за собой звания самой чистой страны в мире.
Законодательство страны определяет около 60 типов природных территорий, подлежащих защите и сохранению, среди них наиболее крупными и значимыми формами являются национальные парки (в том числе морские парки), природные, научные, экологические и туристические заповедники и резерваты. В стране создано 14 национальных парков, 4 морских парка, 21 морских и прибрежных заповедников и более 3000 резерватов. Общая площадь национальных парков, заповедников и природных территорий, находящихся под защитой, составляет около 6,5 млн гектар, или около 25 % от общей территории страны.
В стране функционирует несколько зоопарков и ботанических садов, крупнейшим из которых является, открытый в 1922 и содержащий на своей территории более 170 видов животных, Оклендский зоопарк. Кроме этого, крупные зоопарки открыты в городах Веллингтоне и Окленде, и единственный зоопарк со свободным содержанием животных работает в Крайстчерче. Уникальный парк, направленный на сохранение животных подсемейства большие кошки, был создан недалеко от города Фангареи.

#### Природные катаклизмы

##### Землетрясение 2010
Сильное землетрясение с магнитудой 7,1 в регионе Кентербери, на Южном острове Новой Зеландии, произошедшее 4 сентября в 4 часа 35 минут по местному времени (UTC+12). Эпицентр находился в 40 км западнее Крайстчерча, около городка Дарфилд. Гипоцентр находился на глубине всего 10 км.

##### Землетрясение 2011
Землетрясение магнитудой 6,3 произошло 22 февраля 2011 года у берегов Новой Зеландии. Эпицентр землетрясения находился в непосредственной близости от второго по величине города страны Крайстчерч на острове Южный. Погибло 147 человек. По данным J.P. Morgan, землетрясение в Новой Зеландии может обойтись страховым компаниям в 12 млрд долларов.

##### Землетрясение 2016
Серия землетрясений магнитудой от 6,2 до 7,4 произошла 13 ноября 2016 года на Южном Острове. Эпицентр подземных толчков находился примерно в 39 км к юго-западу от города Кайкура на глубине 10 км. Погибло два человека.

##### Проблема озонового слоя
Из-за существующей гигантской озоновой дыры над Антарктидой, в Новой Зеландии очень сильное ультрафиолетовое излучение. Как следствие, рак кожи является самой распространённой формой рака в Новой Зеландии. Ежегодно регистрируется 67 тыс. случаев этой болезни, в то время как других типов раковых заболеваний всего 16 тыс. случаев в год. Количество больных меланомой в Новой Зеландии и Австралии примерно в четыре раза выше, чем в Канаде, США и Великобритании. Усугубляется ситуация тем, что многие жители — потомки британцев, которые всегда отличались светлой кожей. А человеку со светлой кожей, чтобы обгореть в Новой Зеландии, бывает достаточно и пятнадцати минут. Людям со светлой кожей необходимо использовать защитный крем.

### Города
| \| Крупнейшие города и населённые пункты \| Население (2007) \| Координаты \| \| ------------------------------------- \| ---------------- \| ------------------------------------ \| \| Окленд \| 1 294 000 \| 36°50′48″ ю. ш. 174°45′54″ в. д.HGЯO \| \| Веллингтон \| 379 000 \| 41°17′11″ ю. ш. 174°46′34″ в. д.HGЯO \| \| Крайстчерч \| 378 700 \| 43°31′53″ ю. ш. 172°38′11″ в. д.HGЯO \| \| Гамильтон \| 163 900 \| 37°47′13″ ю. ш. 175°16′58″ в. д.HGЯO \| \| Данидин \| 114 600 \| 45°52′28″ ю. ш. 170°30′12″ в. д.HGЯO \| \| Тауранга \| 114 200 \| 37°41′03″ ю. ш. 176°10′12″ в. д.HGЯO \| \| Палмерстон-Норт \| 78 800 \| 40°21′20″ ю. ш. 175°36′43″ в. д.HGЯO \| \| Хейстингс \| 64 600 \| 39°38′36″ ю. ш. 176°50′35″ в. д.HGЯO \| \| Нельсон \| 58 300 \| 41°16′14″ ю. ш. 173°17′02″ в. д.HGЯO \| \| Нейпир \| 57 900 \| 39°29′11″ ю. ш. 176°54′58″ в. д.HGЯO \| \| Роторуа \| 55 500 \| 38°07′49″ ю. ш. 176°15′01″ в. д.HGЯO \| \| Нью-Плимут \| 51 000 \| 39°03′28″ ю. ш. 174°04′35″ в. д.HGЯO \| \| Фангареи \| 50 900 \| 35°43′22″ ю. ш. 174°19′21″ в. д.HGЯO \| \| Инверкаргилл \| 47 900 \| 46°24′47″ ю. ш. 168°21′24″ в. д.HGЯO \| \| Уонгануи \| 39 800 \| 39°55′49″ ю. ш. 175°02′51″ в. д.HGЯO \| \| Гисборн \| 33 600 \| 38°39′58″ ю. ш. 178°01′33″ в. д.HGЯO \| |                  |                                  |
| Крупнейшие города и населённые пункты | Население (2007) | Координаты                       |
| Окленд | 1 294 000        | 36°50′48″ ю. ш. 174°45′54″ в. д. |
| Веллингтон | 379 000          | 41°17′11″ ю. ш. 174°46′34″ в. д. |
| Крайстчерч | 378 700          | 43°31′53″ ю. ш. 172°38′11″ в. д. |
| Гамильтон | 163 900          | 37°47′13″ ю. ш. 175°16′58″ в. д. |
| Данидин | 114 600          | 45°52′28″ ю. ш. 170°30′12″ в. д. |
| Тауранга | 114 200          | 37°41′03″ ю. ш. 176°10′12″ в. д. |
| Палмерстон-Норт | 78 800           | 40°21′20″ ю. ш. 175°36′43″ в. д. |
| Хейстингс | 64 600           | 39°38′36″ ю. ш. 176°50′35″ в. д. |
| Нельсон | 58 300           | 41°16′14″ ю. ш. 173°17′02″ в. д. |
| Нейпир | 57 900           | 39°29′11″ ю. ш. 176°54′58″ в. д. |
| Роторуа | 55 500           | 38°07′49″ ю. ш. 176°15′01″ в. д. |
| Нью-Плимут | 51 000           | 39°03′28″ ю. ш. 174°04′35″ в. д. |
| Фангареи | 50 900           | 35°43′22″ ю. ш. 174°19′21″ в. д. |
| Инверкаргилл | 47 900           | 46°24′47″ ю. ш. 168°21′24″ в. д. |
| Уонгануи | 39 800           | 39°55′49″ ю. ш. 175°02′51″ в. д. |
| Гисборн | 33 600           | 38°39′58″ ю. ш. 178°01′33″ в. д. |

### Часовой пояс
Новая Зеландия располагается в двух часовых поясах. Острова Южный и Северный, а также прилегающие мелкие острова используют стандартное новозеландское время (New Zealand Standard Time или NZST) и находятся в 12 часах впереди всемирного координированного времени (UTC). Острова архипелага Чатем используют стандартное время Чатем (Chatham Standard Time или CHAST) и располагаются на 12 часов 45 минут впереди всемирного координированного времени. В летний период стрелки часов переводятся на один час вперёд и разница со всемирным координированным временем в этот период составляет 13 часов для NZST и 13 часов 45 минут для CHAST.

## Государственная символика Новой Зеландии

Государственный флаг

Государственный герб

Флаг Новой Зеландии, утверждённый 24 марта 1902 года, представляет собой прямоугольное полотнище в соотношении 1:2. Прототип нынешнего флага с синим знаменем и флагом Великобритании в углу появился в 1865 году в результате постановления правительства о том, что корабли всех британских колоний должны иметь такой флаг. В 1867—1869 годах в правом нижнем углу были красные буквы NZ, а в 1869—1902 годах — четыре красные звёзды с белой каймой. Синий фон флага ассоциируется с голубым цветом неба и моря, окружающих страну. Звёзды Южного Креста проводят связь с местоположением страны в южной части Тихого океана. Символика флага Великобритании говорит об историческом наследии, что страна была бывшей Британской колонией.
Первый государственный герб Новой Зеландии был введён в обращение в 1911 году, ныне действующий герб был принят в 1956 году. Герб представляет собой щит, удерживаемый с одной стороны белокурой женщиной с флагом Новой Зеландии в руках и с другой стороны — воином маори. Над щитом возвышается корона святого Эдуарда. Под щитом расположены две ветви папоротника. Герб ассоциируется с единством всех культур и народов, населяющих страну, и с приверженностью новозеландской монархии.
Два гимна признаны государственными в Новой Зеландии — «Боже, защити Новую Зеландию» (англ. God, Defend New Zealand) и «Боже, храни Короля» (англ. God, Save the King). Хотя оба имеют равный статус, «Боже, защити Новую Зеландию» более используем.
Текст «Боже, защити Новую Зеландию» был написан в 1870 году Томасом Бракеном (англ. Thomas Bracken). Победителем конкурса на музыку к тексту, проводимого в 1876 году, стал Джон Джозеф Вудс (англ. John Joseph Woods). Песня получила популярность, и в 1940 году правительство страны приобрело авторские права на неё и определило в качестве национального гимна. Но лишь в 1977 году песня законодательно была утверждена в качестве второго государственного гимна.
Текст гимна «Боже, защити Новую Зеландию» состоит из пяти куплетов. Оригинал текста написан на английском языке, официальная версия имеет также перевод на язык маори. Традиционно на государственных мероприятиях исполняется лишь первый куплет: сначала звучит версия на языке маори, затем — версия на английском языке.

## История

### Полинезийский период

Народ маори, скорее всего, являются потомками переселенцев с Тайваня в Меланезию, мигрировавших на Острова Общества, откуда часть переселенцев отправилась в Новую Зеландию

Новая Зеландия — одна из самых поздно заселённых территорий. Радиоуглеродный анализ, свидетельства обезлесения и вариабельность митохондриальной ДНК у маори позволяют сделать вывод о том, что первые восточные полинезийцы поселились здесь в 1250—1300 годах после продолжительных путешествий по южным тихоокеанским островам. Постепенно у поселенцев сформировалась собственная культура и язык, они разделились на иви (племена) и хапу (кланы), которые сотрудничали, соперничали и воевали. Часть маори мигрировала на архипелаг Чатем (названный ими Рекоху), где превратились в народ мориори с отдельной культурой. Мориори были почти полностью уничтожены в 1835—1862 годах в результате завоевания маори из иви Таранаки и болезней, завезённых европейцами. В 1862 году в живых остался всего 101 мориори, а последний известный чистокровный мориори — Томми Соломон — умер в 1933 году.

### Европейский период
Первые европейцы, достигшие Новой Зеландии, прибыли на корабле вместе с нидерландцем Абелем Тасманом в 1642 году. В результате стычек с местными четверо членов команды оказались убиты, а как минимум один маори оказался ранен картечью. Следующий визит европейцев состоялся только в 1769 году: британский исследователь Джеймс Кук нанёс на карты почти всю береговую линию островов. Вслед за Куком Новую Зеландию посетило множество европейских и североамериканских китобоев и охотников на тюленей, а также торговых кораблей, менявших пищу, металлические инструменты, оружие и другие товары на лес, продукты питания, артефакты и воду. Эти торговцы принесли маори картофель и мушкет, что коренным образом изменило сельскохозяйственный и военный уклад этого народа. Картофель стал надёжным источником пищи, позволившим проводить более длительные военные кампании. В результате межплеменных мушкетных войн, объединивших более 600 битв в 1801—1840 годах, было убито от 30 до 40 тысяч маори. С начала XIX века в Новой Зеландии начали селиться христианские миссионеры, обратившие большинство аборигенов в свою веру. В XIX веке автохтонное население страны сократилось до 40 % доконтактного уровня; основной причиной этого были завезённые болезни.

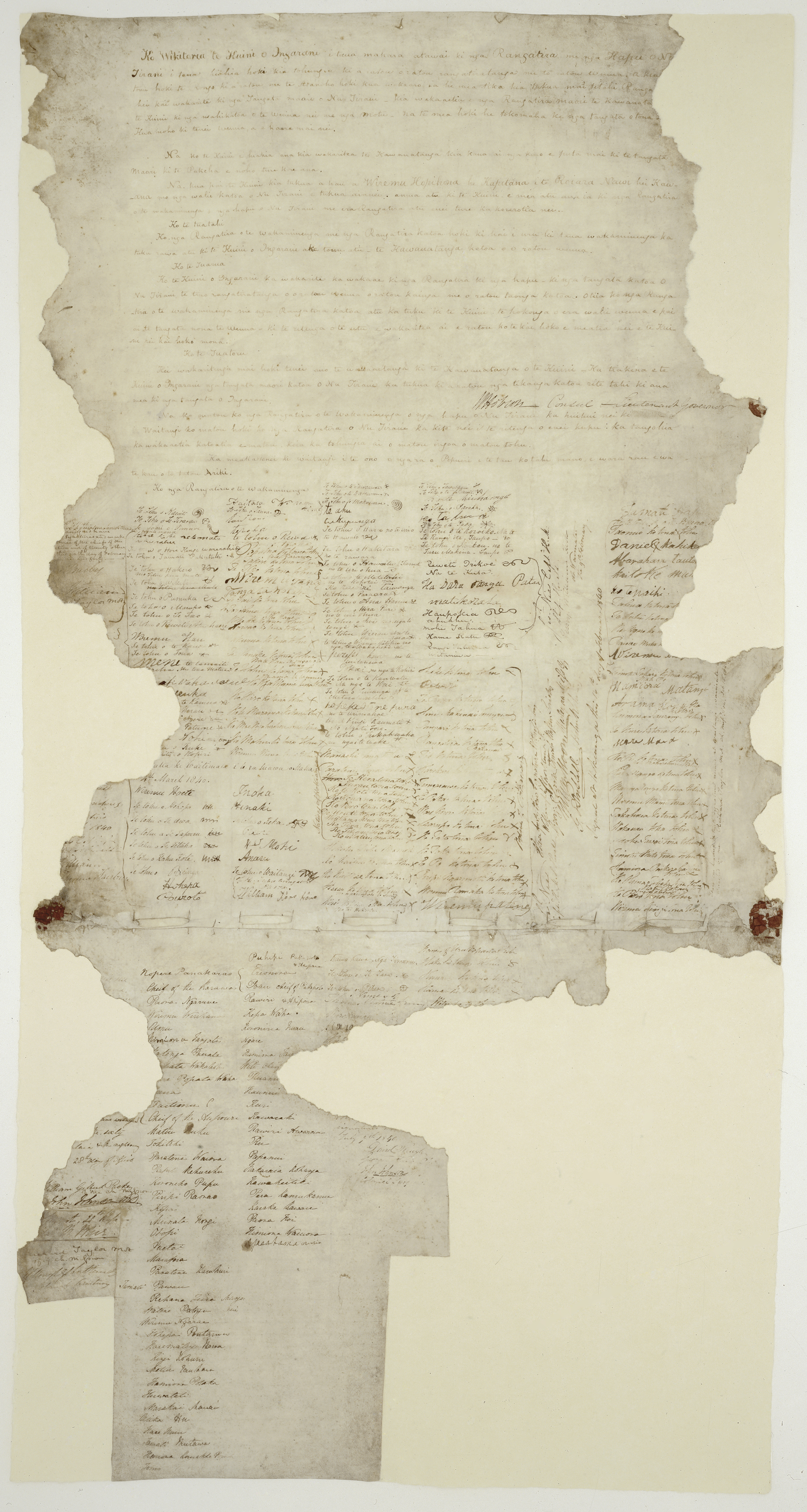
Копия Договора Вайтанги

В 1788 году капитан Артур Филлип принял пост губернатора новой британской колонии Нового Южного Уэльса, включавшей в то время и Новую Зеландию. Британское правительство назначило Джеймса Басби британским резидентом в Новой Зеландии в 1832 году после получения петиции от северных маори. Тремя годами позже, узнав о появлении французского поселения Шарля де Тьерри, конфедерация племён маори послала королю Вильгельму IV декларацию независимости, прося защиты. Волнения, предложение о поселении в Новой Зеландии Новозеландской компании, к тому времени уже отправившей корабль к островам для приобретения земель у маори, и неоднозначный юридический статус декларации независимости заставили министерство по делам колоний отправить капитана Уильяма Гобсона в Новую Зеландию для установления там британского суверенитета и подписания соглашения с маори. Договор Вайтанги был подписан в заливе Бей-оф-Айлендс 6 февраля 1840 года. В ответ на попытки Новозеландской компании создать независимое поселение в Веллингтоне и французских поселенцев приобрести земли в Акароа Гобсон провозгласил британский суверенитет над всей Новой Зеландией 21 мая 1840 года, хотя к тому моменту не все копии Договора были подписаны маори. После этого количество иммигрантов, особенно британских, начало расти.

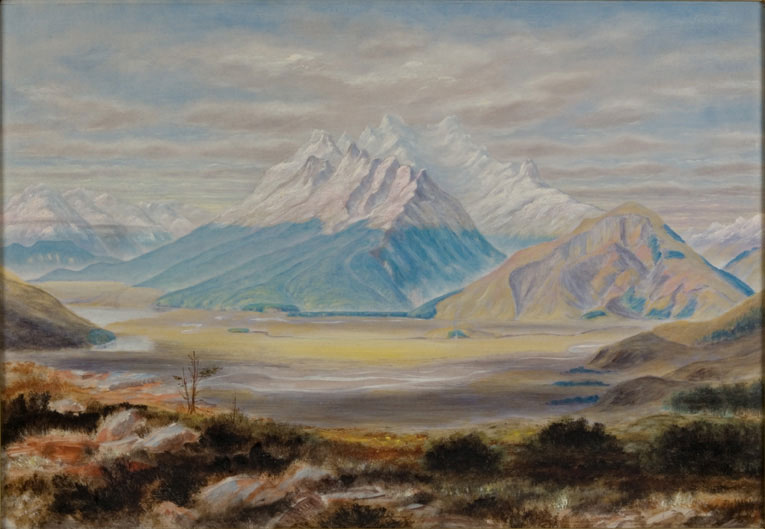
Картина с изображением горы Эрнсло, Джон Томсон, холст, масло, 1888 год

Новая Зеландия стала отдельной от Нового Южного Уэльса одноимённой колонией 3 мая 1841 года. В 1852 году колония получила представительское правительство, а двумя годами позднее состоялось первое собрание первого парламента. В 1856 году колония получила самоуправление, и все внутренние вопросы, кроме политики в отношении туземного населения, решались там самостоятельно. Контроль над колониальной политикой Новая Зеландия получила в середине 1860-х годов. Опасаясь, что Южный остров может захотеть сформировать отдельную колонию, глава колонии Альфред Дометт выпустил постановление о переносе столицы из Окленда в пролив Кука. Веллингтон был избран новой столицей за расположение в центре страны и удобную бухту. Парламент впервые провёл заседание в Веллингтоне в 1865 году. С увеличением количества мигрантов вспыхнули конфликты за землю, вылившиеся в новозеландские земельные войны 1860-х — 1870-х годов, в результате которых у маори было конфисковано множество земель.
В 1891 году к власти в стране пришла первая политическая партия — Либеральная партия под председательством Джона Балланса. Либеральное правительство, позже возглавленное Ричардом Седдоном, приняло множество важных социоэкономических законов. В 1893 году Новая Зеландия стала первой в мире страной, предоставившей всем женщинам право голоса, а в 1894 впервые в мире приняла закон о порядке разрешения споров между работодателями и профсоюзами. В 1898 году правительство Седдона приняло закон о пенсиях по старости, ставший первым в Британской империи.
В 1907 году по запросу парламента Новой Зеландии король Эдуард VII провозгласил её доминионом Британской империи, что отражало её фактическое самоуправление. Вестминстерский статут был принят в 1947 году, он вывел Новую Зеландию из-под обязательного действия решений британского парламента.

### Современная история

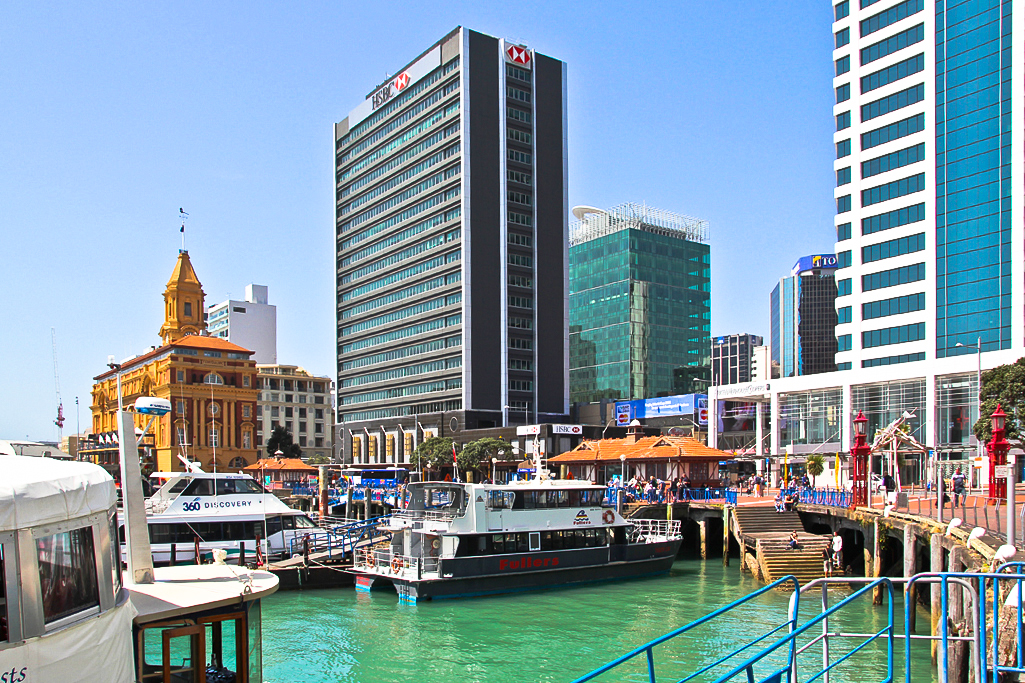
Набережная центральной части Окленда

Новая Зеландия участвовала в мировой политике, приняв участие в Первой и Второй мировых войнах как часть Британской империи, а также пострадала от Великой депрессии. В результате депрессии было избрано первое лейбористское правительство и началось строительство государства всеобщего благосостояния с протекционистской экономикой. Процветание Новой Зеландии началось после окончания Второй мировой войны, тогда же маори начали перемещаться в города из деревень в поисках работы. Возникло протестное движение маори, критикующее Европоцентризм и занимающееся такими вопросами, как увеличение известности культуры маори и урегулированием споров о договоре Вайтанги. В 1975 году был организован трибунал Вайтанги, целью которого было расследование предполагаемых нарушений условий договора, а десятью годами позже было вынесено решение. Правительство утверждает об окончании урегулирования споров со многими иви, однако уже в 2000-х годах возникли трения относительно принадлежности приливной полосы берега и морского дна.
В 1987 году Новая Зеландия впервые в мире законодательно провозгласила свою территорию безъядерной зоной. В результате принятия данного статуса Новая Зеландия ввела запрет на вход в свои территориальные воды кораблей с ядерным оружием на борту и с ядерными силовыми установками, что существенно ограничило возможность захода кораблей Военно-морских сил США в порты Новой Зеландии.
В апреле 2013 года в стране были легализованы однополые браки.
Новая Зеландия продолжает развиваться как независимая демократическая страна и активная участница международных экономических и политических отношений, уделяющая особое внимание развитию и укреплению взаимоотношений среди стран Тихоокеанско-Азиатского региона.
15 марта 2019 года произошёл крупнейший теракт в истории страны: массовые расстрелы в мечетях города Крайстчерч. В результате атаки погиб 51 человек.

## Государственно-политическое устройство
Новая Зеландия — одна из наиболее стабильных и хорошо управляемых стран мира. По состоянию на 2014 год Новая Зеландия была четвёртой по силе демократических институтов в мире и второй по отсутствию коррупции после Дании. В Новой Зеландии высока активность населения на выборах (77 % по сравнению со средней по ОСЭР 68 %).

### Основы государственного строя
Новая Зеландия — унитарное государство, основанное на принципах конституционной монархии и парламентской демократии. В основу системы государственного устройства положен принцип Вестминстерской модели парламентаризма, заключающийся в том, что политическая власть осуществляется демократически избранным парламентом: король царствует, но правительство правит до тех пор, пока имеет поддержку Палаты представителей. В 1840 году был подписан договор Вайтанги, по которому острова Новой Зеландии стали колонией Великобритании. Монархия Новой Зеландии юридически отличается от британской монархии, так как в 1947 году Новая Зеландия ратифицировала Вестминстерский статут 1931 года, давший стране право принимать свои собственные законы.
Новая Зеландия совместно с её зависимыми территориями Токелау, антарктической территорией Росса и свободно ассоциированными государствами Острова Кука и Ниуэ составляют Королевство Новой Зеландии.
В Новой Зеландии нет кодифицированной конституции. Конституция включает в себя прерогативы короля, конституционные акты и уставы Соединённого Королевства, которые были включены в конституционную базу Новой Зеландии (Великая хартия вольностей). Важными конституционными актами являются Конституционный закон 1986 года, в котором главой государства признаётся король Великобритании и обозначается три ветви власти: исполнительная (правительство), законодательная (парламент) и судебная, Билль о правах 1990 года, где изложены основные права и свободы человека и закон о выборах 1993 года, подтверждающий свободные и демократические выборы.

### Исполнительная власть
Главой государства является монарх Новой Зеландии, которым с сентября 2022 года является король Карл III. Статус монарха определён конституционным принципом «царствует, но не управляет», и монарх не имеет существенного политического влияния, сохраняя церемониальную и символическую роль. Тем не менее, ряд функций законодательно закреплены за монархом и могут быть исполнены только им. Среди наиболее важных полномочий — назначение генерал-губернатора и подписание Указа о таковом назначении; объявление созыва или роспуска Парламента страны. Новая Зеландия, совместно с рядом других стран-участниц Содружества Наций, воплощает принцип разделения монарха, заложенный в Декларации Бальфура 1926 года.
Интересы монарха на территории страны представляет генерал-губернатор (официальный титул — генерал-губернатор и верховный главнокомандующий в Новой Зеландии, Governor-General and Commander-in-Chief in and over New Zealand), назначаемый монархом по рекомендации премьер-министра, как правило, сроком на пять лет. Присягу генерал-губернатора принимает верховный судья Новой Зеландии. Основной обязанностью генерал-губернатора является представление интересов монарха, и функции его ограничены ролью гаранта конституционных прав, церемониальными обязанностями (к примеру, назначение министров по рекомендации премьер-министра) и общественной активностью. В качестве гаранта конституционных прав генерал-губернатор обеспечивает легитимность и последовательность в работе правительства страны и исполняет ряд формальных законодательных действий, совершаемых по рекомендации премьер-министра, и королевских прерогатив, как например, роспуск парламента перед очередными выборами или назначение премьер-министра. Во исполнение своих церемониальных функций генерал-губернатор присутствует на церемонии открытия заседаний новой сессии парламента, получает верительные грамоты вновь назначенных послов других государств в Новой Зеландии, возглавляет приёмы глав государств и правительств других стран в Новой Зеландии. В качестве общественной работы генерал-губернатор и его/её супруг(а) участвуют в работе попечительных советов многих благотворительных обществ и принимают участие в гражданских церемониях. С 1967 года на пост генерал-губернатора назначаются только граждане Новой Зеландии. Власть короля и генерал-губернатора ограничена конституцией, и обычно требует санкции кабинета министров страны.
С 28 сентября 2016 до 28 сентября 2021 года пост генерал-губернатора Новой Зеландии занимала Пэтси Редди (Patricia Lee "Patsy" Reddy). С 21 октября 2021 года генерал-губернатором является Синди Киро.

#### Парламент
Парламент Новой Зеландии — однопалатный орган законодательной власти, состоящий из монарха страны (представляемого в каждодневной деятельности генерал-губернатором) и Палаты представителей. Ранее в Новой Зеландии существовала и вторая палата парламента — Законодательный совет — которая была упразднена в 1951 году. Роль монарха в работе Парламента определяется функциями созыва и роспуска самого Парламента и возложением королевских санкций на законодательные акты, принимаемые Палатой представителей. Верховенство парламента над Короной изначально появилось в Великобритании в Билле о правах, а позже было закреплено в Новой Зеландии отдельным законом. Первый парламент страны был сформирован в 1852 году. Административное управление заседаниями парламента осуществляет его спикер.
Палата представителей избирается гражданами в результате демократических выборов, после которых победившая партия или коалиция формирует правительство. При отсутствии такой возможности и соответствующем голосовании получается правительство меньшинства. Премьер-министром обычно становится лидер победившей партии или коалиции. Кабинет, состоящий из премьер-министра и министров, является высшим законотворческим органом государства, он несёт ответственность за важнейшие действия правительства. По традиции члены кабинета связаны коллективной ответственностью за решения.

#### Палата представителей
Палата представителей Новой Зеландии (англ. New Zealand House of Representatives) состоит из 120 членов, из которых семь зарезервированы за маори. Члены Палаты представителей избираются в соответствии с Законом о выборах 1993 года (раз в три года в ходе всеобщих национальных выборов, проходящих на принципах смешанной пропорциональной избирательной системы). Из числа своих членов Палата представителей выбирает членов Кабинета министров и премьер-министра страны. В 1936 году Новая Зеландия стала первой в мире страной, регулярно транслирующей заседания парламента по радио.
С 1951 года Палата представителей является единственной палатой парламента страны. После принятия в 1947 году Вестминстерского статута Палата представителей стала высшим выборным законодательным органом страны. Основываясь на исторической традиции, Палата представителей Новой Зеландии в своей структуре и организации строилась на принципах Вестминстерской модели парламентаризма. Существенные изменения в такой модели начали происходить лишь в 1950-х годах — в 1951 году был упразднён высший Законодательный Совет с назначаемыми членами, и парламент стал однопалатным и полностью выборным; изменилась процедура работы Палаты.

#### Глава правительства
Главой правительства Новой Зеландии является премьер-министр. Премьер-министром страны становится лидер партийной фракции, получившей большинство (в том числе, и коалиционное большинство) в ходе выборов членов Палаты представителей. Премьер-министр назначается на свой пост генерал-губернатором.
Как и во многих других уложениях, определяющих роль тех или иных государственных деятелей Новой Зеландии, обязанности премьер-министра страны не имеют законодательного описания и во многом определяются конституционными обычаями. Его положение в среде прочих членов Палаты представителей определяется принципом «Первый среди равных» и, занимая высшую административную должность, премьер-министр, тем не менее, обязан придерживаться решений Кабинета министров.
Среди основных прав и обязанностей премьер-министра Новой Зеландии можно назвать:
- право определять повестку заседаний Палаты представителей;
- право представлять генерал-губернатору кандидатов для назначения и увольнения со своих должностей министров;
- право назначать и снимать со своей должности заместителя премьер-министра;
- право просить Короля генерал-губернатора предложить дату новых выборов в Парламент;
- право рекомендовать монарху кандидата на пост генерал-губернатора.

В октябре 2017 года премьер-министром стала Джасинда Ардерн, лидер Лейбористской партии.

#### Кабинет министров
Кабинет министров является исполнительным органом Палаты представителей и высшим органом исполнительной власти страны. Главой кабинета министров является секретарь (Secretary of the Cabinet). Все члены Кабинета министров являются одновременно членами Исполнительного совета. Члены Кабинета министров назначаются генерал-губернатором по рекомендации премьер-министра и являются министрами правительства (англ. Cabinet ministers) Новой Зеландии, хотя в ряде случаев министр правительства может и не являться членом Кабинета министров. В своей работе Кабинет министров подразделяется на отраслевые комитеты, подготавливающие проекты решений, выносимые после этого на заключительное обсуждение Комитетом. Решения комитета министров принимаются простым большинством голосов.

#### Исполнительный совет
Исполнительный совет — консультативный орган при генерал-губернаторе. Членом Исполнительного совета может быть только член парламента. Члены Исполнительного совета являются королевскими министрами (англ. Ministers of the Crown), вне зависимости от того, являются ли они членами кабинета министров. Решения Исполнительного совета, как правило, представляются непосредственно самим генерал-губернатором (хотя генерал-губернатор и не является членом Совета), и формируются на основе политики, определяемой Кабинетом министров.

### Судебная система

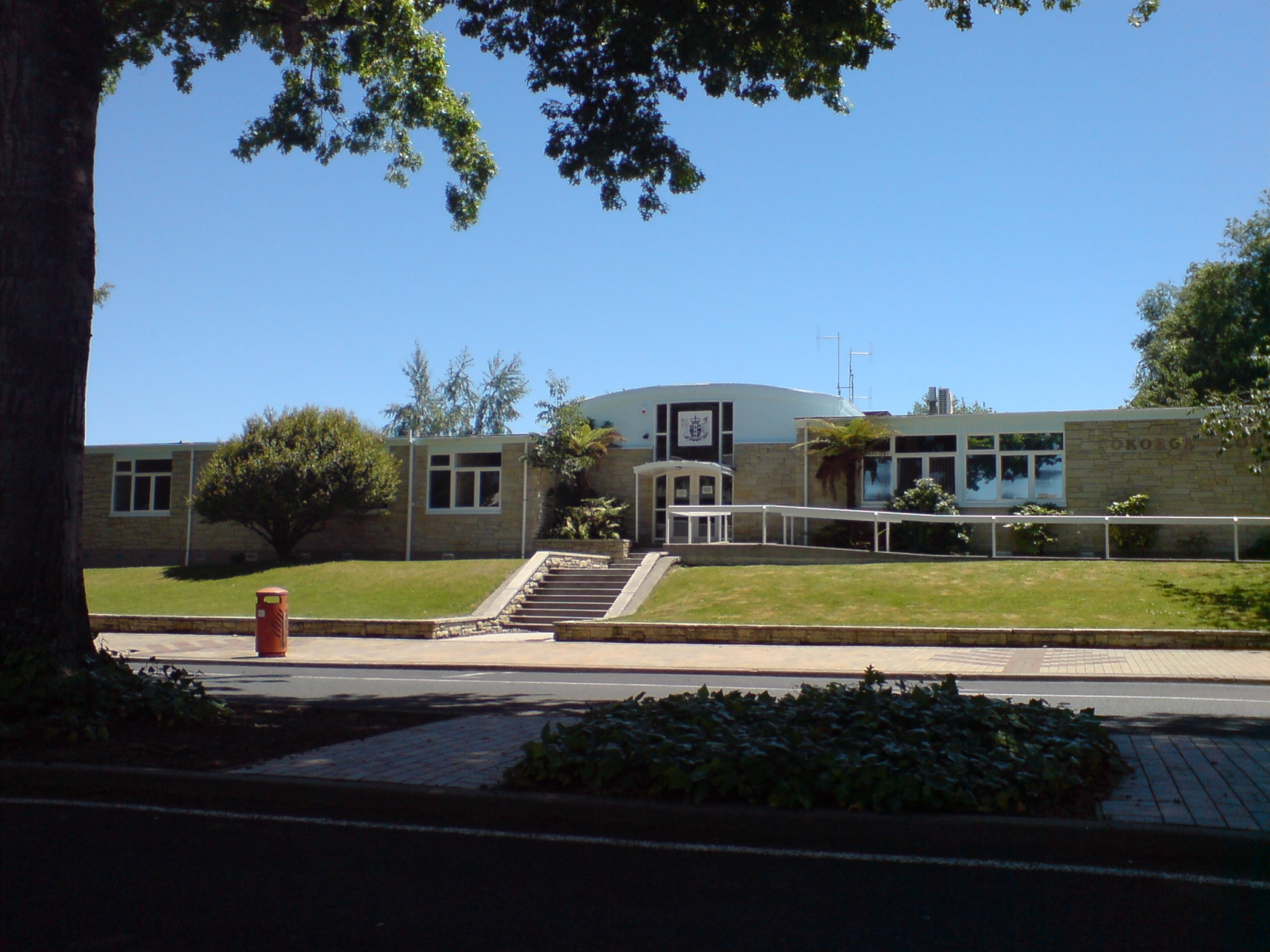
Здание суда, город Токороа

В основе юридическо-правовой системы Новой Зеландии лежит общее право. На назначения судей и судебных работников не влияют политические соображения, они находятся под строгим контролем срока пребывания в должности для того, чтобы судебная власть оставалась независимой от правительства, как того требует конституция. Теоретически это означает, что судейский корпус может толковать закон на основании исключительно законодательных актов парламента, не испытывая постороннее влияние. Лондонский Судебный комитет Тайного совета был апелляционным судом последней инстанции до 2004 года, когда появился Верховный суд Новой Зеландии. Судебную власть возглавляет верховный судья Новой Зеландии, включая Апелляционный суд, Высокий суд и все им подчиняющиеся суды более низшей инстанции.
Кроме этого, в Новой Зеландии действуют 62 районных суда (District Court), в которых рассматриваются все дела, где ответчику не грозит пожизненное заключение или сумма ущерба не превышает 200 000 новозеландских долларов.
Также в стране действует система специализированных судебных институтов — Семейный суд (Family Court), занимающийся рассмотрением дел, связанных с родительскими обязанностями, Молодёжный суд (Youth Court) для рассмотрения дел против лиц в возрасте от 12 до 16 лет, Природоохранный суд (Environment Court), Суд по вопросам трудового права (Employment Court) и ряд других.
Главой Судебной системы является Король.

### Внутренняя политика

#### Избирательная система

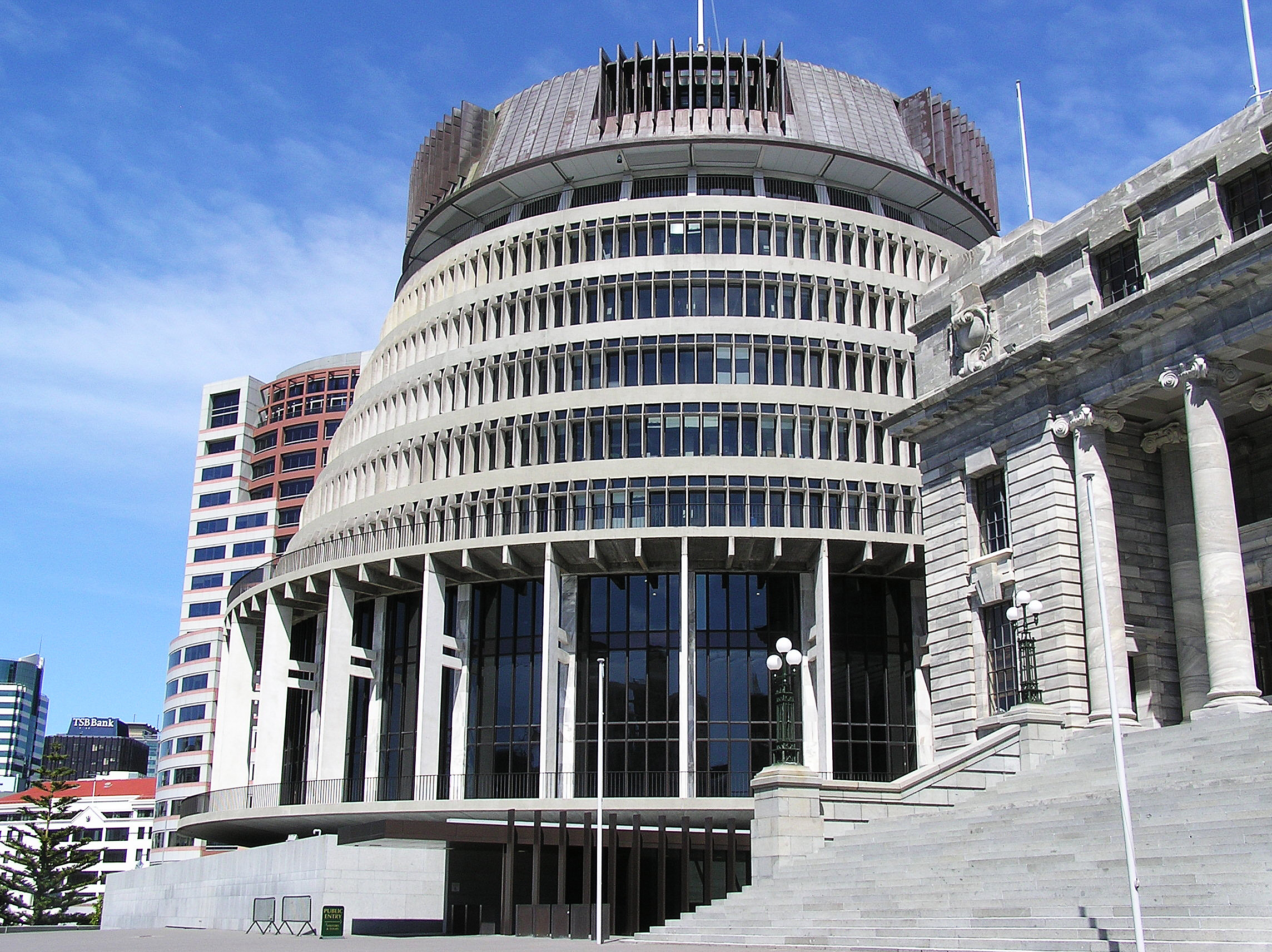
Комплекс правительственных зданий в Веллингтоне

Почти все парламентские выборы в Новой Зеландии в 1853—1993 годах проходили по системе относительного большинства. С 1930-х на политическом горизонте страны доминируют две партии — Национальная и Лейбористская. С 1996 года используется разновидность пропорционального голосования — смешанная избирательная система. У каждого избирателя имеется два голоса: один для голосования по одномандатным округам (причём несколько кресел зарезервировано для маори), а другой — за партию. С 2014 года в стране 71 кресло зарезервировано за депутатами-одномандатниками (включая 7 для маори), а остальные 49 распределены так, чтобы количество кресел у партии соответствовало количеству проголосовавших за неё избирателей (однако для попадания в парламент партия должна либо преодолеть 5-процентный ценз, либо выиграть одно кресло в одномандатном округе). Такая система практически лишает какую-либо одну партию возможности занять все места в Палате и делает важным вопрос партийных коалиций, которые часто объявляются ещё до проведения выборов.
С марта 2005 по август 2006 года Новая Зеландия была единственной страной в мире, где все важнейшие позиции в правительстве (глава государства, генерал-губернатор, премьер-министр, спикер парламента и главный судья Верховного суда) занимали исключительно женщины.
Каждый гражданин Новой Зеландии, достигший 18 лет, имеет право выдвигать свою кандидатуру на выборах в Палату Представителей. Каждый гражданин Новой Зеландии и её постоянный житель (Permanent Resident) имеет право участвовать в выборах. Выборы проходят раз в три года.

#### Основные политические партии
По состоянию на 2015 год в Новой Зеландии зарегистрировано 15 политических партий, 7 из них представлены в Парламенте страны. Кроме этого в стране работает ещё около 15 незарегистрированных политических партий. Крупнейшими партиями страны принято считать и правоцентристскую Национальную партию и левоцентристскую Лейбористскую партию.
По представительству в Парламенте наиболее влиятельными партиями являются:
- «Национальная партия» (National Party);
- «Лейбористская партия» (The Labour Party of New Zealand);
- «Партия зелёных Новой Зеландии» (Green Party of Aotearoa New Zealand);
- «Новая Зеландия прежде всего» (New Zealand First);
- «Партия маори» (Maori Party);
- «Объединённое будущее Новой Зеландии» (United Future New Zealand);
- «ACT New Zealand».

«Либеральная партия» (Liberal Party), официально созданная в 1891 году и прекратившая своё существование в 1927 году, стала первой политической партией, созданной в стране.

## Внешняя политика

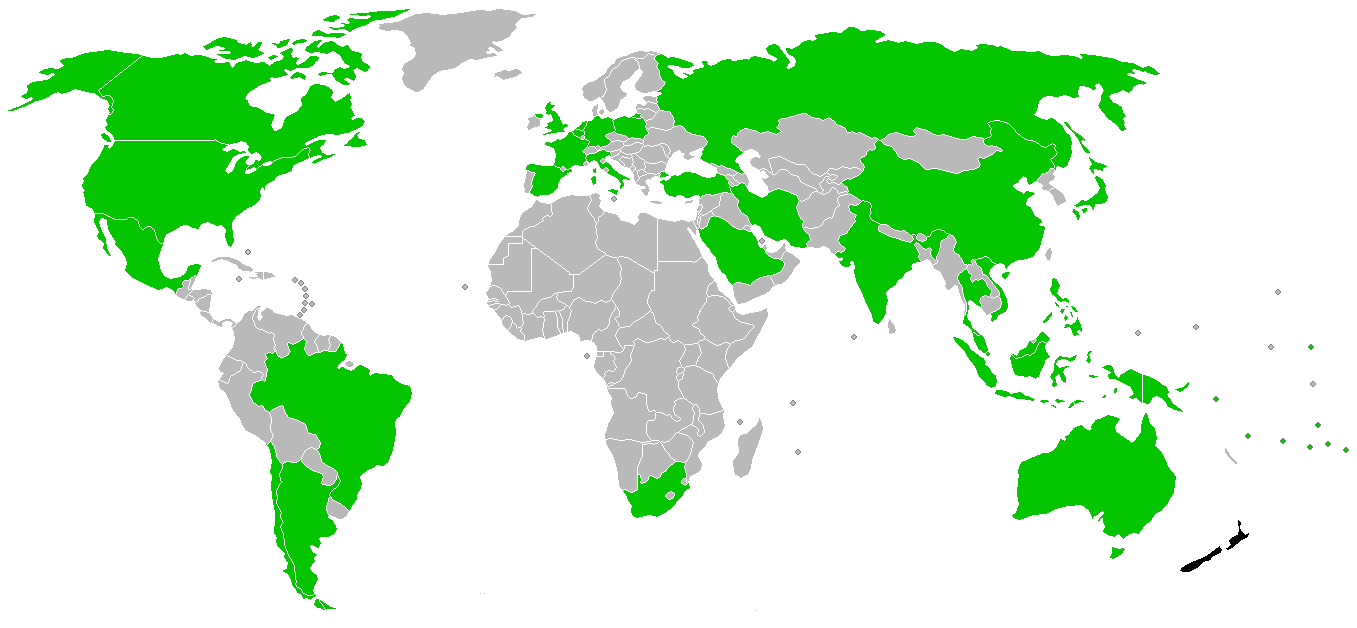
Расположение дипломатических и консульских представительств Новой Зеландии в мире

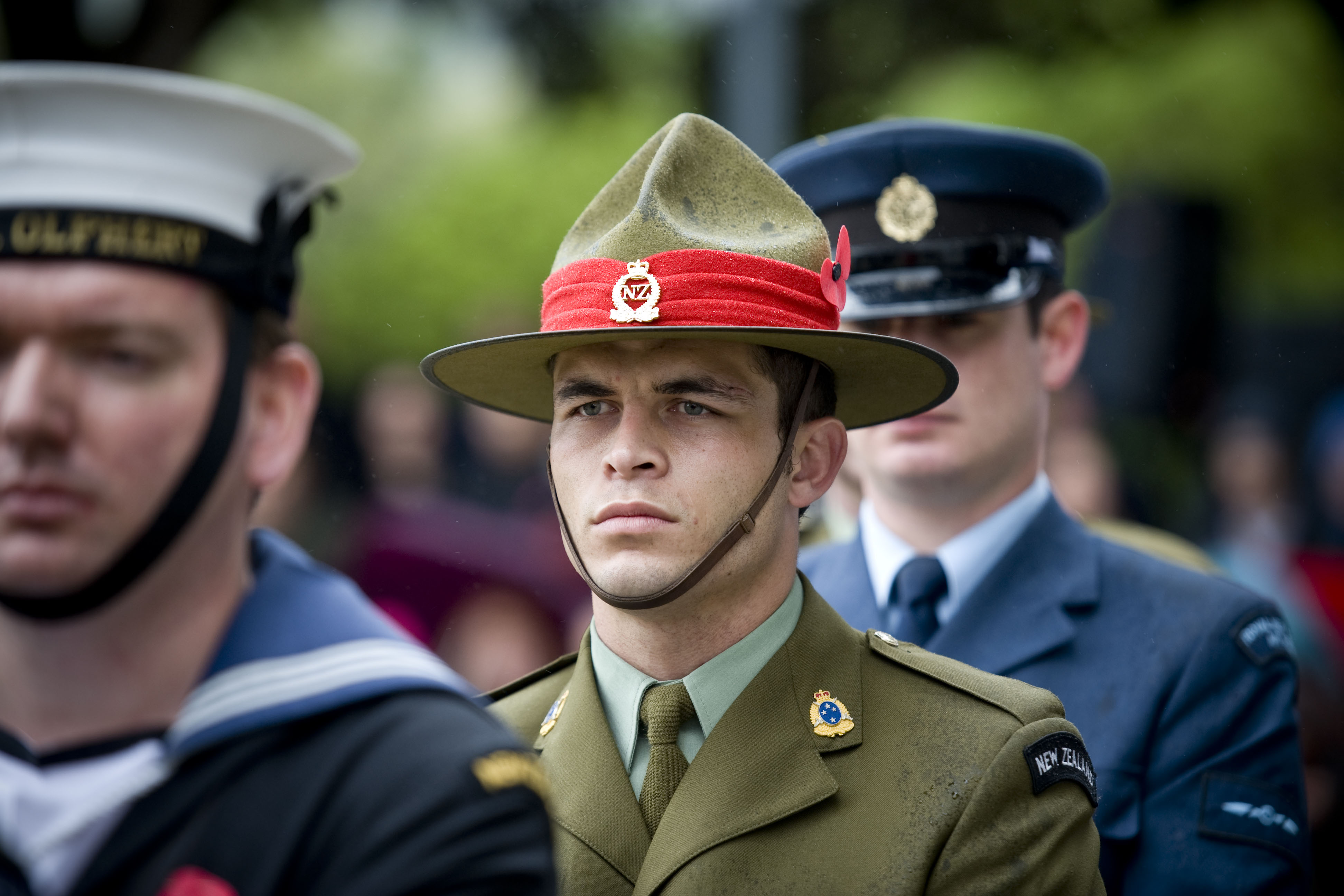
Празднование дня АНЗАК у национального военного мемориала

В ранний период истории внешняя торговля и внешняя политика были отданы во власть британскому колониальному правительству. На Имперских конференциях 1923 и 1926 годов было решено, что Новая Зеландия может сама подписывать политические договоры, и первый такой договор (с Японией) был ратифицирован в 1928 году. 3 сентября 1939 году Новая Зеландия присоединилась к Великобритании и объявила войну Германии, а премьер-министр Майкл Сэвидж произнёс:

Куда она идёт, туда идём и мы.
Оригинальный текст (англ.)Where she goes, we go; where she stands, we stand.— Michael Joseph Savage. Ministry for Culture and Heritage (июль 2010). Дата обращения: 29 января 2011.

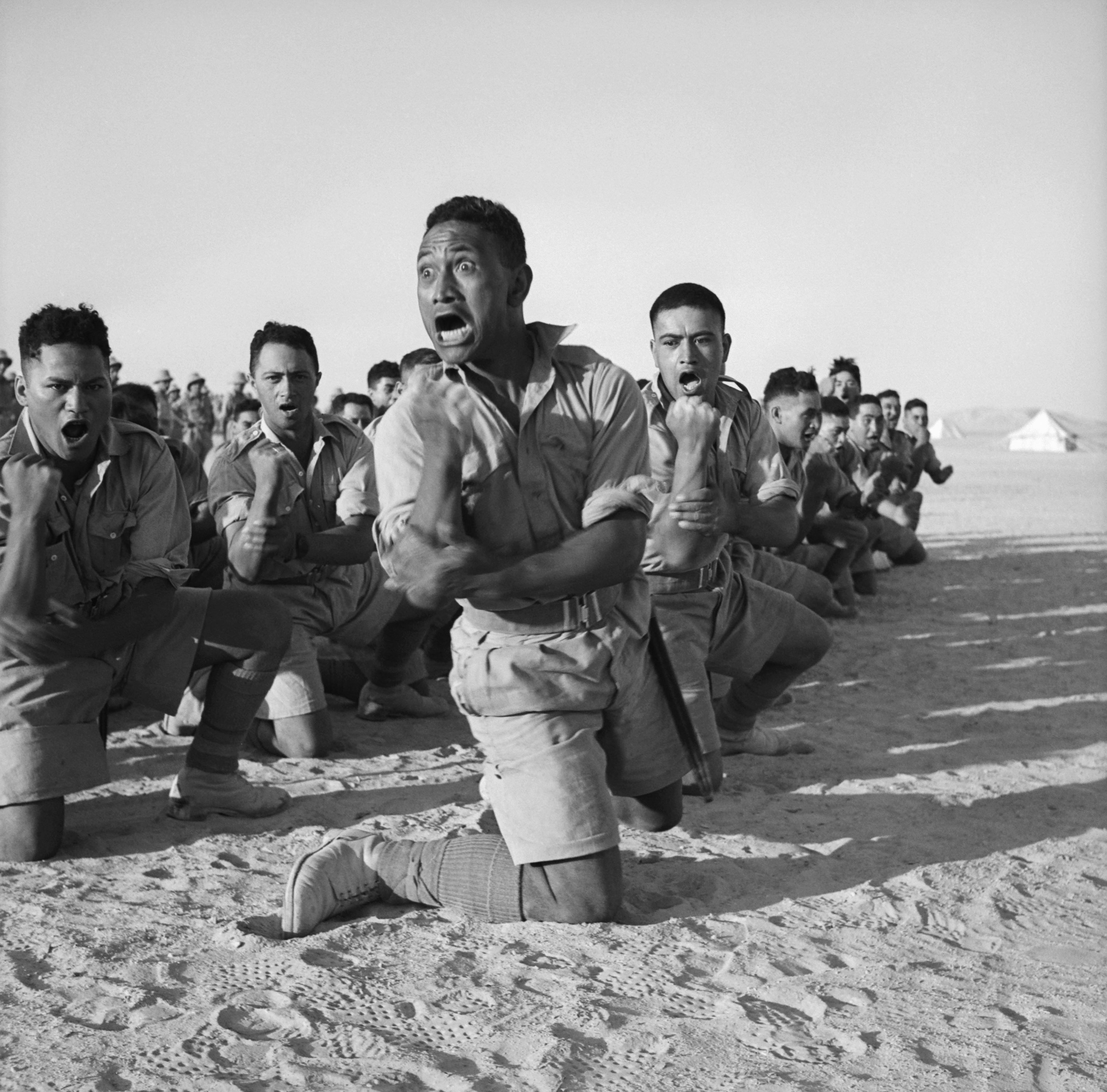
Батальон маори танцует хаку в Египте, 1941 год

В 1951 году Великобритания стала всё больше внимания уделять своим интересам в Европе, тогда как Новая Зеландия, Австралия и США заключили договор АНЗЮС.
Заметно участие Новой Зеландии в политической жизни островных государств Тихого океана. Значительная часть гуманитарной помощи Новой Зеландии идёт в эти страны, множество местных жителей переезжает в Новую Зеландию в поисках работы. В соответствии с законами 1970 года о самоанской квоте и 2002 года о тихоокеанской визе, до 1100 самоанцев и до 750 людей из других тихоокеанских государств могут становиться постоянными резидентами Новой Зеландии каждый год. В 2007 году также появилась возможность получить временную рабочую визу для выполнения сезонных работ, и в 2009 году по ней приехало около 8000 жителей тихоокеанских стран.

## Вооружённые силы

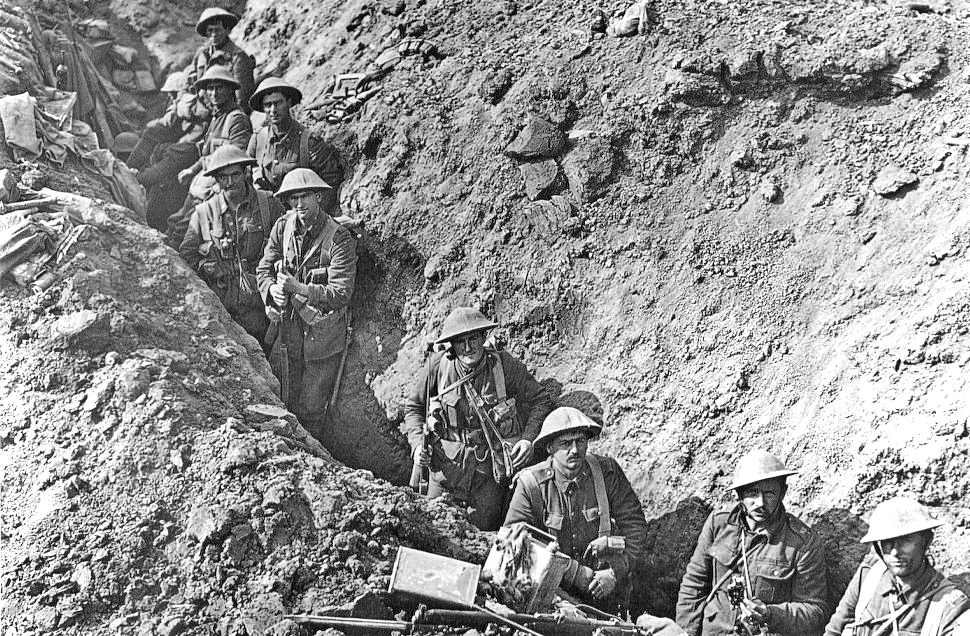
Новозеландская пехота во время Битвы на Сомме, сентябрь 1916 года

Вооружённые силы Новой Зеландии делятся на три вида войск: Военно-морские силы Новой Зеландии, Армия Новой Зеландии и Королевские военно-воздушные силы Новой Зеландии. Национальная безопасность не требует больших затрат ввиду малой вероятности прямого нападения, расходы на содержание вооружённых сил и оборону страны составляют около 1 % ВНП. Страна принимала участие в обеих мировых войнах, включая Дарданелльскую операцию, Критскую операцию, Эль-Аламейн и сражение под Монте-Кассино. Кампания в Дарданеллах сыграла важную роль в формировании новозеландской национальной идентичности и усилило общий с Австралией опыт участия в АНЗАК. Согласно Мэри Эдмонд-Пол, «Первая мировая война оставила на обществе Новой Зеландии шрамы: около 18 500 человек умерло в результате войны, более 41 000 было ранено, множество психологически травмировано, из общего числа 103 000 отправленных за океан солдат и населения немногим больше миллиона». Новая Зеландия сыграла ключевую роль в морской битве у Ла-Платы и воздушной битве за Британию. Во время Второй мировой войны США разместили в Новой Зеландии более чем 400-тысячный контингент.
Кроме того, Новая Зеландия принимала участие в Корейской, Англо-бурской, Малайской, Афганской войнах и в войне в Персидском заливе. Новозеландские региональные и глобальные миротворческие миссии участвовали в миссиях на Кипре, в Сомали, Боснии и Герцеговине, Синае, Анголе, Камбодже, на Ирано-иракской границе, Бугенвиле, в Восточном Тиморе, а также на Соломоновых Островах.
Новая Зеландия заняла 8-е место в рейтинге Центра глобального развития 2012 года, перечисляющего наиболее развитые страны по степени вовлечённости в улучшение благосостояния более бедных государств. Новая Зеландия — четвёртая в рейтинге миролюбия 2014 года.

## Международные рейтинги
Новая Зеландия, входя в число наиболее развитых стран мира, неуклонно занимает ведущие позиции в мировых рейтингах уровня жизни и экономического и социального развития.
| Рейтинг                                                 | Позиция в рейтинге |
| ------------------------------------------------------- | ------------------ |
| Глобальный индекс миролюбия, 2015 год                   | 4 из 162           |
| Индекс восприятия коррупции, 2017 год                   | 1 из 180           |
| Рейтинг конкурентоспособности экономики, 2009—2010 года | 23 из 133          |
| Индекс барьеров для ведения бизнеса, 2018 года          | 1 из 190           |
| Индекс человеческого развития, 2017 года                | 16 из 189          |

## Административно-территориальное устройство
Первые европейские переселенцы, обосновавшиеся в Новой Зеландии, разделили страну на провинции. Для создания более централизованной системы финансового управления территориями, разделение страны на провинции было отменено в 1876 году. В результате этого Новая Зеландия до сих пор не имеет системы внутригосударственного административно-территориального деления схожей с тем, что в других странах может именоваться провинция, штат, область. Имеющаяся система подчинения территорий строится на принципе местного самоуправления. С 1989 года действует система, построенная на использовании региональных советов (Regional Council) и территориальных управлений (Territorial Authorities).

### Административное устройство
Современная Новая Зеландия имеет 11 региональных советов, осуществляющих местное самоуправление и отвечающих за проблемы окружающей среды и систему регионального транспорта. Кроме этого, действуют 67 территориальных управлений (13 городских советов, 53 местных совета и 1 островной совет), отвечающих за системы дорог и коммуникации в своём регионе, системы жизнеобеспечения, выполняющих надзор и регулирование в строительстве и т. д.
В настоящее время в Новой Зеландии существуют следующие районы, управляемые региональными советами:
| Административное деление Новой Зеландии                                                       | № на карте | Район             | Административный центр | Площадь, км² | Население, чел. (2013) | Плотность, чел./км² |
| --------------------------------------------------------------------------------------------- | ---------- | ----------------- | ---------------------- | ------------ | ---------------------- | ------------------- |
| Административное деление Новой Зеландии                                                       | 1          | Нортленд          | Фангареи               | 13 941       | 151 692                | 10,88               |
| Административное деление Новой Зеландии                                                       | 2          | Окленд(1)         | Окленд                 | 5048         | 1 415 550              | 280,42              |
| Административное деление Новой Зеландии                                                       | 3          | Уаикато           | Гамильтон              | 25 598       | 403 638                | 15,77               |
| Административное деление Новой Зеландии                                                       | 4          | Бей-оф-Пленти     | Тауранга               | 12 447       | 267 741                | 21,51               |
| Административное деление Новой Зеландии                                                       | 5          | Гисборн(1)        | Гисборн                | 8351         | 43 656                 | 5,23                |
| Административное деление Новой Зеландии                                                       | 6          | Таранаки          | Нью-Плимут             | 7273         | 109 608                | 15,07               |
| Административное деление Новой Зеландии                                                       | 7          | Манавату-Уангануи | Уонгануи               | 22 215       | 222 672                | 10,02               |
| Административное деление Новой Зеландии                                                       | 8          | Хокс-Бей          | Нейпир                 | 14 164       | 151 179                | 10,67               |
| Административное деление Новой Зеландии                                                       | 9          | Веллингтон        | Веллингтон             | 8124         | 471 315                | 58,02               |
| Административное деление Новой Зеландии                                                       | 10         | Марлборо(1)       | Бленем                 | 12 484       | 43 416                 | 3,48                |
| Административное деление Новой Зеландии                                                       | 11         | Нельсон(1)        | Нельсон                | 445          | 46 437                 | 104,35              |
| Административное деление Новой Зеландии                                                       | 12         | Тасман(1)         | Ричмонд                | 9786         | 47 157                 | 4,82                |
| Административное деление Новой Зеландии                                                       | 13         | Кентербери        | Крайстчерч             | 45 346       | 539 436                | 11,90               |
| Административное деление Новой Зеландии                                                       | 14         | Уэст-Кост         | Греймут                | 23 336       | 32 148                 | 1,38                |
| Административное деление Новой Зеландии                                                       | 15         | Отаго             | Данидин                | 31 476       | 202 467                | 6,43                |
| Административное деление Новой Зеландии                                                       | 16         | Саутленд          | Инверкаргилл           | 28 681       | 93 339                 | 3,25                |
| Административное деление Новой Зеландии                                                       |            | Всего             |                        | 268 715      | 4 242 051              | 15,79               |
| (1) Территориальные управления, которые одновременно наделены функциями регионального совета. |            |                   |                        |              |                        |                     |

### Внешние острова Новой Зеландии
Новая Зеландия владеет 9 островными группами, которые находятся в субтропических и субантарктических зонах; 7 из них не входят ни в регионы, ни в округа какой-либо административной единицы. Они находятся в непосредственном управлении специального органа — англ. Area Outside Territorial Authority. Архипелаг Чатем имеет статус специальной территориальной единицы, а остров Соландр входит в регион Саутленд.
| Карта: Внешние острова Новой Зеландии.   |              |                        |                       |                            |
|                                          |              |                        |                       |                            |
| Группа островов (Оригинальное название)  | Площадь, км² | Население, чел. (2013) | Наивысшая точка (м)   | Координаты                 |
| Севернее Северного острова               |              |                        |                       |                            |
| Кермадек                                 | 33,08        | —                      | Пик Моумоукаи (516)   | 29°16′ ю. ш. 177°55′ з. д. |
| Три-Кингс (Ngamotukaraka, Manawa Tawhi)  | 4,86         | —                      | Остров Кинг (294)     | 34°09′ ю. ш. 172°08′ в. д. |
| Юг/восток от Южного острова              |              |                        |                       |                            |
| Чатем (Wharekauri, Rekohu)               | 966,00       | 600                    | Холм Маунгейтер (294) | 43°54′ ю. ш. 176°32′ з. д. |
| Соландр (Hautere)                        | 0,70         | —                      | Остров Соландр (330)  | 46°34′ ю. ш. 166°53′ в. д. |
| Субантарктические острова Новой Зеландии |              |                        |                       |                            |
| Баунти                                   | 1,35         | —                      | Остров Фаннель (88)   | 47°46′ ю. ш. 179°02′ в. д. |
| Снэрс (Tini Heke)                        | 3,41         | —                      | Норт-Ист-Айленд (152) | 48°01′ ю. ш. 166°32′ в. д. |
| Острова Антиподов                        | 20,97        | —                      | Гора Галловей (366)   | 49°41′ ю. ш. 178°48′ в. д. |
| Архипелаг Окленд (Motu Maha)             | 625,60       | —                      | Гора Дик (705)        | 50°42′ ю. ш. 166°05′ в. д. |
| Острова Кэмпбелл (Motu Ihupuku)          | 113,31       | —                      | Гора Хони (569)       | 52°32′ ю. ш. 169°09′ в. д. |
| Всего                                    | 1769,28      | 600                    | Гора Дик (705)        |                            |

### Королевство Новой Зеландии

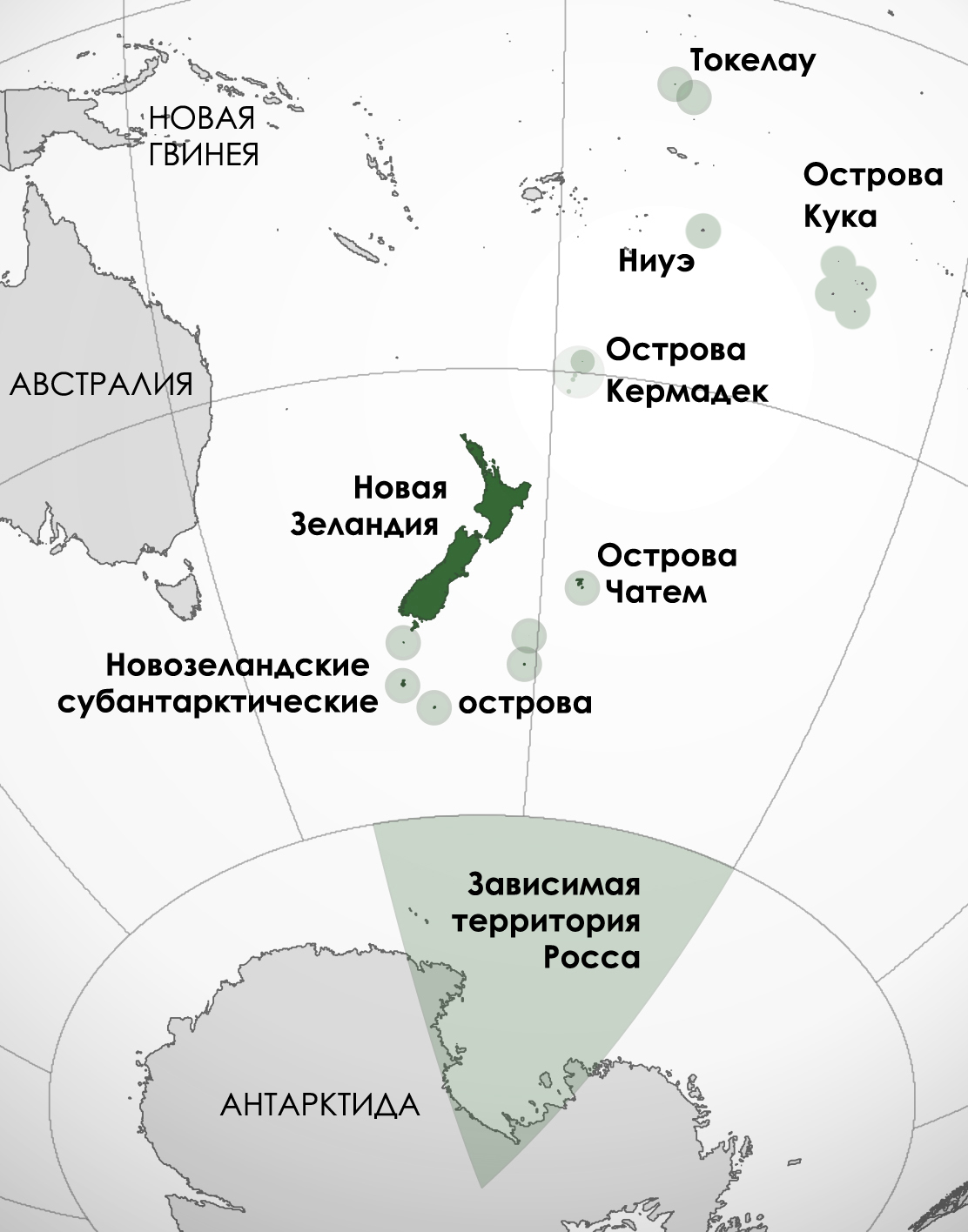
Территория Королевства Новой Зеландии

Государство Новая Зеландия имеет одну зависимую территорию (Токелау). В то же время Новая Зеландия является основным членом Королевства Новая Зеландия — одного из 15 королевств Содружества. В отличие от других королевств Содружества, Королевство Новой Зеландии не является государством и не имеет международного государственного признания. Термин «Королевство Новой Зеландии» имеет концептуальный, символический характер, указывающий на единство истории и моральных ценностей различных стран, государств и территорий и на признание единого главы государства. Помимо непосредственно Новой Зеландии в состав королевства входят также Острова Кука, Токелау, Ниуэ и антарктическая Территория Росса. Острова Кука и Ниуэ являются независимыми государствами, свободно ассоциированными с Новой Зеландией. Токелау — зависимая территория под управлением Новой Зеландии. Территория Росса была передана под управление Новой Зеландии Великобританией в 1923 году и с 1961 года де-факто Новая Зеландия соблюдает условия Договора об Антарктике, согласно которому Антарктида является интернациональной территорией не принадлежащей ни одному государству.
Жители всех входящих в Королевство государств и территорий являются гражданами Новой Зеландии. Новая Зеландия обеспечивает безопасность государств-членов Королевства и представляет их интересы на международной арене.
Монарх Новой Зеландии является официальным главой всех государств и территорий Королевства.

#### Острова Кука

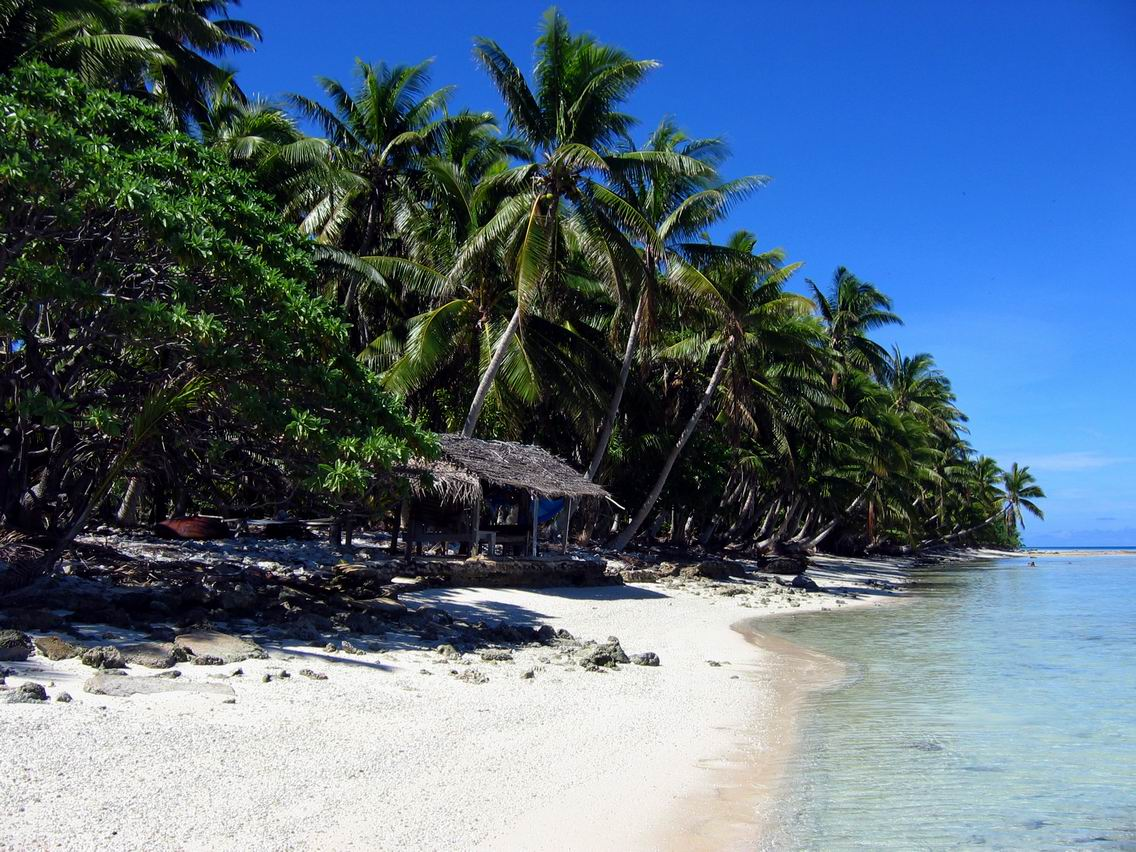
Пляжи Островов Кука — одни из популярнейших мест отдыха новозеландцев

Острова Кука стали зависимой территорией Новой Зеландии в июне 1901 года в результате аннексии, получившей одобрение Парламента Новой Зеландии в сентябре-октябре 1900 года. Прямое управление Новой Зеландии осуществлялось вплоть до 1965 года, когда под эгидой ООН страна стала на путь самоопределения. На основании принятой конституции страны, Острова Кука являются самоуправляемыми и свободно ассоциированными с Новой Зеландией. Новая Зеландия сохраняет обязательства по обеспечению безопасности Островов Кука, но любое военное вмешательство возможно только на основании решения правительства Островов Кука. Новая Зеландия также сохраняет обязательства по международному представительству интересов Островов Кука, но в настоящее время Острова Кука имеют также и собственные дипломатические представительства в 20 странах мира.

#### Токелау

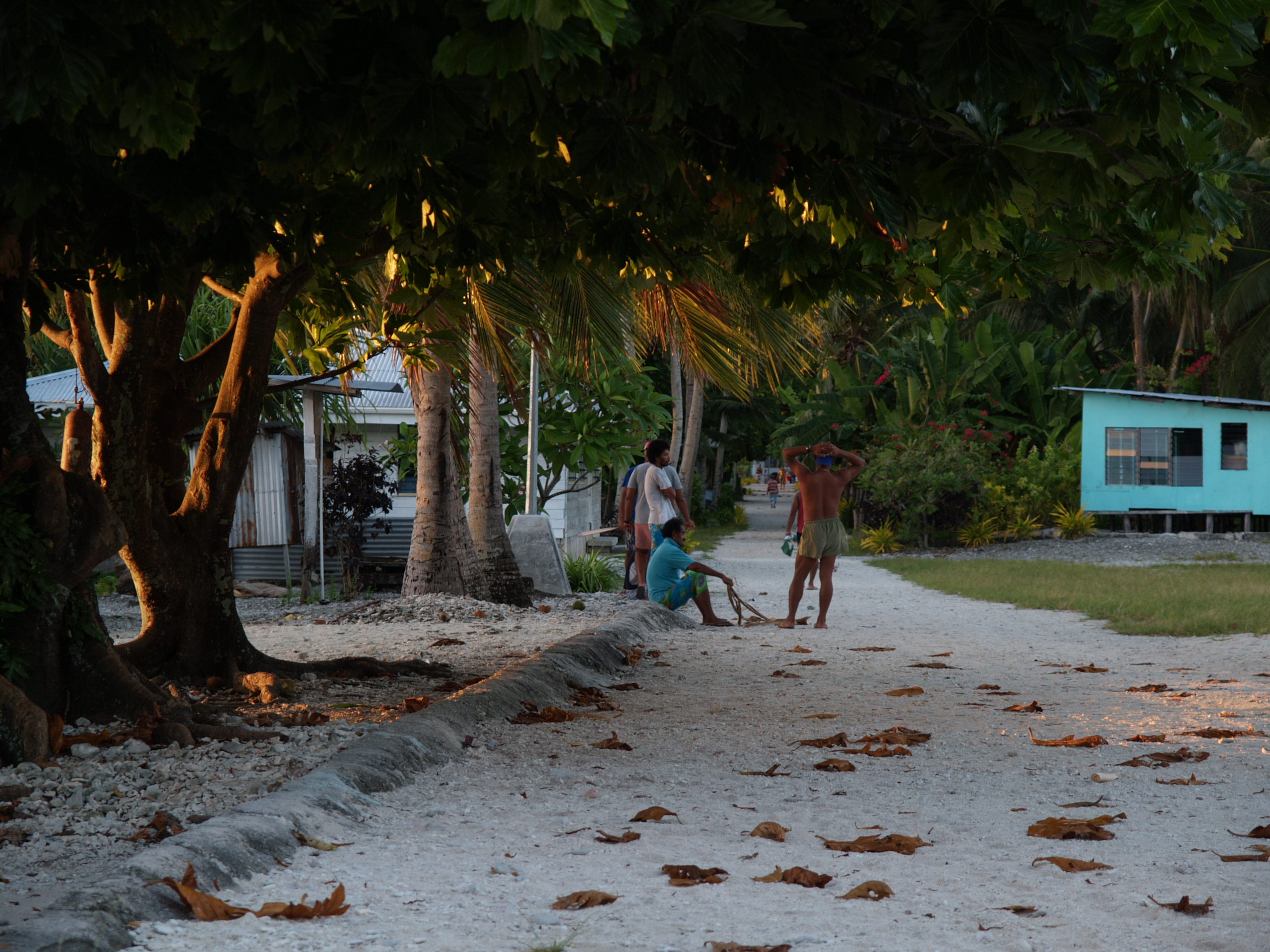
Одна из главных улиц Атафу, Токелау

Токелау перешли в управление Новой Зеландии в 1926 году от Великобритании, которая аннексировала острова 10 годами ранее. В настоящее время это несамоуправляемая территория под административным контролем Новой Зеландии. В 2006 и 2007 годах этот статус островов был подкреплён результатами референдумов. Но, в соответствии с хартиями ООН, Токелау и Новая Зеландия продолжают вести работы по созданию условий для перехода к полному самоопределению Токелау как независимого государства, и в 2005 году Токелау и Новая Зеландия создали Договор о свободном объединении и разработали проект будущей Конституции Токелау. Начиная с 2003 года Токелау самостоятельно ведёт все операции с государственным бюджетом. На международной арене Новая Зеландия представляет интересы Токелау, но территория также имеет собственные представительства в ряде международных организаций.

#### Ниуэ

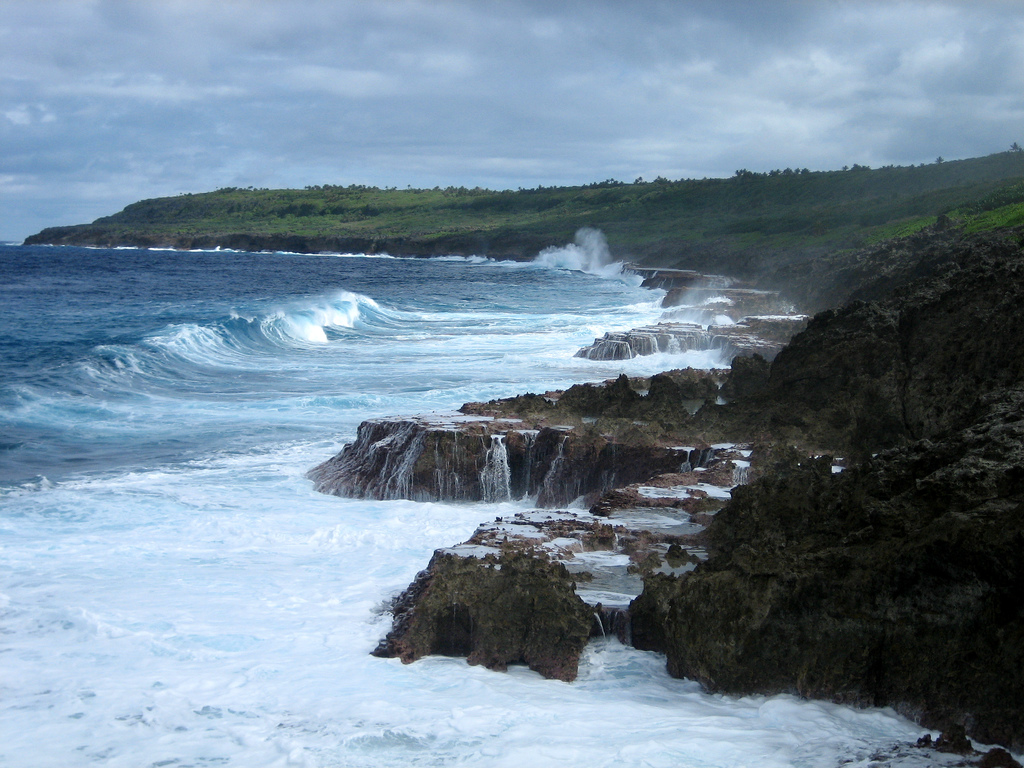
Береговая полоса Ниуэ

Ниуэ стала зависимой территорией Новой Зеландии в 1901 году. В 1975 году в результате референдума, проведённого под эгидой ООН, страна получила независимость, и с тех пор, в соответствии с положениями собственной конституции, является самоуправляемым государством в свободной ассоциации с Новой Зеландией. Хотя Новая Зеландия сохранила обязательства по представительству международных интересов Ниуэ, тем не менее, в практике Ниуэ самостоятельно представляет свои интересы на международной арене и самостоятельно участвует в работе международных организаций. Новая Зеландия несёт ответственность за обеспечение безопасности Ниуэ. Конституция Ниуэ предусматривает необходимость для Новой Зеландии оказания экономической помощи стране, и Новая Зеландия является самым крупным донором государственного бюджета Ниуэ. В 2006 и 2007 финансовых годах Ниуэ начали самостоятельно администрировать свой государственный бюджет, но в 2008 году бюджет почти полностью лишился поступлений, кроме поступлений от экономической помощи других государств.

#### Территория Росса

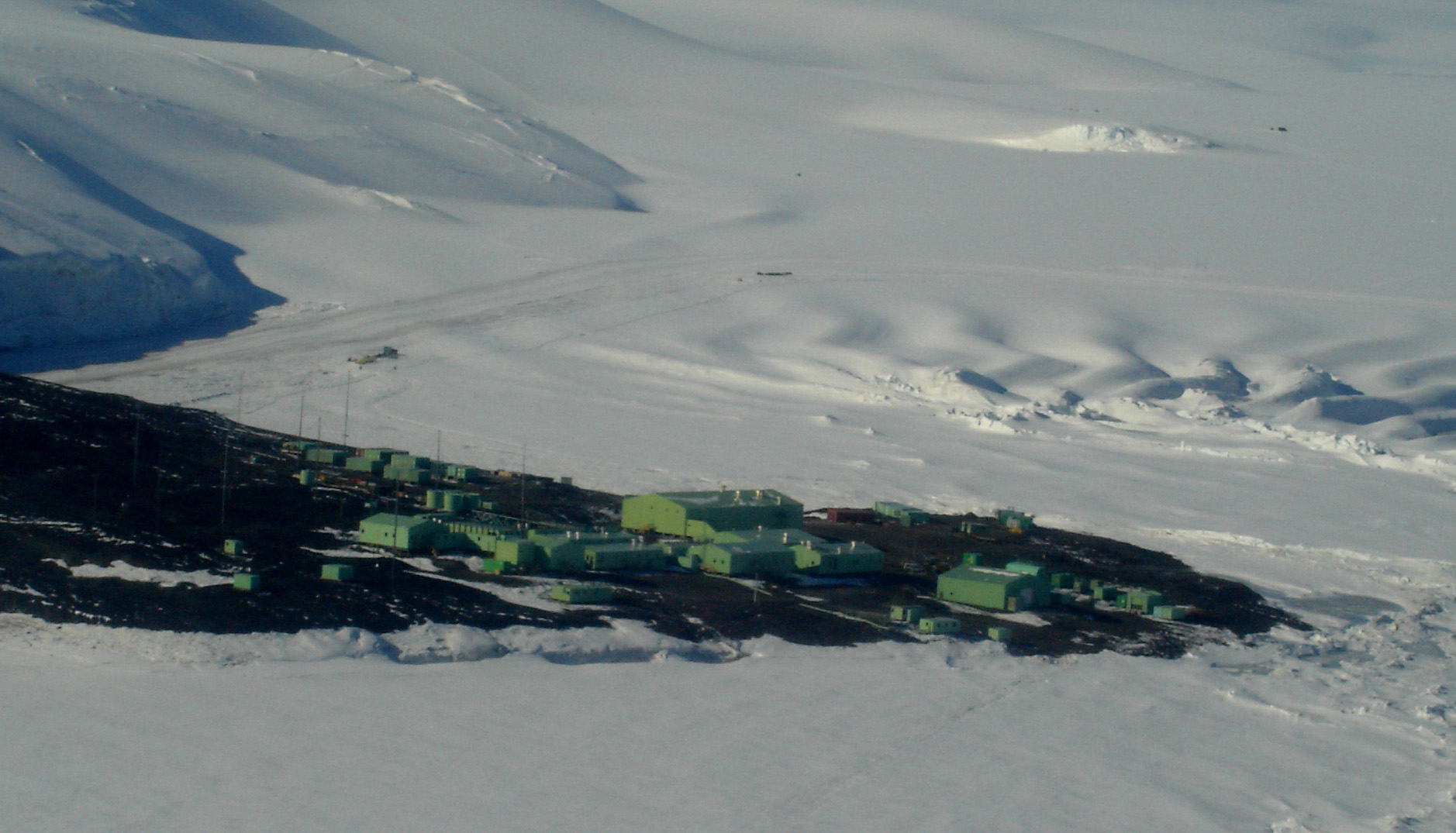
Новозеландская антарктическая база Скотт

Территория Росса перешла в управление Новой Зеландии в 1923 году от Великобритании, именно тогда были определены границы этих территорий и оговорены входящие в них земли и острова, включающие в себя часть Земли Виктории, шельфовый ледник Росса, острова Росса, Баллени, Скотт и Рузвельт. На основании целого ряда государственных актов Новая Зеландия распространяет свою юрисдикцию на Территорию Росса и ограничивает воды вокруг неё в качестве собственной эксклюзивной экономической зоны. Тем не менее, после подписания в 1961 году договора об Антарктике, признавшему наличие территориальных претензий ряда государств на земли и воды Антарктиды (но не разрешивший эти претензии и ограничивающий появление новых претензий такого рода), Новая Зеландия де-факто соблюдает интернациональный статус материка и ограничивает свою юрисдикцию лишь территорией собственной антарктической станции либо своими гражданами, находящимися на континенте. Научные базы Скотт-Бейс (Новая Зеландия) и Мак-Мердо (США) — единственные круглогодичные обитаемые населённые базы на этой территории.

## Население

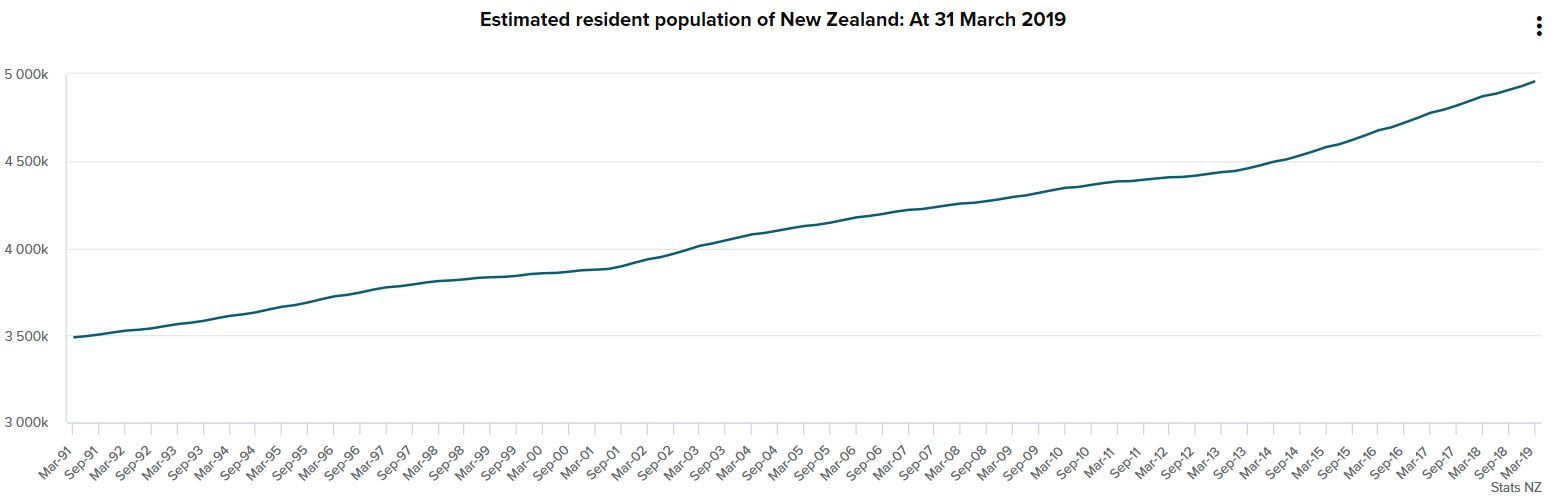
Оценки роста населения страны по состоянию на 31 марта 2019 года

Возрастно-половая пирамида населения Новой Зеландии на 2022 год

Возрастно-половые пирамиды населения Новой Зеландии в 1950—2020 годах

По данным переписи 2018 года население Новой Зеландии составляет 4,700 млн человек, а по оценкам 2023 года — 5,142 млн человек.
Основную часть населения страны составляют новозеландцы европейского происхождения, в основном потомки выходцев из Великобритании. Имеются значительные диаспоры голландцев, немцев, хорватов, «белых» южноафриканцев. По данным переписи населения 2018 года, суммарная доля населения европейского происхождения составляет 71,8 % от общего населения страны. Представители коренного народа, маори, составляют 16,5 % населения. Две следующие крупнейшие этнические группы — представители азиатских и полинезийских народов составляют 15,3 % и 9,0 % населения страны соответственно. Арабы, латиноамериканцы, африканцы и прочие — 2,7 %. При проведении переписи лица смешанного происхождения могут указывать 2 этнические группы.
Средний возраст жителей страны на 2018 год составлял около 37,4 лет.
Прирост населения в 2007 году составил 0,95 %.
Общий коэффициент рождаемости в том же году составил 13,61 рождений на 1000 человек населения, а общий коэффициент смертности — 7,54 смертей на 1000 человек населения.
Больша́я часть новозеландцев постоянно (или в течение длительного времени) проживает за пределами страны. Самая крупная новозеландская диаспора проживает в Австралии (в 2014 году количество новозеландцев, проживающих в Австралии, составило около 567 000 человек) и в Великобритании (в 2001 году около 50 000 человек, при этом около 17 % новозеландцев имеют либо британское гражданство, либо право на его получение). Традиционно новозеландцы, проживающие вне страны, поддерживают тесные контакты с родиной, и многие из них заслуженно вошли в число выдающихся представителей своей страны (см. также: Известные новозеландцы).
По данным переписи населения 2018 года, бо́льшая часть населения, 48,59 %, нерелигиозны (в 2001 году таких было 29,64 %), 37,31 %, исповедуют христианство (в 2001 году таких было 58,92 %). Наиболее распространёнными деноминациями христианства в стране являются англиканство — 6,76 %, католицизм латинского обряда — 6,2 %, пресвитерианство — 5,21 % и пятидесятники — 1,75 %. В стране действуют малочисленные группы Армии Спасения, адвентистов седьмого дня, Ассамблей Бога. Последователи индуизма (2,65 %), ислама (1,32 %), буддизма (1,13 %) и сикхизма (0,88 %), составляют следующие крупнейшие религиозные общины Новой Зеландии. 0,01 % жителей страны придерживается разного рода новых религиозных учений («нью-эйдж»), 0,02 % — сатанизма; приверженцев неоязычества в Новой Зеландии больше, чем иудеев (последователей иудаизма на 2018 год насчитывалось 0,11 %).
По состоянию на 2019 год, общие расходы на здравоохранение составляют 9,74 % ВВП Новой Зеландии, а расходы на здравоохранение на душу населения (в текущих долларах США) $4211,05.
По состоянию на 2019 год, по оценкам ООН, в Новой Зеландии проживало 1,1 миллиона иммигрантов и их потомков, или 22,3 % населения страны.

### Коренное население
Маори — выходцы из Полинезии, начавшие заселение ранее безлюдных островов Новой Зеландии предположительно в 1250—1300 годах и создавшие основу для формирования самобытного народа и уникальной культуры маори. Первая встреча маори и европейцев состоялась в 1642 году, когда корабль голландского мореплавателя Абеля Тасмана подошёл к берегам Новой Зеландии.

#### Современная история

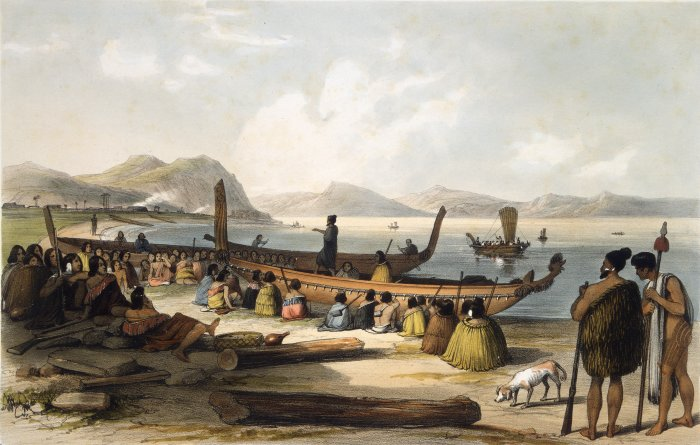
Вождь маори перед своим племенем. Рисунок конца XVIII века

Следующая встреча произошла лишь в 1769 году, когда к этим берегам подошла экспедиция Джеймса Кука. Общая численность маори в это время составляла, предположительно, около 100 000 человек. Уже к 1800 году европейские корабли стали посещать Новую Зеландию сравнительно часто, а к 1830 году в Новой Зеландии уже проживало около 2000 европейцев. Их положение среди маори было не всегда равным, многие из них были рабами или полурабами, но некоторые занимали и достаточно высокое положение в иерархии племён. Маори традиционно не имели товарно-денежных отношений и торговли, но практиковали товарообмен. Эту традицию они распространили и на отношения с европейскими моряками и китобоями. Одним из основных товаров, интересовавших маори стало европейское огнестрельное оружие, в результате чего в начале XIX века в стране вспыхнула серия кровавых межплеменных столкновений, получившая название Мушкетные войны и продолжавшаяся с перерывами до 1840 года. Межплеменные конфликты, знакомство маори с алкогольными напитками, а также ранее неизвестные болезни, в основном корь, грипп и венерические заболевания, значительно сократили в эти годы количество коренного населения в Новой Зеландии, и в 1896 году численность маори достигла своего минимального значения в современной истории — чуть более 42 000 человек.

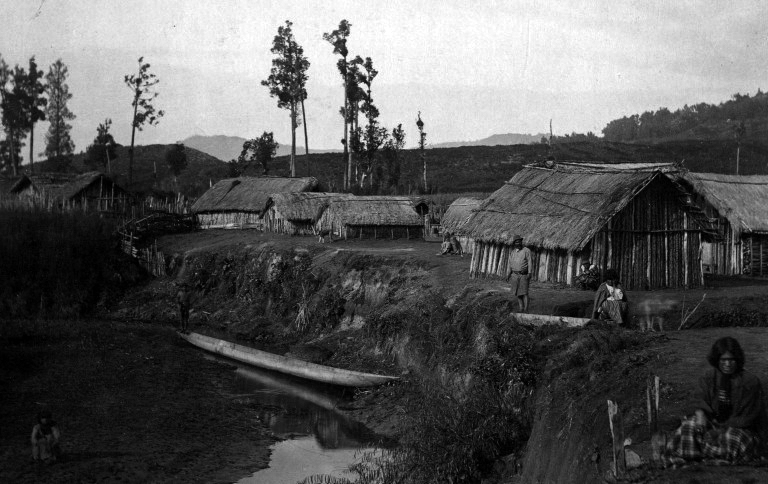
Поселение маори. Фотография середины XIX века

В 1840 году Великобритания и вожди племён маори достигли соглашения и подписали письменный договор, получивший название Договор Вайтанги, в соответствии с положениями которого маори передавали Новую Зеландию под опеку Великобритании, но сохраняли свои имущественные права, а Великобритания получала исключительное право на покупку у них земельных угодий. В этот период происходила активная взаимная интеграция увеличивающегося количества европейских переселенцев и маори. Объектом торговли в основном продолжала оставаться принадлежавшая маори земля, но стали возникать и получили развитие собственные деловые начинания маори.
Одной из проблем, мешавшей созданию устойчивых механизмов продажи земли маори и определения её стоимости стало разногласие в фундаментальном толковании права на землю между маори и европейцами, которое усугубилось неточностью формулировок перевода Договора Вайтанги. Исторически маори никогда ранее не продавали землю, но вожди племён могли передать её в пользование тем, кому она требовалась. Очевидно, что такое положение кардинально отличалось от потребностей и намерений европейских поселенцев. Всё это послужило основой для серии вооружённых конфликтов между маори и поселенцами и частями британской армии в период между 1845 и 1872 годами, получивших название Новозеландские земельные войны. Более 2000 маори погибло в этих столкновениях. Результатом столкновений стала конфискация администрацией страны более 14 000 км² земель маори в качестве наказания за поднятые ими восстания.

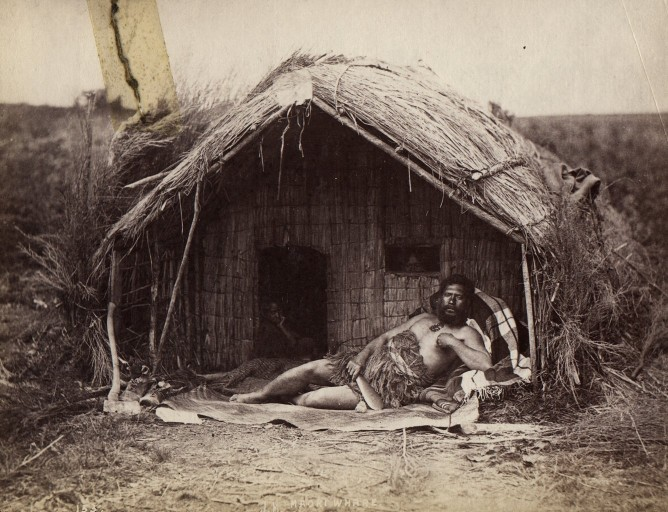
Семья маори. Фотография конца XIX века

В начале 60-х годов XIX века количество маори и европейцев в Новой Зеландии впервые оказалось примерно равным — около 60 000 каждых из них. Вплоть до 20-х годов XX века количество маори либо снижалось, либо оставалось на неизменном уровне, а количество европейцев быстро росло и в 1921 году составляло уже 1 200 000 человек.
Несмотря на значительное уменьшение своей пропорциональной представительности в обществе, маори продолжали во многом оставаться социально независимыми, хотя и легко адаптировались к условиям европейской цивилизации. Стали появляться значительные политики и предприниматели из числа маори. В 1858 году на основании специально подготовленного Указа в стране была открыта субсидируемая государством система школ для детей маори. В 1865 году система прекратила своё существование в качестве наказания за Земельные войны, но двумя годами позже была вновь восстановлена. Вплоть до 1928 года в стране существовали раздельные программы обучения для маори и европейцев, а с 1935 года образование стало обязательным (до 15 лет) и бесплатным.
Начиная с 1867 года маори имеют постоянно зарезервированную квоту мест в Парламенте страны, избрание на которые происходит отдельным голосованием только среди маори. По состоянию на 2008 год семь мест в Парламенте страны (из 69) принадлежало таким членам Парламента. Также маори могут избираться в Парламент и на основе общего голосования.
В 1900 году государство объявило о создании программы по улучшению здравоохранения маори.
В 1928 году в правительстве страны появился первый министр маори.

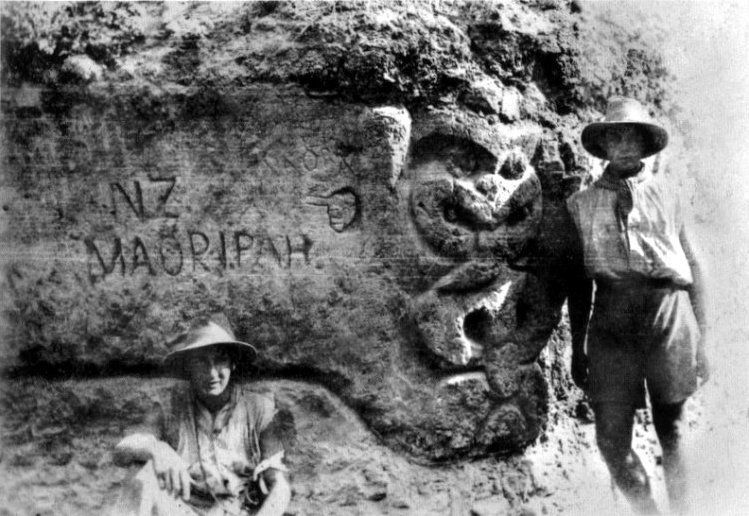
Маори — участники боёв у Галлиполи во время Первой мировой войны. Фотография начала XX века

В период Второй мировой войны, несмотря на то, что обязательная воинская обязанность не распространялась в Новой Зеландии на маори, значительное их число вступило в действующие подразделения Вооружённых сил Новой Зеландии в качестве добровольцев и участвовали в боевых действиях в Египте, в Италии и в Греции.
В 40—70-х годах XX века начался активный процесс урбанизации маори, и начиная с этого времени большая часть маори проживает в городах. В 60—70-х годах того же века в связи с общим улучшением уровня образования маори и улучшением их благосостояния начались процессы роста национального самосознания, что привело к необходимости признания роли маори в развитии и становлении страны. В 1975 году был принят государственный указ, закреплявший статус Договора Вайтанги, и на основе его начиная с 1977 года в стране стал действовать Суд Вайтанги, рассматривающий дела, связанные с возвратом земель и прочих ресурсов и определением компенсаций за ущерб, нанесённый народу маори начиная с периода Земельных войн. Суд Вайтанги не является судебно-юридической инстанцией, но создаёт механизм ведения консультаций и переговоров между правительством страны и маори в выше оговорённых вопросах. По состоянию на 2008 год, сумма выплаченных компенсаций составляла более 900 млн новозеландских долларов.
В 1987 году язык маори стал одним из государственных языков Новой Зеландии.

#### Современное демографическое положение

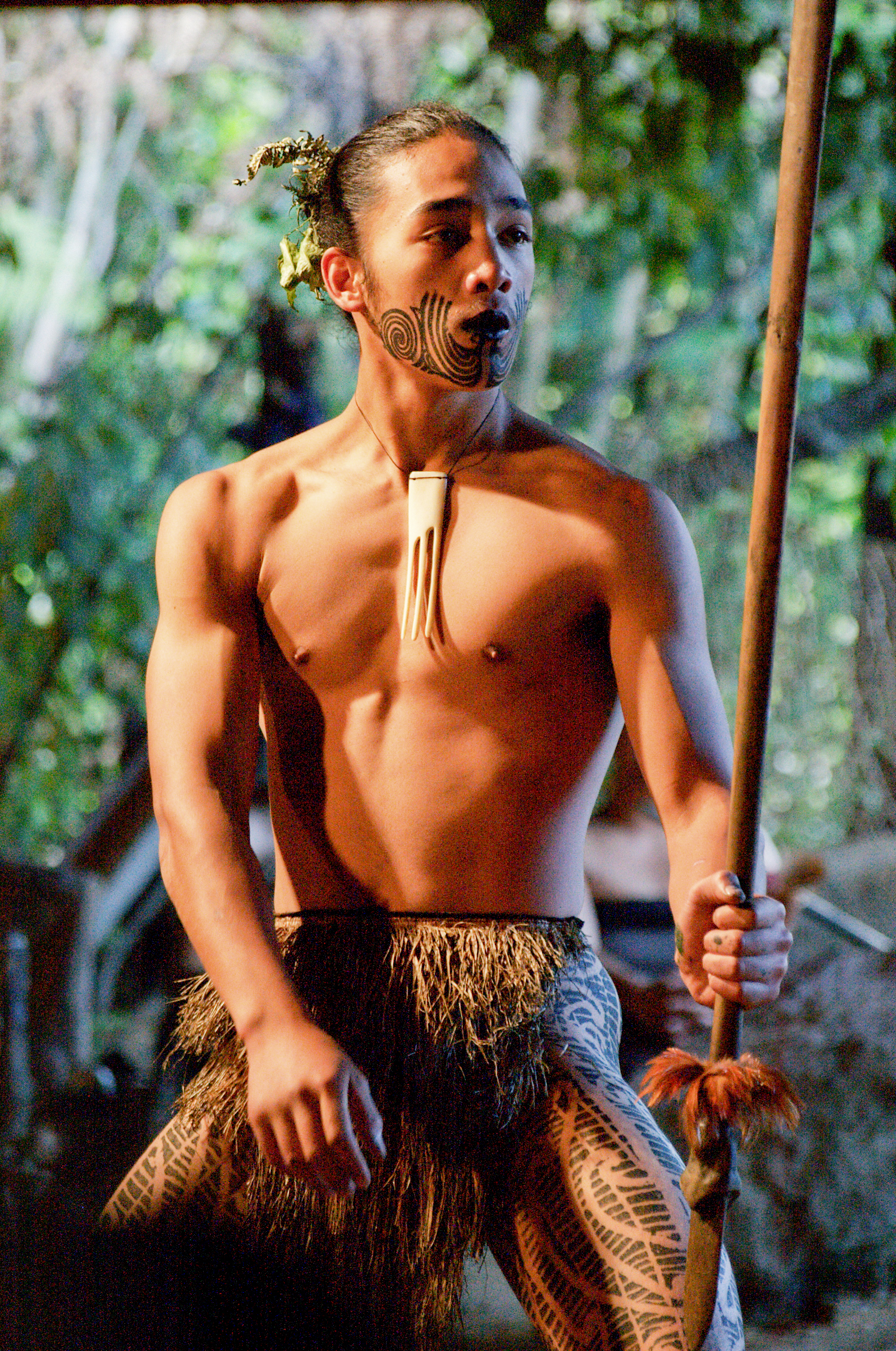
Современное этнографическое выступление маори

Информация данного раздела приводится по данным переписи населения Новой Зеландии 2006 года.
Маори составляют 14,6 % населения страны. Общее их число — 565 329 человек. За 15 лет (1991—2006 года) численность этого народа в стране выросла почти на 30 %. Около 47 % из их числа являются потомками смешанных браков (в основном с европейцами). 51 % проживающих в Новой Зеландии маори — мужчины, 49 % — женщины. Из них 35 % — дети младше 15 лет. Средний возраст маори, проживающих в Новой Зеландии, — около 23 лет. При этом, средний возраст женщин немногим более 24 лет, а средний возраст мужского населения — немногим более 21 года.
Около 87 % маори проживают на Северном острове и около 25 % проживают в городе Окленд или в его пригороде. Наибольшая концентрация представителей этого народа наблюдается на острове Чатем.
23 % могут свободно общаться на языке маори. Около 25 % не владеют им вовсе.
Около 4 % маори имеют университетское образование (или выше). Около 39 % общего населения маори имеют постоянную работу в режиме полной занятости.

#### Социально-экономические проблемы
По состоянию на 2008 год маори составляли около 50 % людей, находящихся в местах лишения свободы в стране, а 42 % криминальных происшествий в стране происходят при участии маори. Маори среди всех этнических групп Новой Зеландии сохраняют самый высокий уровень безработицы и имеют самую низкую продолжительность жизни и самый высокий уровень заболеваемости.

### Языки общения

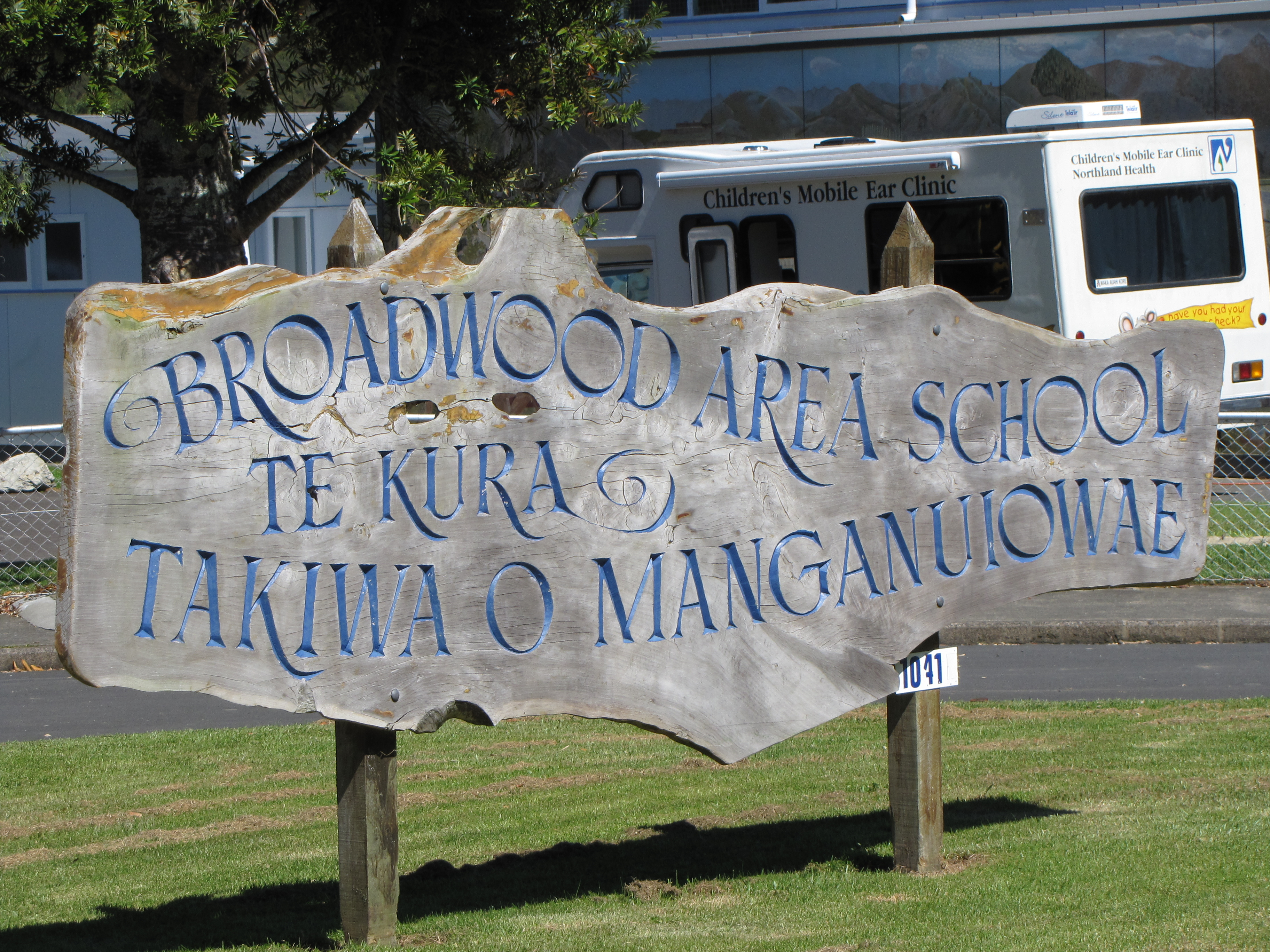
Двуязычный указатель на маори и английском

Английский язык, язык маори и новозеландский жестовый язык являются официальными языками страны.
Английский язык является основным языком общения, и 96 % населения страны используют его в качестве такового. Большинство книг, газет и журналов издаётся на нём, он же преобладает в вещании радио и телевидения. Язык маори является вторым государственным языком. В 2006 году новозеландский жестовый язык (New Zealand Sign Language) получил статус третьего государственного языка.
Новозеландский вариант английского языка близок к австралийскому, но сохранил в себе гораздо большее влияние английского языка южных регионов Англии. Вместе с тем, он приобрёл некоторые характерные особенности шотландского и ирландского акцента. Определённое влияние на произношение оказал язык маори и некоторые слова этого языка вошли в повседневное общение многонационального сообщества страны.
Помимо этого, в стране живут представители ещё 171 языковой группы. Самые употребляемые языки после английского и маори — самоанский язык, французский, хинди и китайский. Русский язык и другие славянские языки малоупотребительны в связи с малой численностью населения, для которого эти языки являются родными.

#### Язык маори

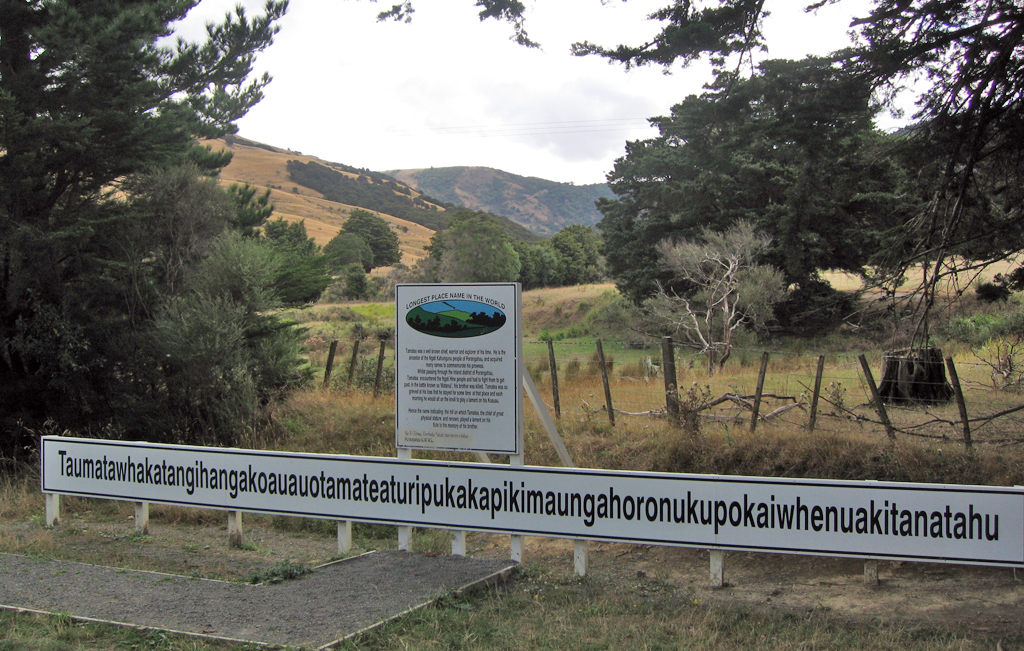
Указатель с самым длинным топонимом в мире — название горы на языке маори, для краткости именуемой Таумата

Статус официального языка язык маори (самоназвание Te Reo Māori, те-рео-маори) получил в 1987 году. Использование его стало обязательно в названиях государственных департаментов и учреждений, а использование его без ограничений стало возможно для сотрудников и посетителей всех государственных служб, в судах, в общественных больницах, а также в подразделениях вооружённых сил. Изучение основ языка маори является обязательным курсом школьных программ, а ряд учебных заведений ведёт обучение на двух языках. Многие географические названия в Новой Зеландии исторически сохранили свои корни в языке маори.
Маори — самый южный язык австронезийской языковой семьи. Около 150 тысяч человек заявляют о владении маори.

#### Новозеландский жестовый язык
В 2006 году новозеландскому жестовому языку был придан статус третьего официального языка страны. Новозеландский жестовый язык — это естественно возникший язык, используемый глухими или слабослышащими людьми с целью коммуникации. Основой его послужил британский жестовый язык, и его признают одним из диалектов языка BANZSL. В каждодневном общении по данным на 2013 год жестовый язык использовало более 24 тысяч человек.

## Экономика

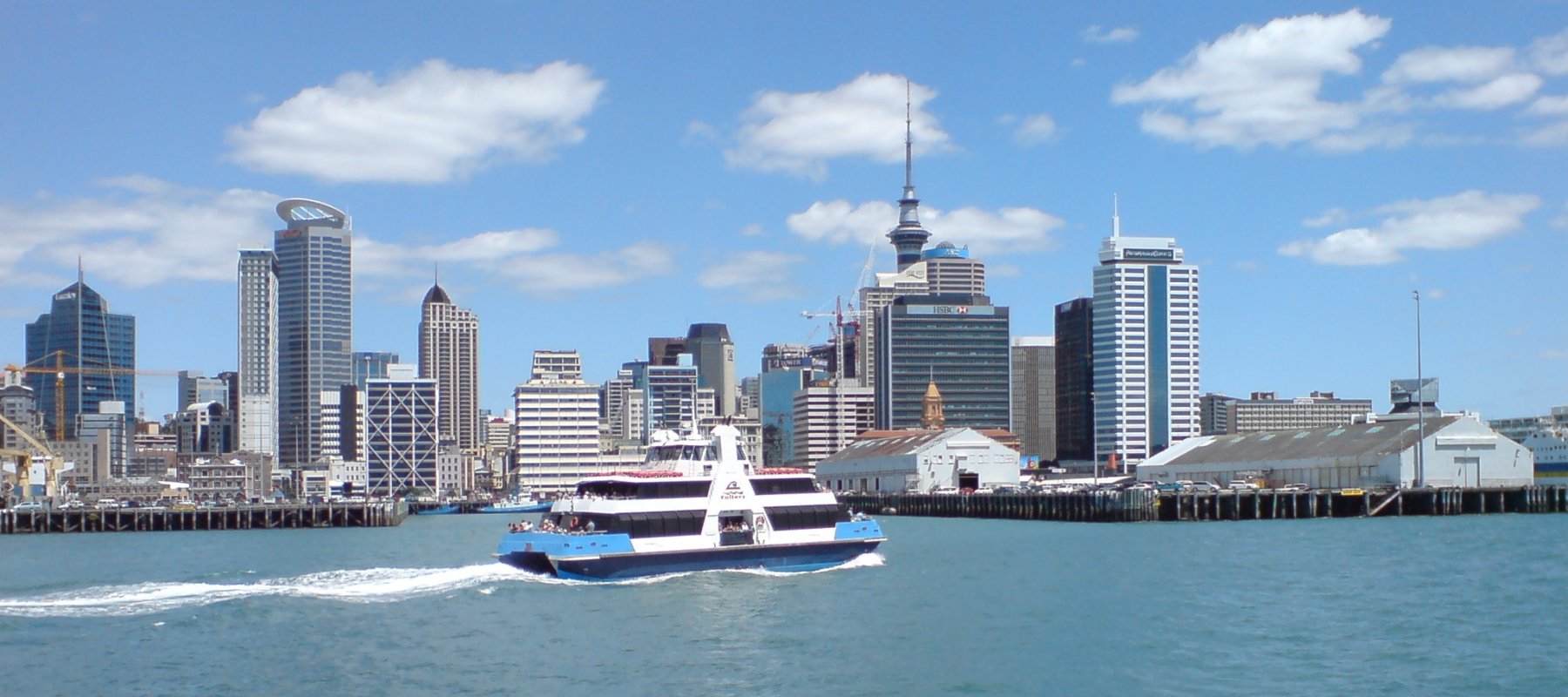
Вид на город Окленд с моря

Новая Зеландия — развитая страна с рыночной системой экономики, основу которой составляют сельское хозяйство, туризм, обрабатывающая и пищевая промышленность. Экономика страны имеет экспортную ориентацию. Основными торговыми партнёрами являются Австралия, США, Япония, Китай.
Валовой национальный продукт (ВНП) Новой Зеландии составлял в 2016 году 186,7 млрд американских долларов, и страна занимала по этому показателю, по разным оценкам, 58—60-е место в мире. Доходы государственного бюджета — 54,36 млрд долларов. Доходы на душу населения составляли в 2007 году 26 300 американских долларов (21-е место в мире).
В декабре 2014 года, доходы на душу населения составляли 34 910 американских долларов (NZ$47,836).
Уровень годового прироста ВНП составляет 4,8 %. Уровень инфляции по данным 2006 года составлял 3,8 %. Внешний долг стран по данным 2006 года составлял 59,08 млрд долларов США (47-е место в мире), что составляло в расчёте на душу населения ориентировочно 11,7 тыс. долларов США. Доля государственного сектора в экономике невелика: в 2008 году под контролем государства находилось 19 предприятий и организаций.
Количество работоспособного населения в стране в 2013 году — 2,41 млн человек. Большая часть из этого числа (до 74 %) занята в сфере обслуживания. Уровень безработицы на декабрь 2014 года — 5,7 %.
Новая Зеландия является членом ряда международных и региональных экономических организаций. В числе наиболее влиятельных — Организация экономического сотрудничества и развития, Всемирная торговая организация, Азиатско-Тихоокеанское экономическое сотрудничество, Международное энергетическое агентство.
Новая Зеландия в 2012 году возглавила рейтинг лучших стран для ведения бизнеса, составленный американским деловым журналом Forbes. Годом ранее Новая Зеландия занимала вторую строчку списка. Лидерство Новой Зеландии обеспечил её «прозрачный и стабильный» бизнес-климат, поощряющий предпринимательство, объясняют в Forbes. Новая Зеландия заняла первое место по четырём из 11 показателей, которые исследовали сотрудники Forbes. Страна лидирует в сфере личной свободы, защиты прав инвесторов, по низким уровням бюрократизации и коррупции.

### Денежная система
Денежная система Новой Зеландии зародилась лишь с приходом на эти земли первых европейцев. В более ранние времена маори не использовали деньги в привычном понимании этого слова, предпочитая строить свои экономические взаимоотношения на основе бартерных обменов.
До 1840 года в стране не существовало единой монетной системы и поселенцы использовали в основном монеты британской чеканки. Банкноты были значительно менее распространены в обращении. После 1840 года в обращение вошли частные долговые обязательства и банкноты, выпускаемые частными торговцами. Такая ситуация складывалась вплоть до 1881 года, и суммарно 48 частных торговцев за этот период выпустили в обращение свои банкноты и монеты. В 1897 году единственной официальной валютой страны стали денежные знаки Великобритании. Кроме этого, ещё 6 банков страны имели право выпускать в обращение собственные банкноты. С 1930 года единственной легальной валютой страны стали денежные знаки, вводимые в обращение Резервным банком Новой Зеландии (англ. Reserve Bank of New Zealands). В качестве образца стала использоваться британская денежная система с делением на фунты стерлингов, шиллинги и пенсы. В 1967 году в обращение была введена десятичная система с одновременным введением в обращение долларов и центов.
В настоящее время в обращении страны находятся банкноты номиналом в 5, 10, 20, 50 и 100 долларов и монеты номиналом 1 и 2 доллара и 10, 20 и 50 центов.

### Банковская система
Новая Зеландия обладает налаженной системой банковских услуг, построенной на системе обязательного государственного лицензирования всей банковской деятельности. По состоянию на 2009 год в стране действовало 19 банков, из которых 9 являлись отделениями крупных международных банков.
Организация банковской деятельности координируется Резервным банком Новой Зеландии, выполняющим функции центрального банка страны и определяющим монетарную и финансовую политику государства. Основные банки страны имеют разветвлённую сеть отделений во всех основных населённых пунктах страны, при этом отделения KiwiBank работают на базе почтовых отделений связи. Все основные банки страны участвуют в межбанковской системе EFTPOS (Electronic Funds Transfer at Point of Sale), обеспечивающей взаиморасчёты по платежам кредитных и дебетовых карт.

### Сельское хозяйство

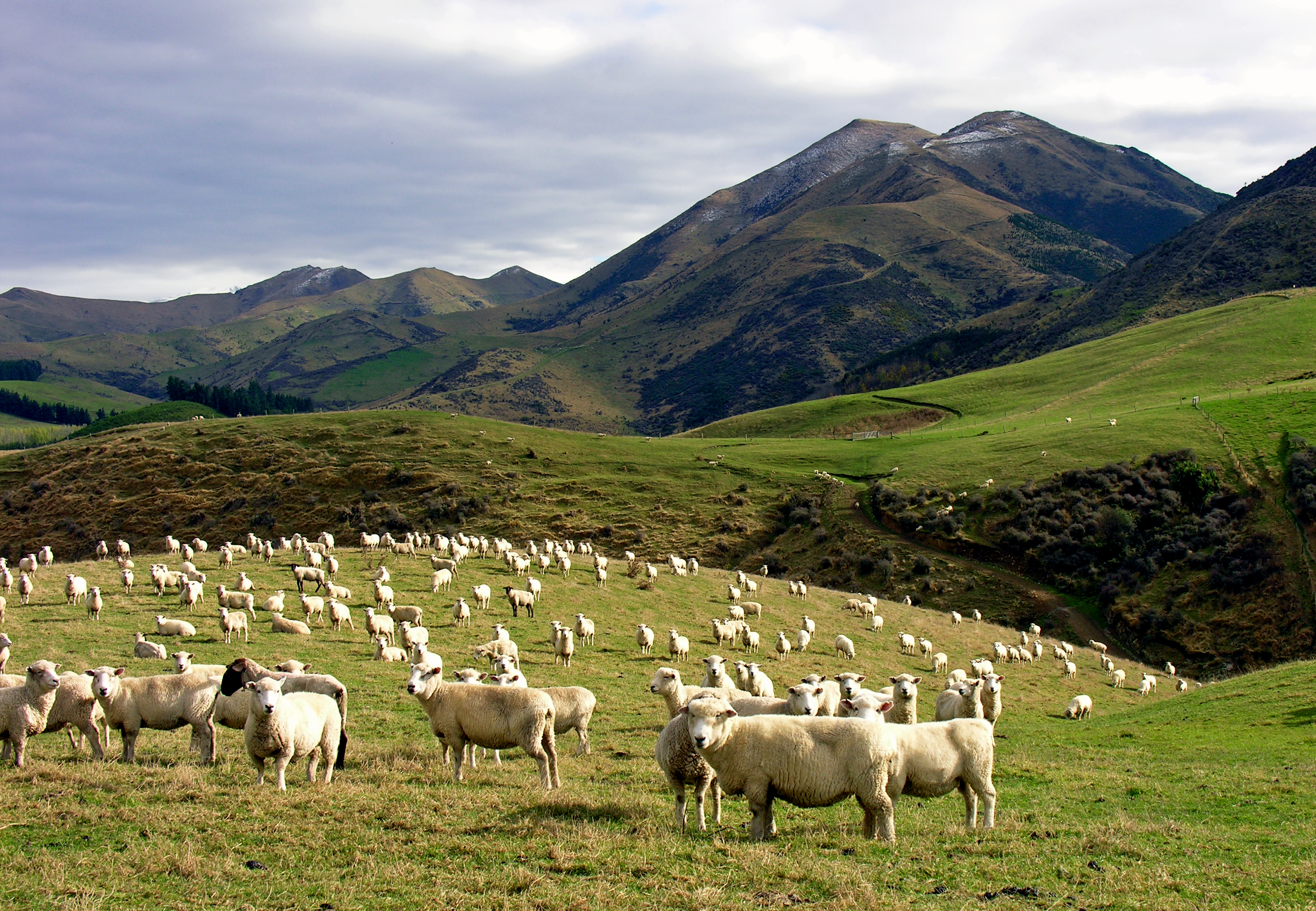
Пастбища Новой Зеландии

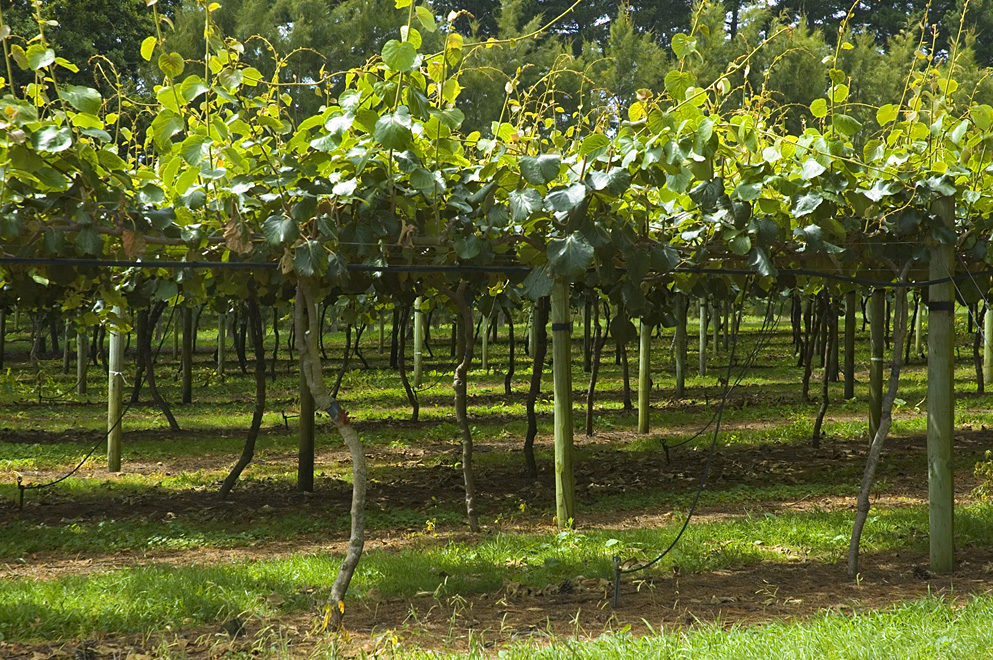
Плантация киви

Новая Зеландия имеет международную репутацию страны с эффективной и высокоразвитой сельскохозяйственной индустрией. Продукция промышленного животноводства (особенно молочного животноводства и овцеводства), садоводства, виноделия и виноградарства, лесоводства стала одной из основных статей национальной экономики. Исследовательская работа и современные технологии играют важную роль в устойчивой конкурентоспособности новозеландской сельскохозяйственной продукции и высокого спроса на неё на международном рынке.
Промышленное поголовье овец составляло в 2005 году более 40 млн голов; поголовье крупного рогатого скота — 8,6 млн голов, из них 4,2 млн голов — молочное стадо; фермерское поголовье оленей составило в том же году 1,6 млн голов.
Структура сельскохозяйственной отрасли Новой Зеландии во многом уникальна для развитых стран. Основной её особенностью является отсутствие каких-либо дотаций со стороны государства фермерским хозяйствам. Это вызывает необходимость для производителей и экспортёров сельскохозяйственной продукции самостоятельно конкурировать со своими коллегами из других производящих стран, во многих из которых сельскохозяйственная отрасль традиционно пользуется субсидиями государства. Именно в этой связи Новая Зеландия настойчиво выступает на международных экономических форумах и особенно в рамках ВТО за введение общего режима контроля за процессами государственных финансовых поддержек сельскохозяйственных отраслей экономики во всех производящих странах.
Контроль за развитием и функционированием сельского хозяйства страны осуществляет Министерство сельского хозяйства и лесной промышленности (англ. Ministry of Agriculture and Forestry). Такой контроль, однако, не является ограничительным — всё сельское хозяйство Новой Зеландии существует и развивается на принципах свободной экономики.

### Промышленное рыболовство

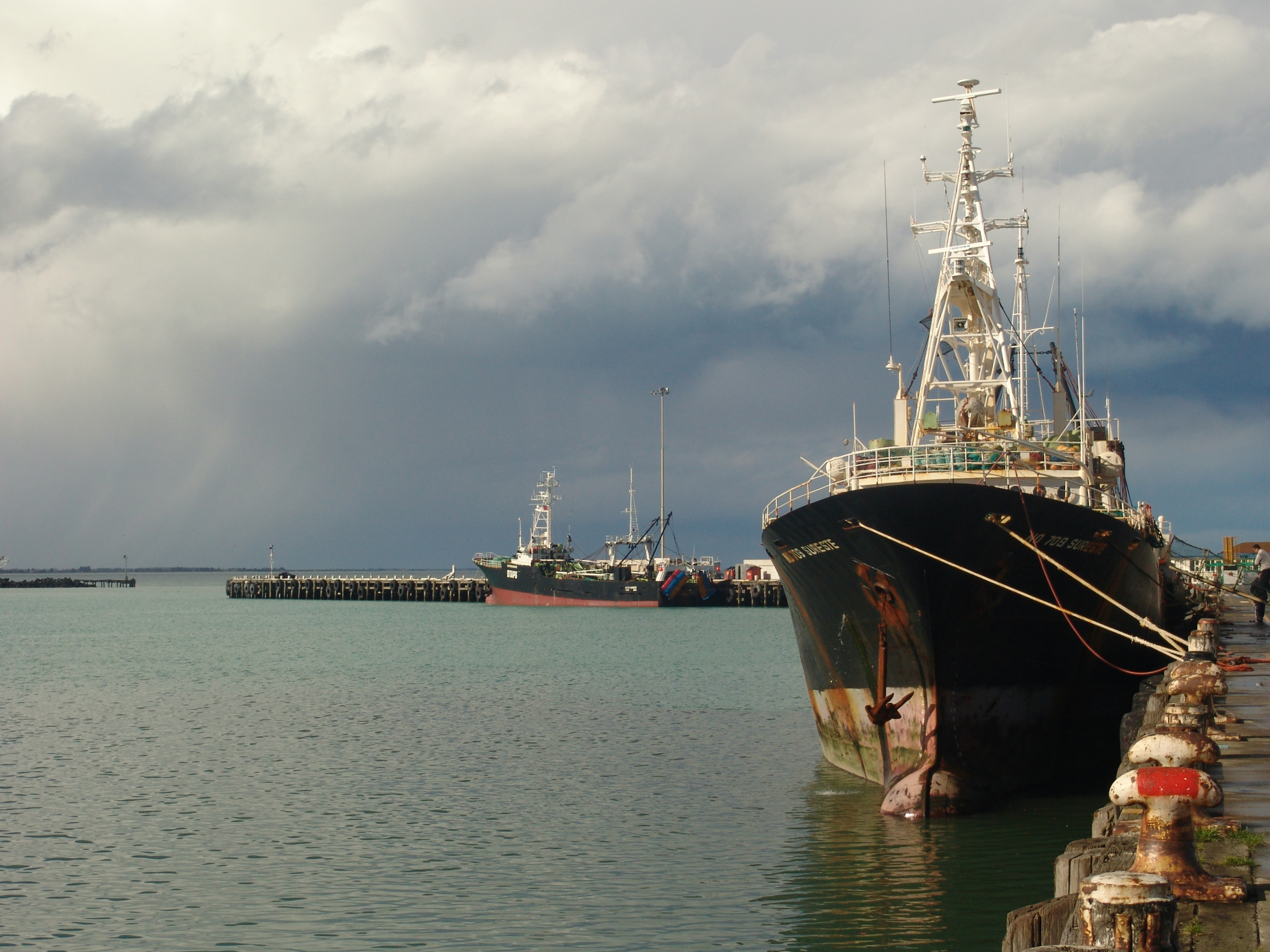
Рыболовецкие суда в порту Тимару

Промышленное рыболовство играет большую роль как в жизни новозеландцев, так и в развитии экономики страны. Это во многом определяет важность для Новой Зеландии её 200-мильной исключительной экономической зоны, являющейся основной базой для рыболовов страны.
В 2002 году экономика морского хозяйства дала 3,3 млрд долларов или более 3 % от величины ВНП. В 2006 году только экспорт свежевыловленной рыбы и морепродуктов составил 1,3 млрд долларов.
Добыча морских ресурсов осуществляется на основе научно обоснованных норм квотирования, определяемых государством и распределяемых среди национальных рыбодобывающих компаний. Часть квот на промышленную добычу принадлежит маори. Для выполнения квотируемого вылова новозеландские компании часто фрахтуют рыбодобывающий и перерабатывающий флот других стран, чаще всего Украины, России, Китая.
Рыболовы страны ведут промышленную добычу более 130 видов рыб и других морских ресурсов. Наиболее важное значение среди них имеют новозеландский макруронус, луциан, хоплостет, кальмар, большепёрый джакас, хек, лангуст и ряд других. Около 90 % добытой рыбы и морепродуктов предназначаются для экспорта.

### Промышленное производство

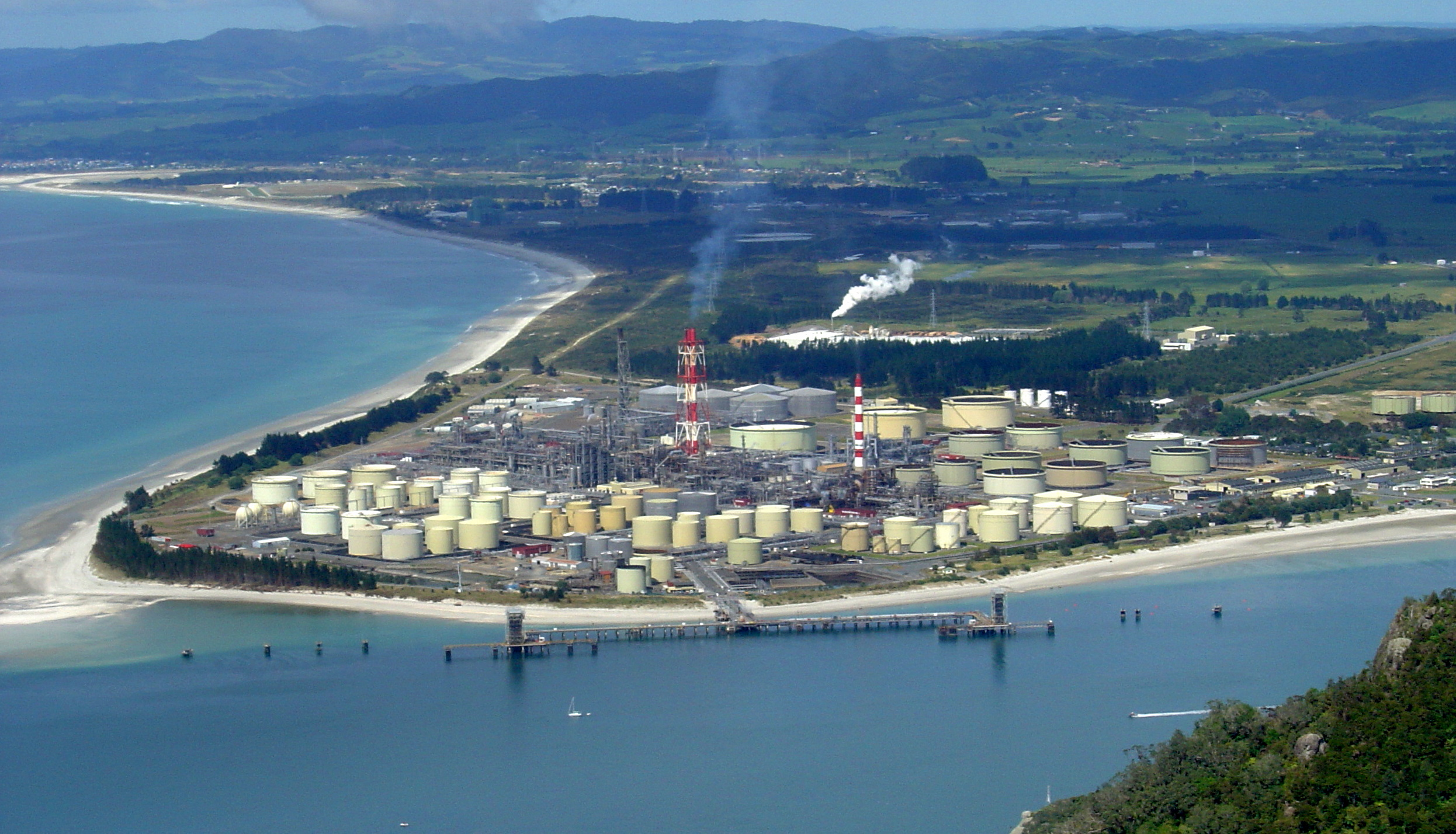
Нефтеперерабатывающий завод в Марсден — единственное подобное предприятие в стране

Сельскохозяйственное производство, промышленное рыболовство, пищевая и лесная промышленность являются основой экономики страны и во многом определяют и направление развития промышленного производства. Пищевая индустрия — крупнейшая промышленная отрасль по занятости и разветвлённости инфраструктуры в экономике Новой Зеландии. Суммарные объёмы продукции пищевой промышленности составляют около 10 % ВНП, а экспорт продукции пищевой промышленности около 15 млрд долларов.
Отличительной особенностью страны является и почти полное отсутствие крупных промышленных предприятий и отраслей тяжёлой промышленности. Вместе с тем, в стране существует около 15 000 компаний, занимающихся производством промышленной продукции для различных отраслей экономики. Большая доля производства направлена на экспорт. Промышленные компании генерируют в целом около 15 % ВНП. Основное количество промышленного производства направлено на обеспечение потребностей автомобильного транспорта, авиации и оборонной отрасли, а также на производство электронных изделий и в промышленности высоких технологий.
Биотехнологическое производство (особенно сельскохозяйственные биотехнологии и фармакологические технологии) традиционно для Новой Зеландии. Его годовой объём составляет около 800 млн долларов.

### Энергетика

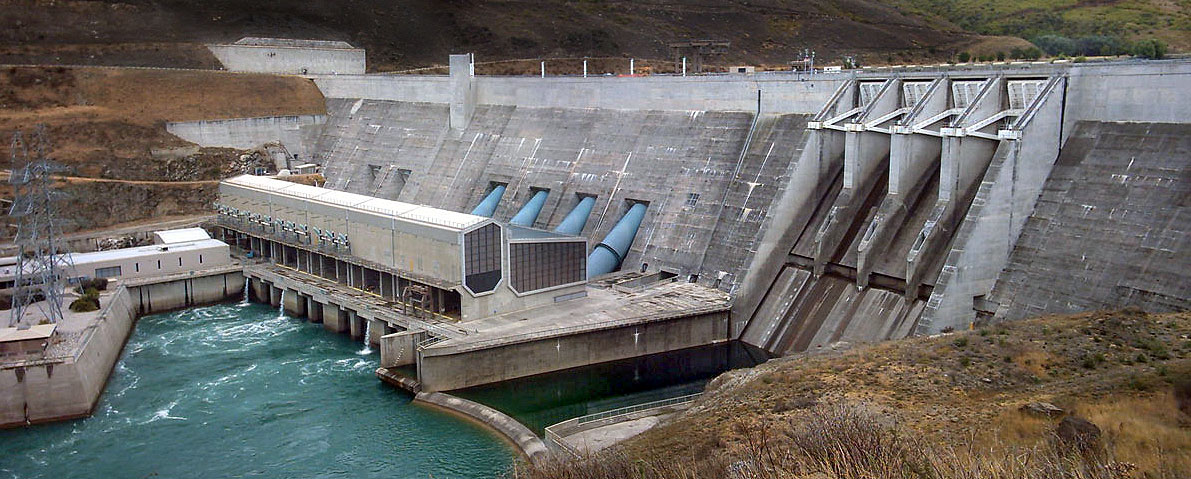
Гидроэлектростанция в центральном Отаго

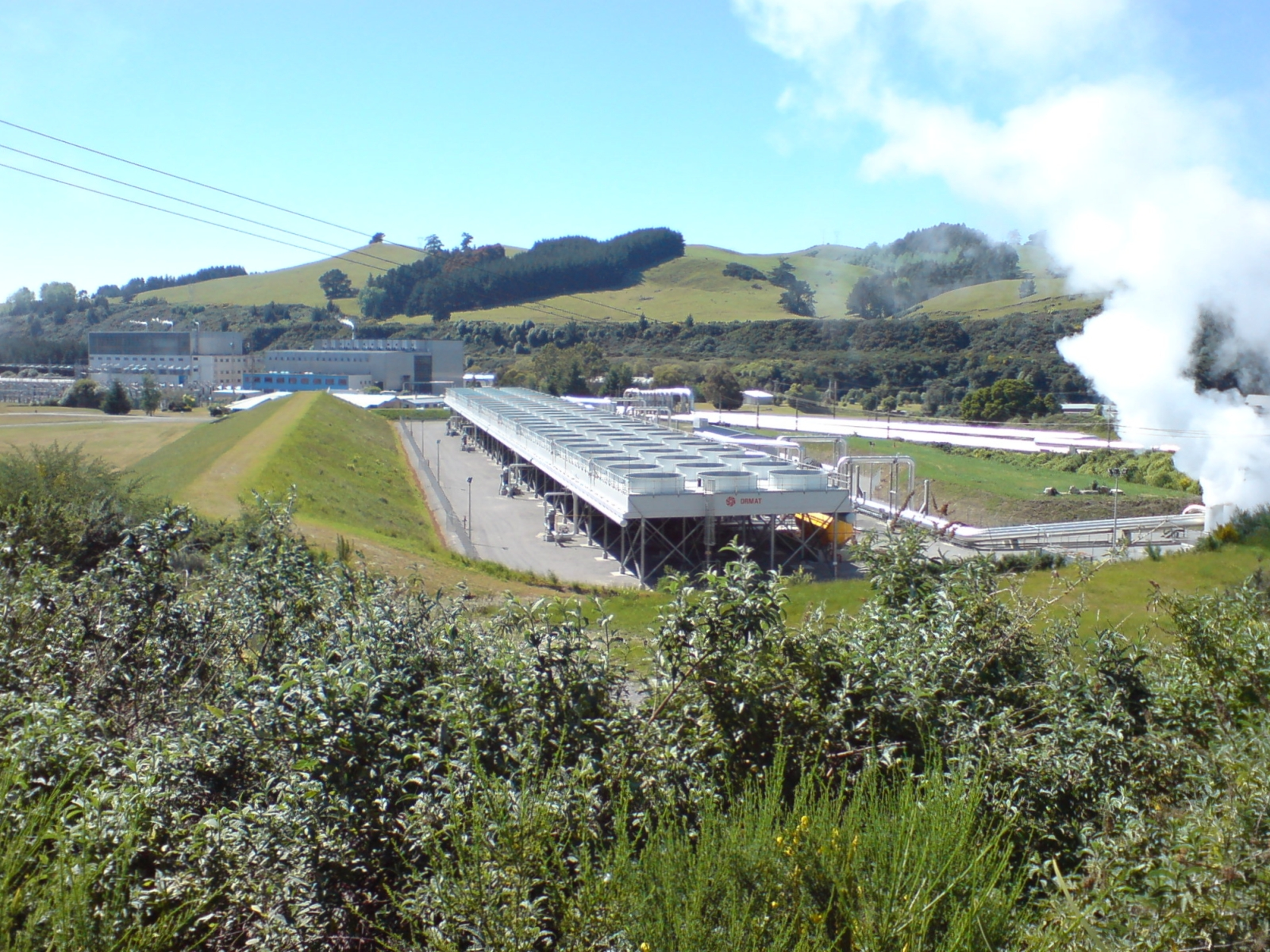
Геотермальная станция в Уаиракеи

В основе энергетической отрасли экономики Новой Зеландии лежит использование нефте- и газопродуктов, электроэнергии и геотермальной энергии. В связи с безъядерным статусом страны, атомная энергетика в Новой Зеландии не используется, и планов её появления не существует.
Суммарные энергетические показатели добычи газа в Новой Зеландии составляют ориентировочно 200 петаджоулей.
Суммарные энергетические показатели добычи нефти составляют 38 петаджоулей. Добыча нефти в стране заметно снижается в последние годы, и количество импортируемых нефтепродуктов неуклонно растёт, составив в 2004 году суммарно около 300 петаджоулей.
Добыча угля в Новой Зеландии составляет в суммарных энергетических показателях ориентировочно 140 петаджоулей (по данным 2006 года). Около трети добываемого угля отправляется на экспорт.
Активно используется геотермальная энергия. Из 129 известных геотермальных зон в Новой Зеландии промышленное значение имеют 36 зон с температурами воды от 70 до 220 градусов. Геотермальный пар используется в целом ряде промышленных и сельскохозяйственных производств, но основной его объём используется для выработки электроэнергии. Такое его использование даёт не менее 7 % (2,7 млрд кВт·ч) от общего объёма вырабатываемой в стране электроэнергии.
Общее производство электроэнергии в стране в показателях 2006 года составило 41,5 млрд кВт·ч. При этом наибольшее количество электроэнергии (56 %, более 23 млрд кВт·ч) было произведено на гидроэлектростанциях. Газ и уголь стали следующими по важности источниками получения электроэнергии. С их использованием в 2006 году было выработано соответственно 21,3 % и 13,1 % от общего объёма электроэнергии или 8,8 млрд кВт·ч и 5,4 млрд кВт·ч соответственно. Альтернативные источники выработки электроэнергии представлены ветровыми станциями, в 2006 году они дали 1,5 % от общих объёмов.
Страна продолжает активно развивать ветроэнергетику, удвоив в 2007 генерирующие объёмы ветроэнергетических ферм в сравнении с показателями 2006 года. В 2008 году в стране действовало 8 ветроэнергетических ферм. 11 новых ферм находятся на разных стадиях строительства или проектирования.

### Международная торговля

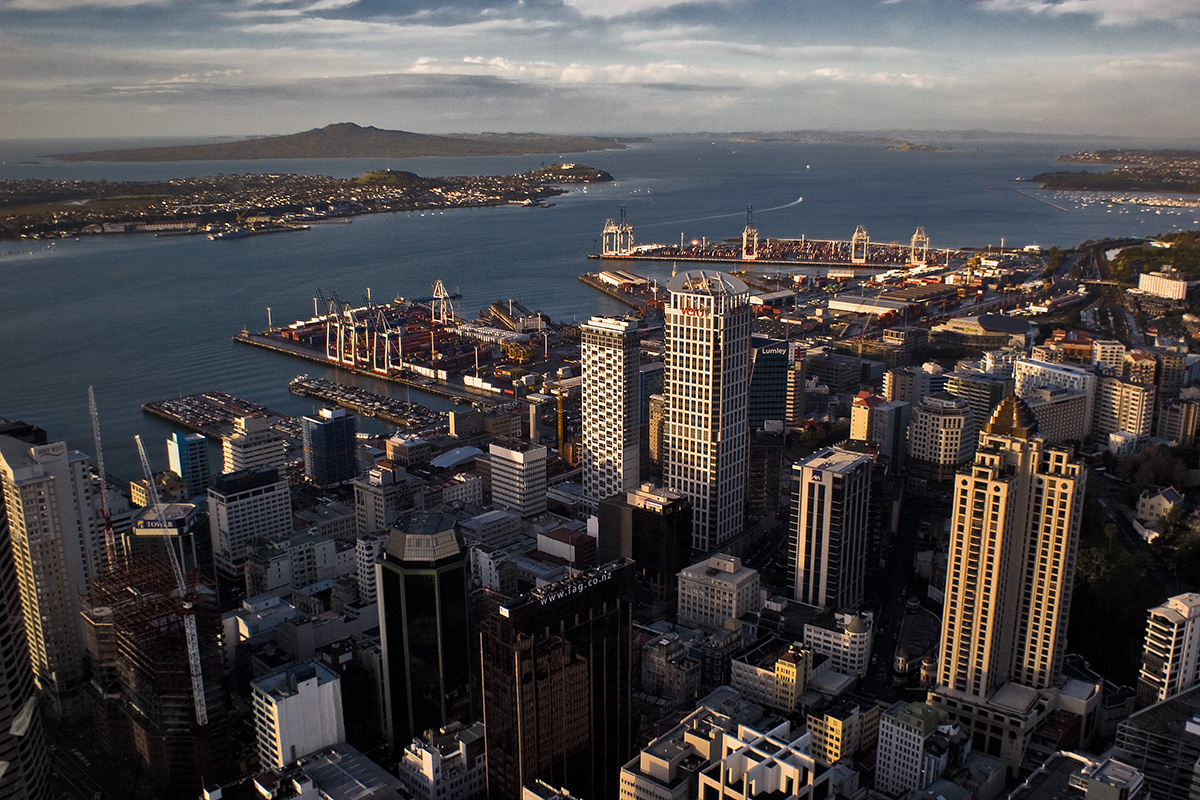
Деловой центр города Окленд

Географическая изолированность Новой Зеландии, ограниченность собственной индустриальной базы и удалённость её от основных мировых рынков заставляли на протяжении всей истории её развития уделять большое внимание внешней торговле и международному экономическому сотрудничеству. По различным оценкам не менее 20 % производимой в стране продукции предназначено для экспорта. По данным 2006 года общий объём экспорта Новой Зеландии составлял почти 33 млрд долларов (здесь и далее в этом разделе цифры приводятся в новозеландских долларах) и объём импорта в том же году превысил 37 млрд долларов.
Основными экспортными отраслями экономики страны традиционно принято считать сельское хозяйство, рыболовство и переработку морепродуктов, лесную и деревообрабатывающую промышленность. Именно на долю этих отраслей приходится более половины экспортной выручки страны. Молочная продукция составляет не менее 18 % от общего объёма экспорта, на долю экспорта шерсти приходится не менее 14 % и доля продукции лесного хозяйства и деревопереработки составляет не менее 4 % общего объёма экспорта Новой Зеландии.
Наибольшую долю импорта в страну составили нефтяные и топливные продукты, на такие закупки потребители страны истратили более 3,1 млрд долларов. Второй по величине нишей импорта страны стали в последние годы автомобили, привлекая 3,1 млрд долларов в общем объёме импорта. Далее следует импорт авиационной техники с ежегодными затратами на него не менее 1,7 млрд долларов.
Основными торговыми партнёрами страны являются Австралия (объём торговли с этой страной составляет, по данным 2005 года, 6,1 млрд долларов), США (4,2 млрд долларов по тем же данным), Япония (3,3 млрд долларов). Не менее 70 % экспорта из Новой Зеландии приходится на страны АТЭС.
Новой Зеландией заключён ряд Соглашений о свободной торговле. Первое соглашение подобного рода было заключено в 1966 году с Австралией, позднее (в 1983 году) соглашение было расширено (Australia New Zealand Closer Economic Relations Trade Agreement). C 2001 года подобное соглашение действует с Сингапуром (New Zealand and Singapore Closer Economic Partnership). В 2005 году соглашение о свободной торговле было заключено с Таиландом (New Zealand and Thailand Closer Economic Partnership). В том же году аналогичное по характеру четырёхстороннее соглашение было заключено с Брунеем, Чили и Сингапуром (Trans-Pacific Strategic Economic Partnership). В 2008 первой среди развитых стран Новая Зеландия заключила соглашение о свободной торговле с Китаем (New Zealand China Free Trade Agreement)
Торгово-экономические отношения между Новой Зеландией и Российской Федерацией (а также другими странами бывшего СССР) по-прежнему незначительны и существенно уступают объёму товарооборота между СССР и Новой Зеландией. В 2007 году товарооборот составил 97,2 млн американских долларов, в 2008 году 149 млн американских долларов. При этом в 2008 году из общего объёма в 149 млн долларов США российский экспорт составил 5,2 млн долларов, а импорт из Новой Зеландии — 143,8 млн долларов. С 2006 года на рынок Новой Зеландии вышла российская компания «Нутритек», приобретшая пакет акций местного производителя молочной продукции New Zealand Dairies Limited и инвестировавшая в предприятие 115 млн американских долларов.

### Туризм

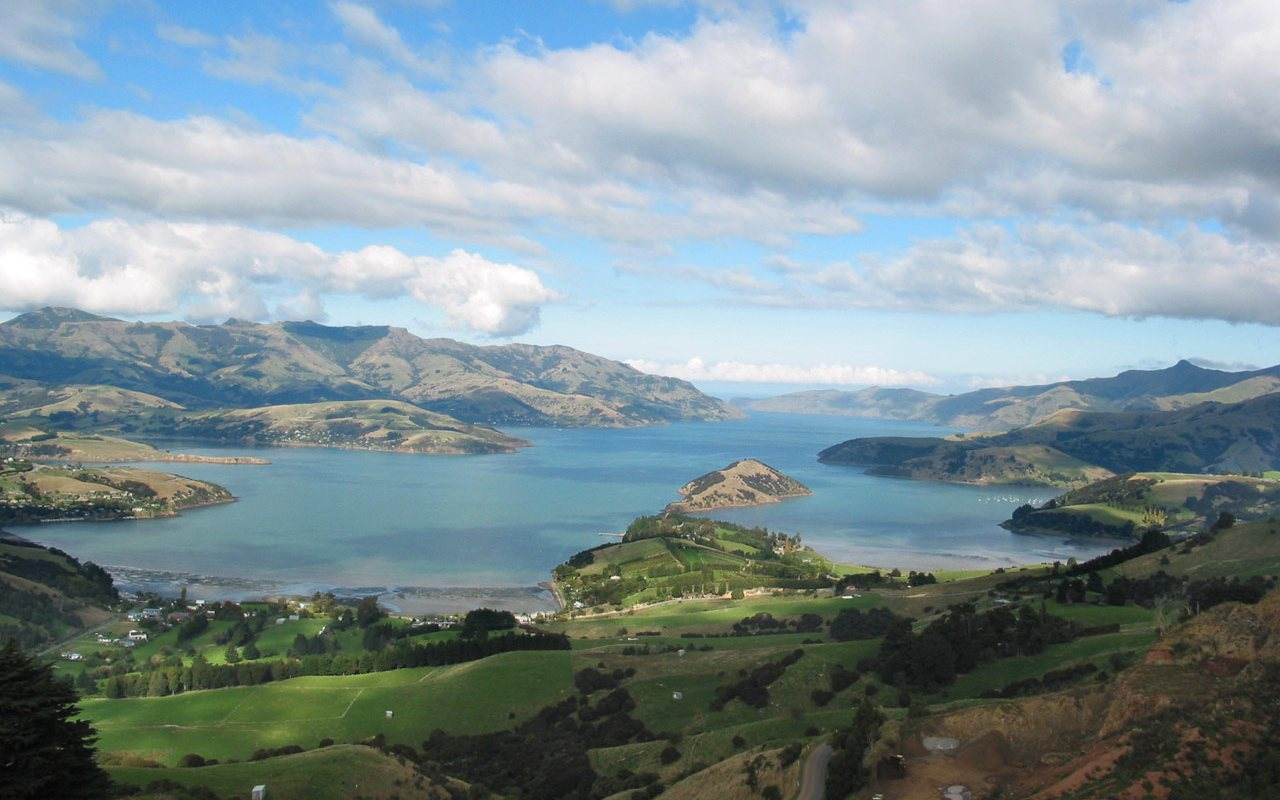
Типичный пейзаж Новой Зеландии

Сфера туризма и сопутствующие ей индустрии становятся с каждым годом всё более важными элементами экономики Новой Зеландии. Месторасположение страны и красота её природы в сочетании с высоким уровнем сервиса, удобством транспортных структур и развитием активных программ привлечения туристов в страну этому благоприятствуют.
В настоящее время туризм создаёт не менее 10 % ВНП страны. В сфере туризма работают почти 18 000 предприятий, и они создают около 10 % рабочих мест в стране.
В 2006 году страну посетило рекордное за всю её историю количество туристов — 2 422 000 человек. При этом, в среднем каждый турист находился в стране 20 дней, и они суммарно истратили в Новой Зеландии более 6,5 млрд долларов. Основное количество туристов составляют жители Австралии. Значительно выросло за последнее время число туристов из КНР, и они составили в 2006 году вторую по общему количеству группу международных туристов, посетивших страну. Далее следуют туристы из США, Германии, Южной Кореи, Японии.
По отношению к гражданам Российской Федерации и стран СНГ Новая Зеландия соблюдает довольно жёсткий визовый режим. Средний срок рассмотрения документов Иммиграционной службой Новой Зеландии — 14 календарных дней. В некоторых случаях и в зависимости от сезона этот срок может быть сокращён или увеличен. Если поездка планируется в ноябре-январе, документы на визу должны быть поданы минимум за полтора месяца до даты отъезда.

### Транспорт

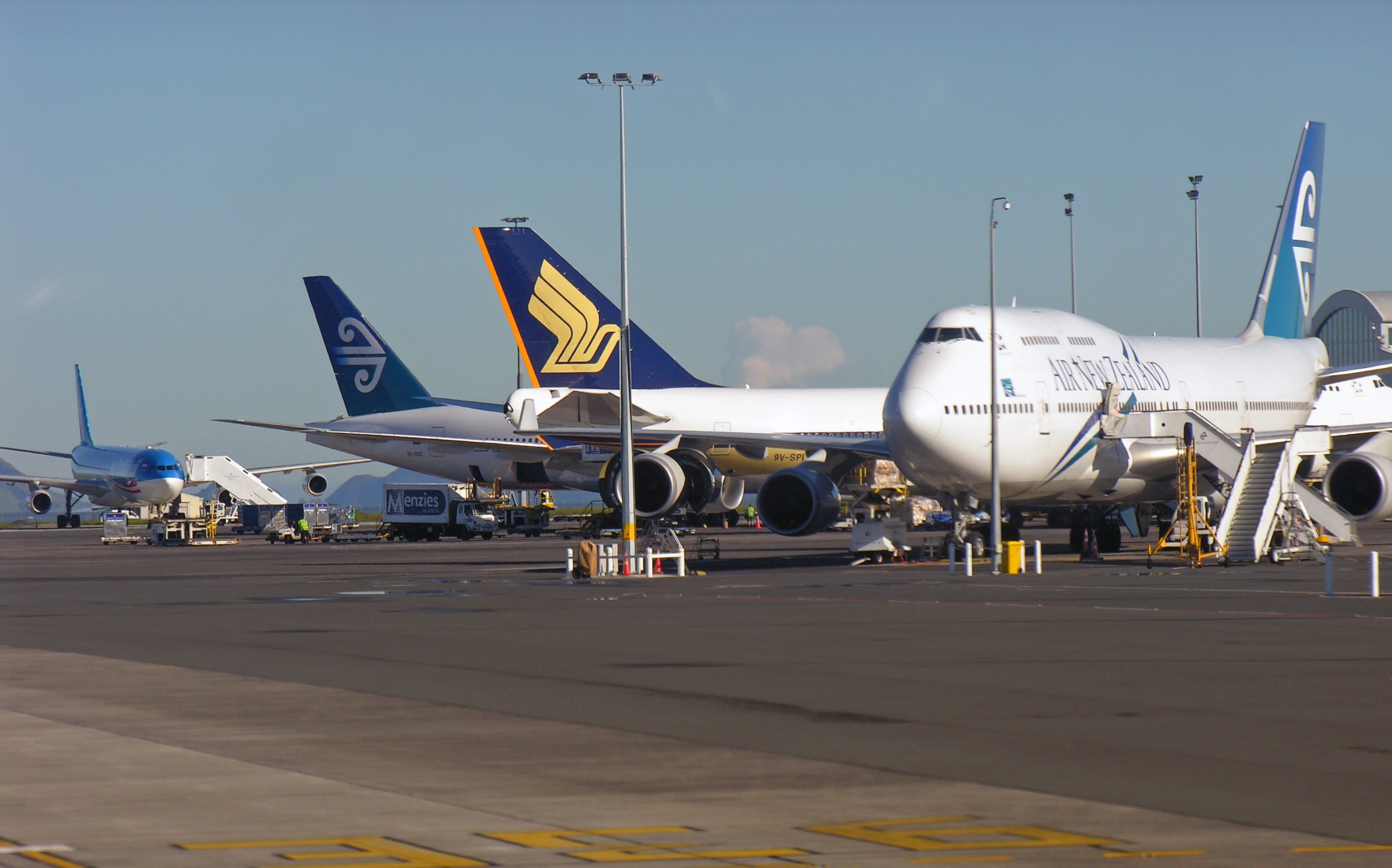
Аэропорт Окленда

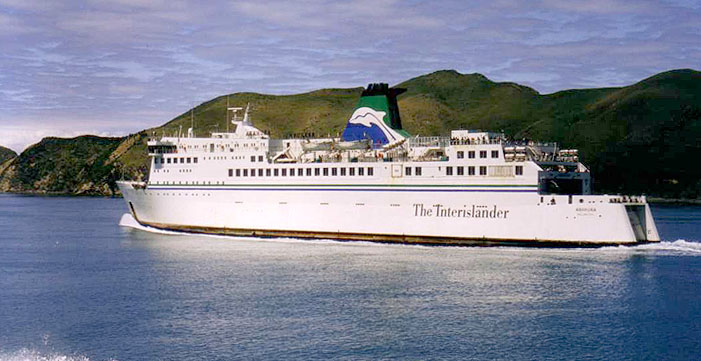
Судно паромной переправы в проливе Кука

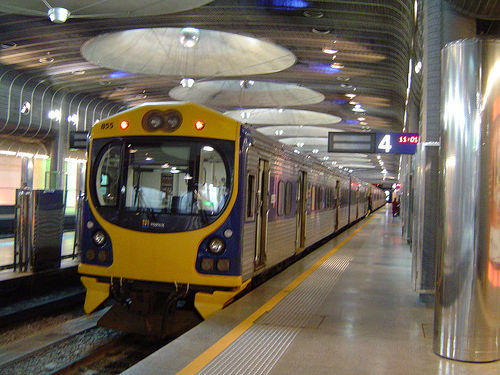
Станция городской пассажирской железнодорожной сети в городе Окленд

Развитие транспорта и транспортной инфраструктуры является одним из экономических приоритетов страны на протяжении всей истории её развития. Связано это, прежде всего, с достаточно низкой плотностью населения на относительно большой территории и значительными расстояниями между населёнными пунктами.
Структура транспортной системы внутри страны строится на основе сети государственных скоростных автомобильных дорог (англ. New Zealand State Highway Network), включающей более 100 автомобильных магистралей. Управляет этой сетью государственная организация Transit New Zealand. Основная транспортная артерия страны — трасса SH1, проходящая по всей длине Северного и Южного островов с севера на юг. Общая протяжённость автомобильных дорог страны составляет более 92 000 км.
Протяжённость железнодорожных магистралей страны составляет 3898 км (электрифицированы около 500 км). Национальная система железных дорог управляется государственной организацией ONTRACK. В 1993 году железные дороги страны были приватизированы. В связи с их тяжёлым экономическим положением в 2003 году правительство Новой Зеландии согласилось вновь взять их под собственный контроль, а в 2008 году правительство полностью выкупило сеть железных дорог и паромных переправ, тем самым ренационализировав их.
Внутренние водные пути страны утратили свою былую важность в качестве транспортных артерий, но и по сей день 1609 км пригодны и частично используются для речной навигации.
Остров Северный и Остров Южный связаны между собой прямой паромной переправой, регулярно перевозящей пассажиров и грузы. Часть используемых паромов приспособлена для транспортировки железнодорожных вагонов и автомобилей.
Исторически большую важность для экономики страны составляют морские порты. В настоящее время порты с контейнерными терминалами работают в Окленде, Тауранге, Веллингтоне, Данидине и Нейпире. Портпункты работают в Фангареи, Гисборне, Нью-Плимут, Нельсоне, Пиктоне, Тимару и Блафе. Ещё три бухты эпизодически используются для стоянки судов и незначительной переработки грузов. В стране также действуют шесть речных портов, не играющих сегодня сколь-либо важной транспортной роли.
На территории Северного и Южного островов Новой Зеландии, а также на прибрежных островах располагаются 23 маяка и 75 навигационных маяков.
Несмотря на значимость морских транспортных перевозок, Новая Зеландия обладает весьма небольшим количеством крупнотоннажных морских судов. Вызвано это открытием в 1994 году каботажных перевозок для международных морских компаний и объективной невозможностью судоходных компаний Новой Зеландии конкурировать с ними.
В стране работает 113 аэропортов и аэродромов. Крупнейшим из них является аэропорт Окленда, принимающий около 11 миллионов пассажиров в год. Не менее 70 % пассажиров прибывают в Новую Зеландию через него. Следующими по значимости и объёмам перевозок являются аэропорты Веллингтон и Крайстчерч, принимающие около 4 миллионов пассажиров ежегодно.
Национальным авиаперевозчиком Новой Зеландии является компания Air New Zealand с основным аэропортом базирования в Окленде. Самолёты этой компании совершают регулярные полёты в 11 стран мира, а участие компании в международных партнёрских программах позволяет её пассажирам без труда добраться почти в любую точку мира. Четыре её дочерние компании — Air Nelson, Eagle Airways, Mount Cook Airline и Freedom Air — выполняют основное количество грузовых и пассажирских авиаперевозок внутри страны.
Транспортные трубопроводы используются в Новой Зеландии незначительно. Трубопроводы проложены для транспортировки газа (около 1000 километров), транспортировки нефтепродуктов (160 километров) и сжиженного газа (150 километров)
Среди легковых автомобилей в конце 2000-х годов в Новой Зеландии преобладали японские иномарки.

### Международные инвестиции

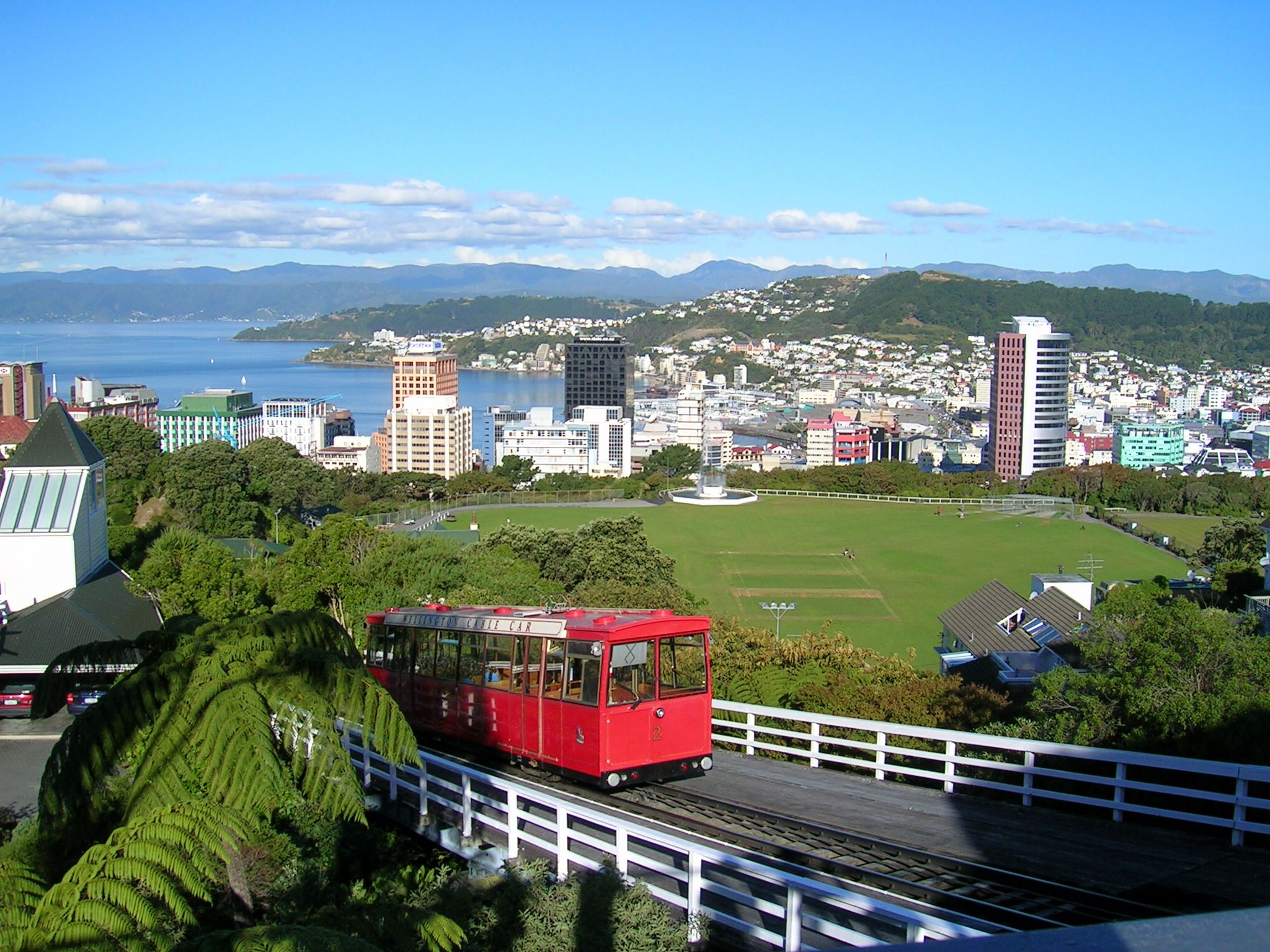
Веллингтон — столица Новой Зеландии

Новая Зеландия, являясь полноправным участником международного финансового рынка, активно участвует в мировых инвестиционных процессах. Австралия и США являются важнейшими финансовыми партнёрами страны. По данным 2006 года, суммарный объём текущих инвестиций предпринимателей этих стран в экономику Новой Зеландии составил ориентировочно 110 млрд долларов (здесь и далее в этом разделе цифры приводятся в новозеландских долларах), что составило почти половину общего объёма иностранных инвестиций. Следующими по объёму общих текущих инвестиций в страну стали Великобритания, Швейцария и Сингапур, инвестировав суммарно более 20 млрд долларов. Наиболее популярными областями для иностранных инвестиций в экономику Новой Зеландии являются проекты в области финансов и страхования. Объём инвестиций иностранных предпринимателей в Новую Зеландию в 2006 году составил 19,5 млрд долларов, при этом новозеландские предприниматели инвестировали в том же году лишь 10,7 млрд долларов в зарубежные проекты.
Долгосрочные кредитные рейтинги Новой Зеландии (в национальной валюте):
- Fitch Ratings (2008): AAA
- Standard & Poor's (2009): AAA
- Moody’s Investor’s Service (2008): Aaa

### Связь и коммуникации

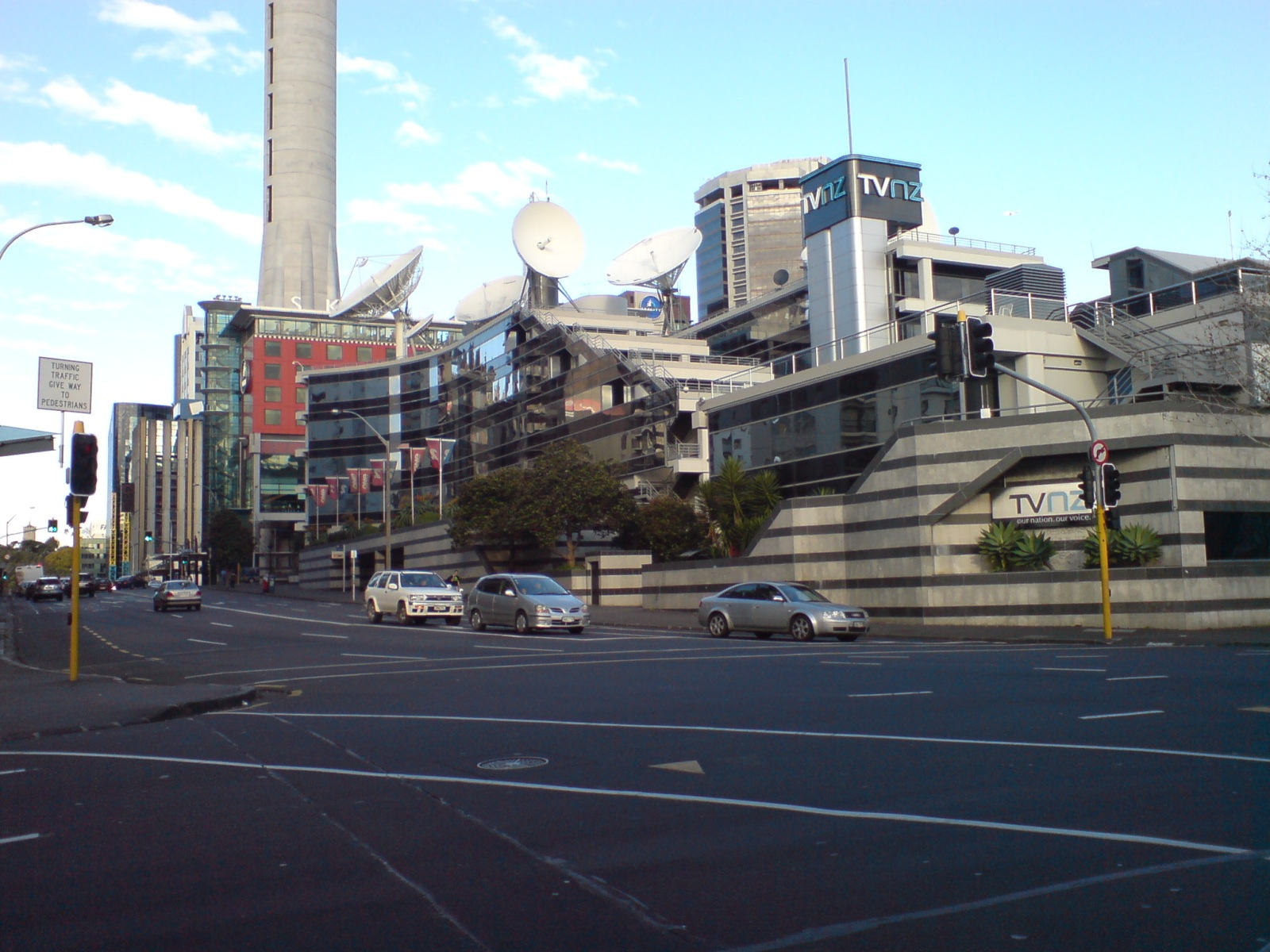
Штаб-квартира Телевидения Новой Зеландии, Окленд

В силу своего географического расположения Новая Зеландия на протяжении всей своей современной истории уделяла внимание развитию систем связи. Уже в 1840 году в стране начала действовать почтовая служба, а в 1862 году была проложена первая телеграфная линия, связывающая город Крайстчерч с одним из окрестных населённых пунктов. В 1865 году телеграфное сообщение было проложено между Северным и Южным островами, а в 1872 году телеграфная связь связывала два крупнейших города страны Веллингтон и Окленд. Прокладка подводного кабеля в Австралию в 1876 году впервые связала линии коммуникации Новой Зеландии, как с самой Австралией, так и через неё со странами Азии и Европы. В 1877 году в стране появилась первая телефонная линия. С 1906 года стали работать радиостанции. В 1939 году по количеству радиоприёмников на душу населения страна вышла на второе место в мире (после США). В 1960 году в стране появляется первая телевизионная станция. С 1971 года в системе гражданских коммуникаций в Новой Зеландии стали использоваться спутники. В 1985 году все высшие учебные заведения страны были связаны в единую компьютерную сеть, а в 1986 году появился новозеландский национальный домен. В 1993 году страна получила постоянный доступ к системе Интернет.
По состоянию на 2009 год в стране используется 4,245 млн сотовых телефонов, а сеть кабельной телефонной связи охватывает около 99 % жилых домов страны. В стране работает 41 телевещательная станция. 3,36 млн новозеландцев постоянно пользуются услугами Интернета.
В стране действуют три оператора сотовой связи с использованием 1X EV-DO, GSM, HSDPA, UMTS — 2degrees, Vodafone и Telecom.
В 2009 году в Новой Зеландии действовало 986 почтовых отделений, обрабатывающих около 1 млрд почтовых отправлений ежегодно.

### Оптические линии связи, проложенные по морскому дну
Tasman-2, пропускная способность — 1.2Gbps. Введён в эксплуатацию 1992 году. Австралия — Новая Зеландия.
Southern Cross Cable Network (SCCN), пропускная способность — 3,6Tbps. Введён в эксплуатацию в 2000 г. Приблизительная потенциальная пропускная способность > 12Tbps. Австралия, Новая Зеландия, острова Фиджи, Гавайские острова, Северная Америка.
Tasman Global Express, пропускная способность — 30Tbps. Введён в эксплуатацию 2015 году. Австралия — Новая Зеландия.
APX East, пропускная способность — 19,2Tbps. Введён в эксплуатацию 2015 году. Австралия — Новая Зеландия — Северная Америка.
Hawaiki Cable, пропускная способность — 25Tbps. Введение в эксплуатацию — второй квартал 2018 году. В проекте упор на связь с Северной Америкой. Также обеспечивает связь с Австралией, Американским Самоа, Гавайскими островами.

### Спортивное судостроение
В стране зарегистрировано более миллиона прогулочных парусных яхт и катеров. Навигация возможна круглый год. Яхтенная индустрия пользуется поддержкой правительства, число специалистов этой отрасли — свыше 10000 человек. Общее количество компаний, объединённых в рамках «Marine Industry Association NZ», свыше 500, а их валовой годовой продукт в 2008 году превысил уровень в 1 миллиард евро. В отличие от всех остальных стран, где борьба за самый престижный в мире трофей парусного спорта — Кубок Америки является делом частных лиц, в Новой Зеландии она стала национальной идеей и заложила фундамент яхтенной индустрии. Новозеландцы — признанные в мире законодатели трендов в постройке суперъяхт.

### Космонавтика
21 января 2018 года Новая Зеландия запустила ракету-носитель лёгкого класса Электрон с двумя спутниками со стартового комплекса Rocket Lab LC-1, построенного на полуострове Махия, находящегося на восточном побережье Северного острова Новой Зеландии.

## Культура и общество

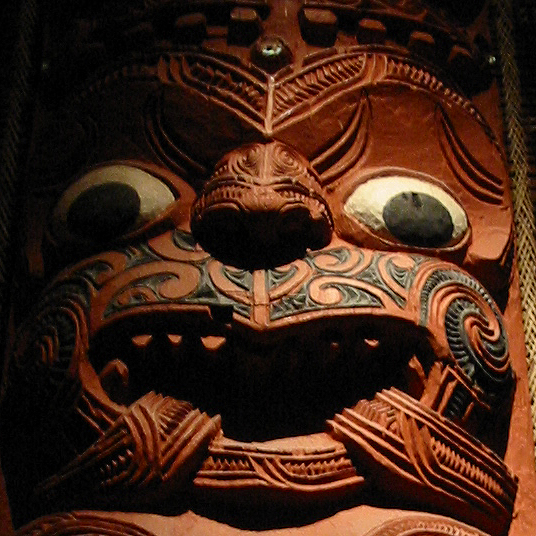
Традиционная резьба по дереву маори

В современной культуре Новой Зеландии особое значение до сих пор имеют традиции и культурное влияние народов, населяющих Британские острова, и культурные принципы, присущие западноевропейским народам, представители которых в то или иное время переселились в Новую Зеландию. Столь же важным остаётся влияние культурных традиций полинезийских народов. Среди последних наиболее сильны традиции маори, но в последние десятилетия в развитие полинезийских направлений в культуре страны вносят свой вклад выходцы из Фиджи, Самоа, Тонга. В последние 25 лет (в связи с усилением иммиграционных процессов) возрос вклад представителей народов Азии в создание единой культуры Новой Зеландии.
Сохранение и развитие национальной культуры маори является одним из приоритетов страны. Ещё полвека тому назад язык маори почти перестал использоваться в повседневном общении. Сегодня один из каналов национального телевидения вещает только на этом языке, издаются газеты, выходят в свет книги.
Работу государственных органов в вопросах культурного развития страны и общества координирует Министерство культуры и исторического наследия.

### Национальные символы

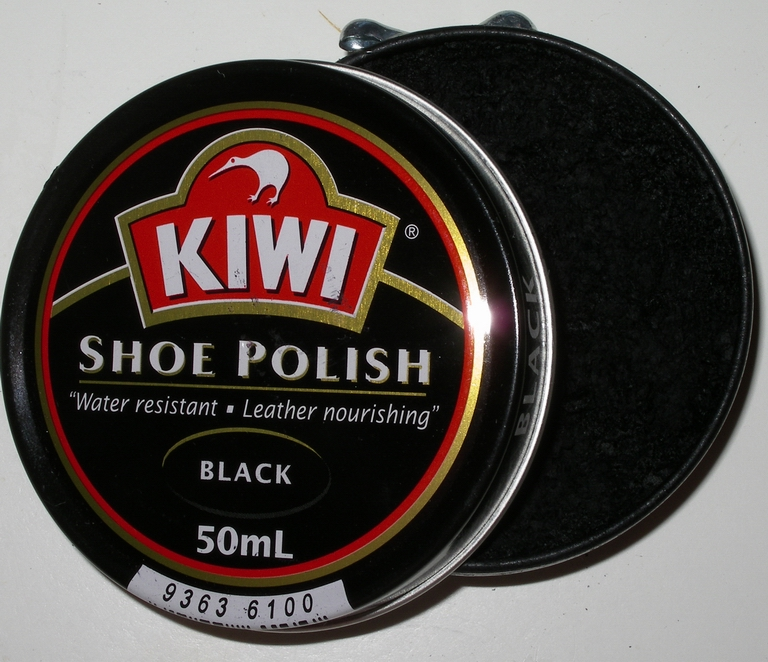
Использование названия и изображения птицы киви в новозеландской рекламе

Национальные символы страны известны под собирательным названием «кивиана». Их можно разделить на географические, природные, военно-политические и культурные. Расположение страны в Южном полушарии обозначено на новозеландском флаге созвездием Южный Крест, символом Новой Зеландии в XIX веке стала горная система Южные Альпы. Развитое животноводство сделало символами страны овец, резиновые сапоги и проволоку для ограждений. Общепринятыми национальными символами страны стали птицы киви (Apterygiformes) (англ. kiwi) и растение циатея серебристая (Cyathea dealbata), известное в новозеландском диалекте как серебристый папоротник (англ. Silver Fern). Символическое изображение его побегов в виде спирали, называемое «кору», было создано маори и перенято европейцами.
Птица киви настолько популярна, что дала в 1950-х годах название плодам одного из растений вида Актинидия китайская (Actinídia), выращиваемого в Новой Зеландии и экспортируемого во многие страны мира. Теперь эти фрукты известны именно под названием киви (англ. kiwifruit). Кроме этого, киви (англ. Kiwi) стало повседневно используемым самоназванием и международным национальным прозвищем новозеландцев. Вымершая птица моа также является «кивианой», хотя после окончания колониального периода популярность киви стала выше.
Изображения птицы киви и серебристого папоротника очень популярны. Их часто используют в графике новозеландских национальных брендов и логотипов, включая валюту.
Головной убор новозеландских солдат — полевая шляпа — является символом военных побед страны. Историческое влияние Великобритании отражено присутствием Юнион Джека на флаге и королевы Елизаветы на национальной валюте. Персонифицированная Зеландия была символом страны в начале XX века.

### Кухня
Кулинарные традиции Новой Зеландии во многом сформировались на основе изолированного географического положения страны. На протяжении целого исторического этапа продовольственная база была ограничена, при этом морские ресурсы присутствовали в изобилии. На формирование традиций также повлиял демографический характер европейского заселения страны — в основном представителей народов Британских островов. Большое влияние на формирование общей для страны кулинарной культуры в период после 1970-х годов вызвали кулинарные традиции новых иммигрантов из стран Азии, в основном — Китая и Индии. Кухня современной Новой Зеландии сочетает международные кулинарные школы и традиционную британскую кухню. Среди наиболее популярных блюд по-прежнему остаются рыба и картофель фри, торт Павлова, а также мясные пирожки, распространённые в основном в Австралии и Новой Зеландии. Влияние новозеландской кухни на мировые кулинарные традиции незначительно, хотя продукция новозеландских виноделов популярна во многих странах мира. Блюда традиционной кухни маори практически не представлены в каждодневном рационе новозеландцев, хотя некоторые продукты, известные маори (например батат), широко распространились среди населения, а сами маори употребляют традиционное кушанье «ханги» на собраниях.

### Искусство

#### Архитектура

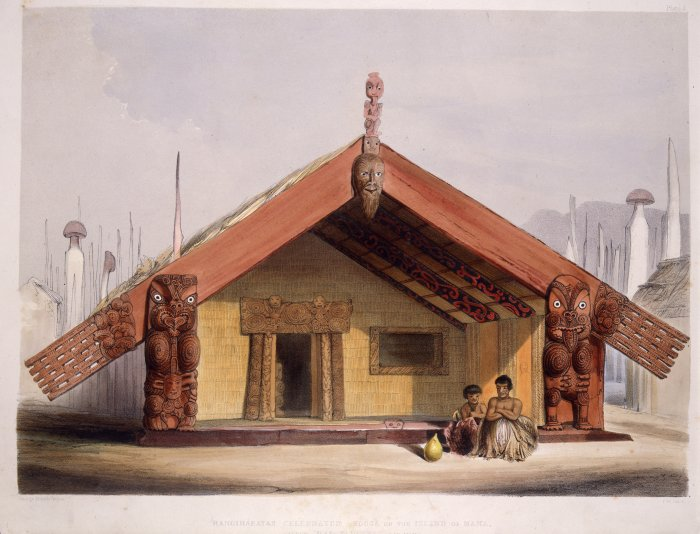
Мараэ маори — помещения для общего сбора племени

В доевропейский период освоения Новой Зеландии единственной формой архитектурного зодчества являлись полинезийские традиции, сохранённые и развитые в культуре маори. Помимо жилых помещений, единственными формами строений в тот период являлись здания для общих сборов племени (мараэ, маори Marae) и крепостные укрепления. Мараэ имели единую архитектуру и резные украшения, характерные для всего народа маори, и крайне незначительно отличались в отдельных племенах.
Начало европейского освоения страны сопровождалось развитием строительства. Поскольку большую часть населения того времени составляли выходцы из Великобритании, в своём строительстве они изначально придерживались британской архитектурной школы. Однако в XIX веке и первой половине XX века стал складываться новозеландский архитектурный стиль, поэтому даже самые ранние новозеландские постройки отличались не только от британских строений того времени, но и от австралийских. Причиной этому во многом послужила отдалённость страны и невысокая плотность населения, что затрудняло финансирование строительства любых крупных объектов или зданий. Обилие камня, пригодного для обработки, позволило уже на ранних этапах освоения страны отказаться от использования дерева в строительстве.
Одним из наиболее интересных архитектурных памятников страны является застройка центральной части города Нейпир. Разрушенный землетрясением в 1931 году, город был восстановлен и застроен в характерном для того времени архитектурном стиле ар-деко. Он сохранился в неизменном виде до сегодняшних дней и является объектом мирового культурного наследия ЮНЕСКО.
Наиболее известным образцом современной новозеландской архитектуры и строительных технологий является возведённая в 1997 году в Окленде телебашня Скай-Тауэр. Высота башни составляет 328 м, и по состоянию на май 2007 года это наиболее высокое здание южного полушария.

#### Киноискусство
Несмотря на то, что съёмки кинофильмов начались в Новой Зеландии ещё в 1920-х годах, активное развитие киноиндустрия получила лишь начиная с семидесятых годов того же века. С каждым годом увеличивается количество фильмов, снятых в стране, либо созданных с участием новозеландских кинематографистов. Мировую известность получили трилогии «Властелин Колец» и «Хоббит», кинофильмы «Последний самурай», «Хроники Нарнии. Лев, Колдунья и Волшебный Шкаф», «Хроники Нарнии: Принц Каспиан», «Зена — королева воинов» и целый ряд других. Среди ярких представителей новозеландской киноиндустрии следует отметить кинорежиссёра Питера Джексона, сценариста и кинорежиссёра Джейн Кемпион, сценариста, кинорежиссёра и актёра Тайку Вайтити, актёров Темуэру Моррисона, Крейга Паркера, Сэма Нилла и Рассела Кроу, актрис Кейшу Касл-Хьюз и Люси Лоулесс.

#### Фотография
Фотография в Новой Зеландии развивалась аналогично другим колониям. В первые годы существования фотографии Новая Зеландия ввиду географической удалённости испытывала недостаток фотоматериалов, однако пионеры фотоискусства оставили множество снимков — в частности, значительное количество фотографий маори. В первой половине XX века в фотографии страны преобладали пикториализм и социальный реализм. В XXI веке в связи с повсеместным распространением ультракомпактных фотокамер фотоискусство демократизировалось и стало доступным всем слоям населения.

#### Традиционное искусство маори

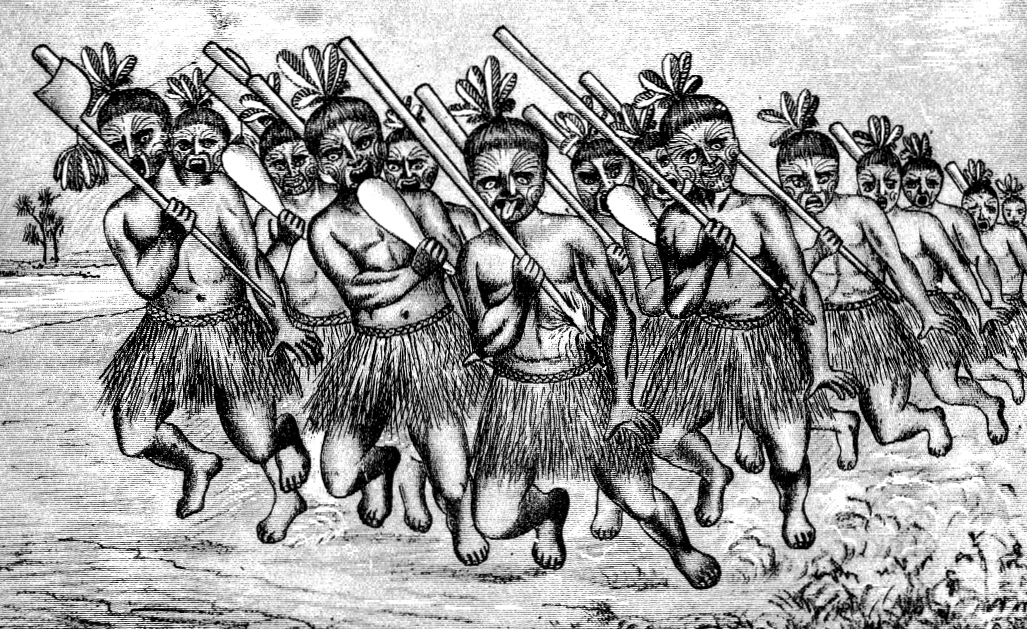
Воины маори, исполняющие хаку. Рисунок, конец XIX века

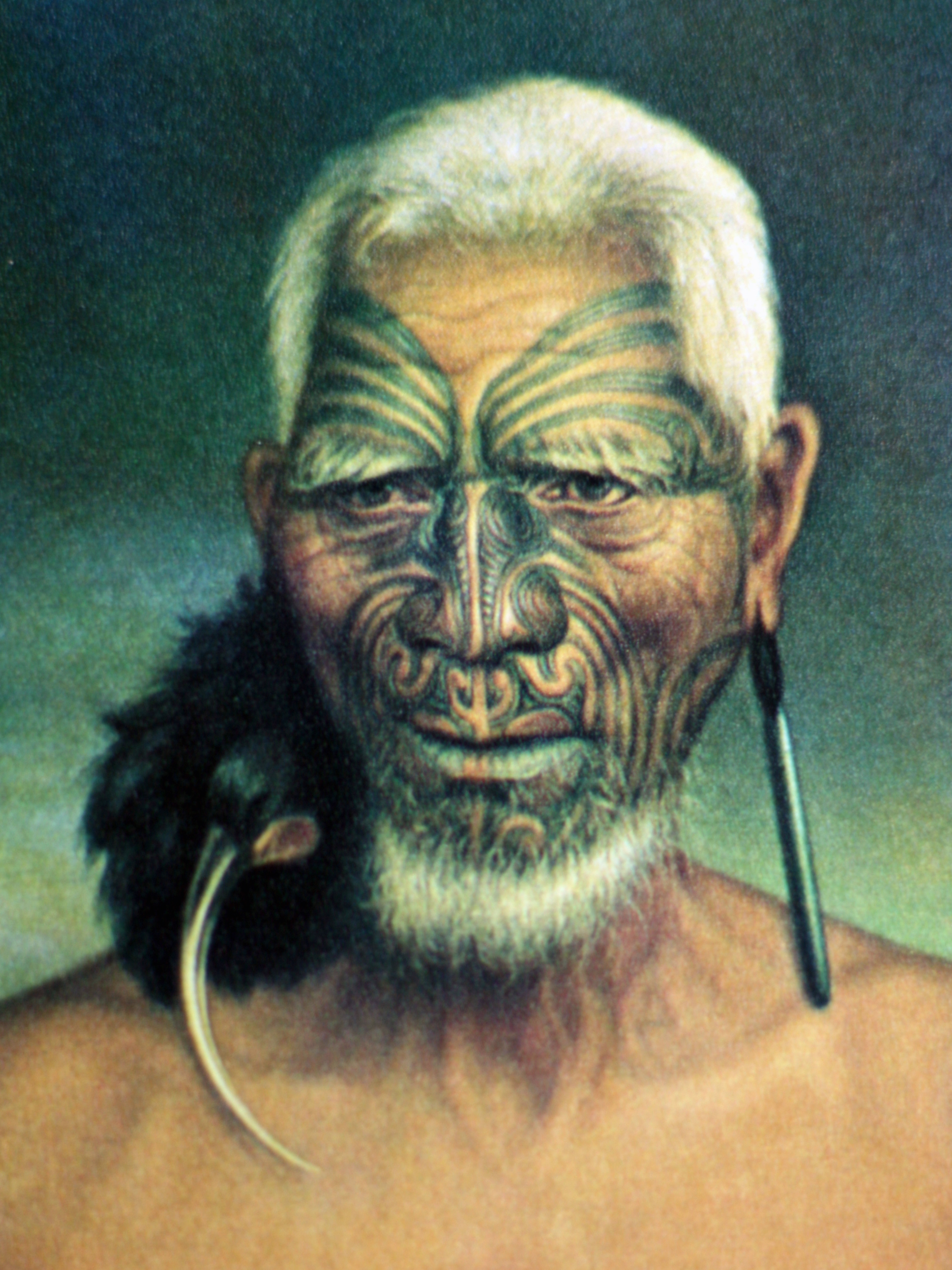
Моко на лице вождя маори. Рисунок XIX века

Исторически искусство маори носило в основном религиозный смысл. Основными его направлениями являлись резьба по дереву или кости, плетение, музыка и танцы и татуировка. Первая книга на языке маори была опубликована в 1840 году, а первая газета стала издаваться в 1900 году.
В связи с отсутствием письменности до европейского контакта, резьба по дереву стала для маори своеобразным её заменителем и в изображаемых сценах часто передавались истории и предания народа. До сего дня у маори сохранились традиции чтения истории своего рода по резным изображениям.
Художественные плетёные покрытия тукутуку чаще всего использовались как одно из немногих украшений в жилых помещениях, а также для культовых и религиозных целей в помещениях для общих сборов племён.
Татуировка моко или та-моко является одной из древнейших культурных традиций маори, пришедшей в их историю на первых шагах развития народа. В течение долго времени наличие моко являлось символом социального статуса и люди нижнего социального слоя не имели права иметь татуировку на своём лице, хотя элементы татуировки на теле им могли быть позволены. Для мужчин традиционным считалось нанесение моко на лице, ягодицах и бёдрах. Женщинам татуировка могла быть нанесена на губы и щёки. И мужчинам, и женщинам татуировка могла быть нанесена и на другие части тела, но в таком случае она имела меньшее значение. В последние годы популярность моко вновь увеличилась и теперь её нанесение часто является для маори данью уважения своим предкам и своим традициям. В то же время, элементы моко стали популярны и у представителей других этнических групп населения Новой Зеландии и даже за рубежом.
Капа хака — один из наиболее значимых элементов культуры маори, включающий в себя систему танцев, мимики и движений, сопровождаемых пением. Танцевальные традиции капа хака включают в себя несколько направлений — пои (маори Poi) — танец, более известный сегодня в мире как один из видов жонглирования шариками на верёвках, и хака (маори Haka) — танец, ставший известным в мире благодаря выступлениям новозеландской национальной сборной по регби All Blacks. Хака вошла в повседневную жизнь и является атрибутом государственных и общественных церемоний. Армейские и флотские подразделения вооружённых сил Новой Зеландии имеют собственные версии хаки. Многие спортивные клубы используют адаптированные для себя версии.

### Наука

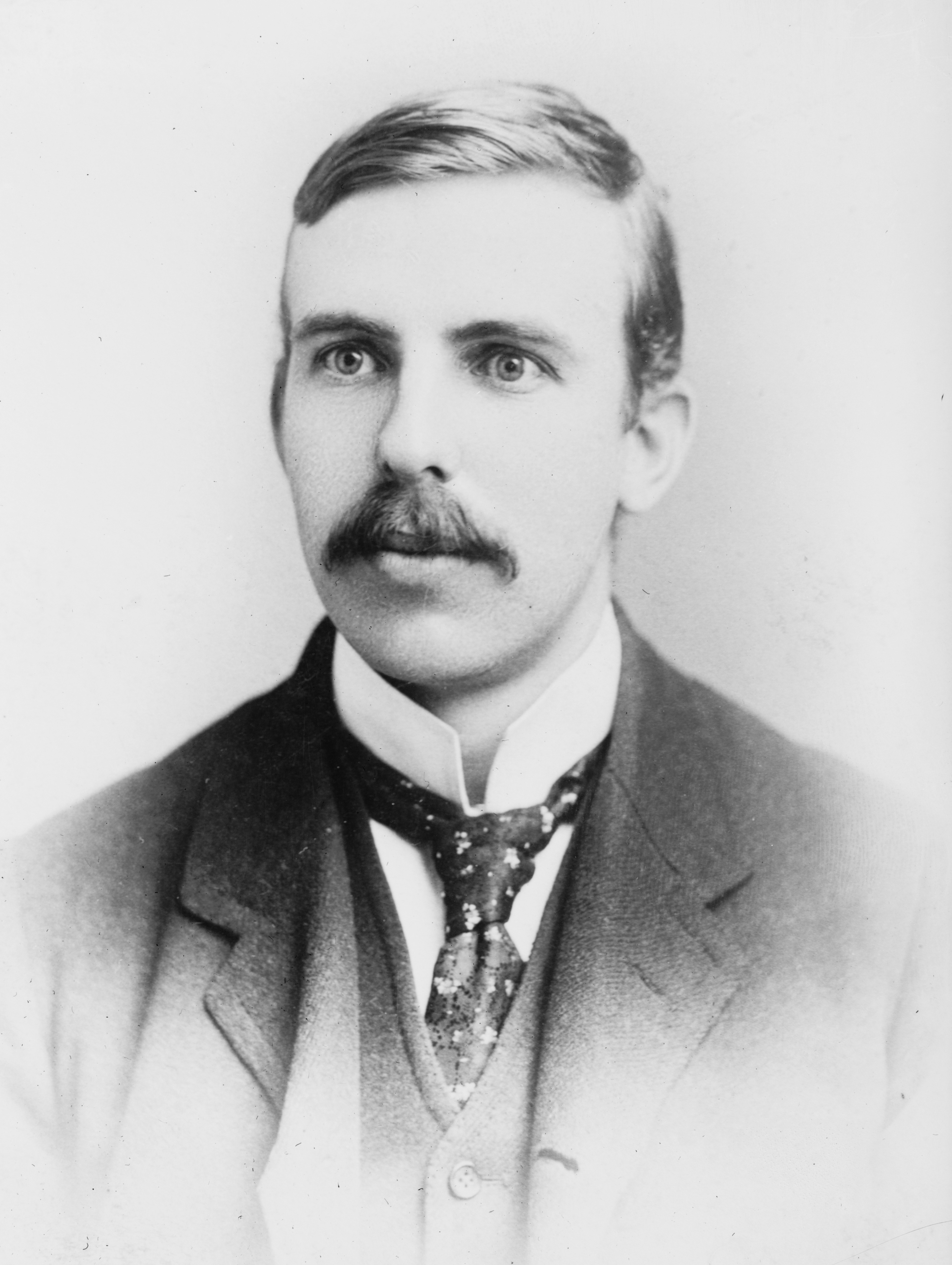
Эрнест Резерфорд, основоположник современной ядерной физики и один из наиболее известных учёных Новой Зеландии

Королевское общество Новой Зеландии (Royal Society of New Zealand) — является национальной Академией наук и объединяет в своих рядах около 60 независимых научно-исследовательских и технологических центров. Королевские научно-исследовательские институты (Crown Research Institutes) — государственная организация, созданная в 1992 году, объединяющая девять научно-исследовательских центров, работающих в жизненно важных для страны областях исследований, является крупнейшим научно-исследовательским объединением страны. Работы в области научных исследований и внедрения исследовательских разработок координирует на общенациональном уровне Министерство исследований, науки и технологии.
Традиционно приоритетными для Новой Зеландии являются медицинские исследования, биология, биохимия, сельскохозяйственные исследования и лесное хозяйство, инженерные и социальные науки, антарктические исследования.
Крупнейшей астрономической обсерваторией в Новой Зеландии является Университетская обсерватория Маунт Джон.

### Музеи

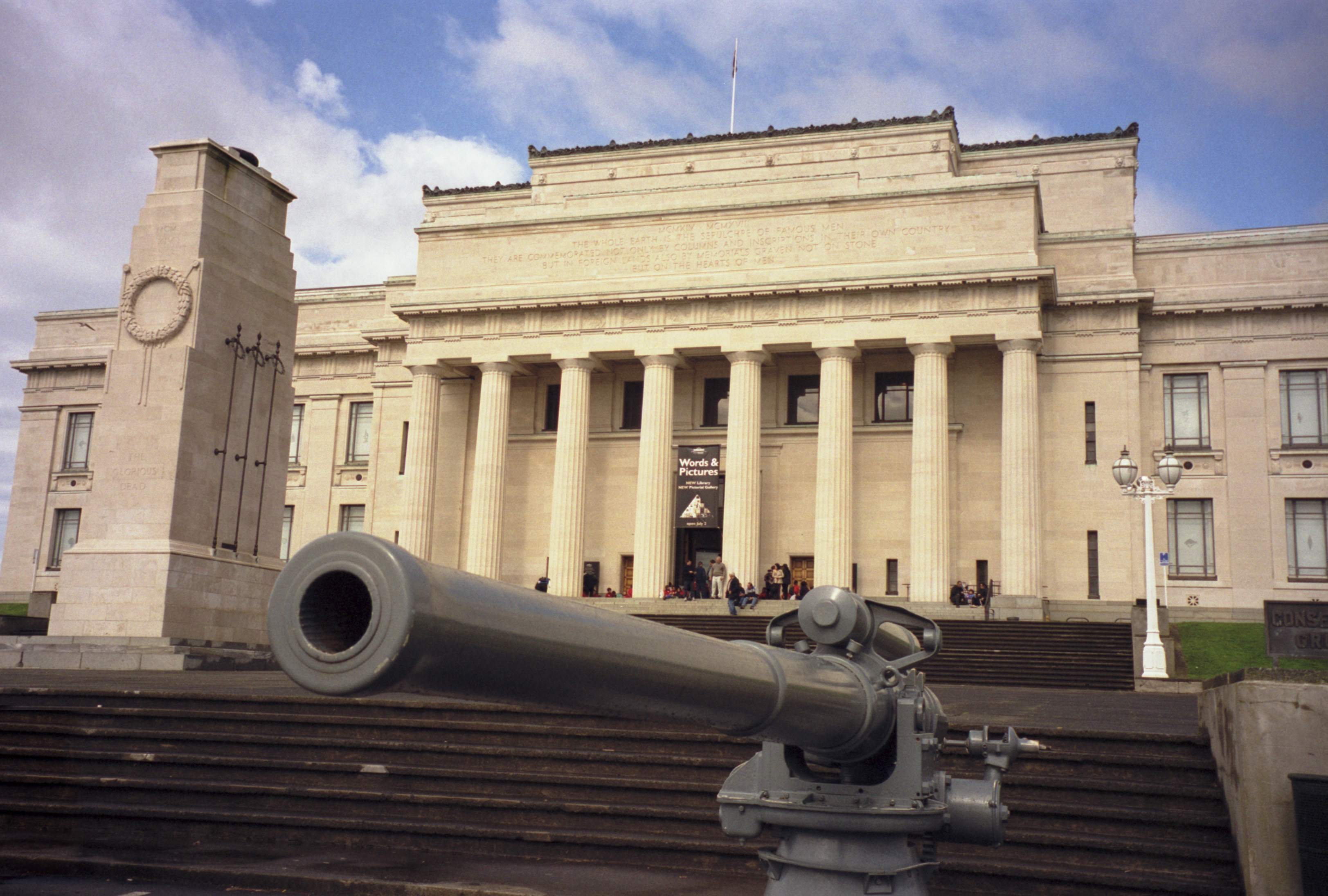
Здание Оклендского военно-исторического музея

Несмотря на недолгую историю европейского освоения Новой Зеландии, первый музей в стране был образован уже в 1852 году. Им стал существующий и по сей день один из крупнейших музеев страны Оклендский военно-исторический музей (Auckland War Memorial Museum). Крупнейшим музеем страны в настоящее время является расположенный в Веллингтоне национальный Музей Новой Зеландии, более известный под названием Те-Папа. История этого музея началась в 1865 году, но в современном виде музей был открыт для публики в 1998 году. Ежегодно он принимает около 1,3 млн посетителей.
Небольшие музеи с экспозициями, рассказывающими об истории отдельных регионов, городов и населённых пунктов, а также с экспозициями, посвящённым развитию отдельных видов промышленности или отдельным областям науки, существуют почти во всех городах страны. Многие из таких музеев принадлежат частным владельцам или финансируются общественными организациями и органами местного самоуправления. Более чем 1,3 млн новозеландцев (31 % населения) посещают музеи ежегодно.

### Библиотеки
Крупнейшей библиотекой страны является основанная в 1858 году Национальная библиотека Новой Зеландии. Развитая сеть библиотек существует во всех городах и крупных населённых пунктах страны. Также популярна система передвижных библиотек, посещающих те или иные малонаселённые или удалённые населённые пункты. Большинство библиотек финансируется за счёт органов местного самоуправления и благотворительных взносов. Около 40 % населения страны постоянно пользуется услугами библиотек.

### Средства массовой информации
В 2006 году в стране издавалось 20 ежедневных газет. Крупнейшей среди них является New Zealand Herald, издаваемая тиражом более 195 000 экземпляров.
Кроме этого, в стране выпускается ещё 126 газет, большинство из которых принадлежит общественным организациям и отдельным лицам.
В 2006 году в стране издавалось около 230 журналов. Крупнейшими являются журналы Skywatch и New Zealand Women’s Day. Их тиражи — более 500 000 и 130 000 экземпляров соответственно.
Крупнейшей телевизионной компанией страны является национальная Television New Zealand. Компания ведёт вещание на двух общенациональных каналах TV ONE и TV2. Программы ведутся 24 часа в сутки в течение 7 дней в неделю. Вещание доступно почти на всей территории страны. При финансовой поддержке государства в 2006 году компания также начала передачи нового бесплатного и свободного от рекламы телеканала FreeView. Для развития и поддержания национального языка маори в стране действует телеканал Māori Television, передачи на котором ведутся преимущественно на маори. В стране также работают две независимые телевещательная компании SKY Television и HT Media. Первая специализируется на транслировании спутниковых цифровых каналов, вторая вещает на каналах TV3 и C4.
Национальное государственное радио начало свои программы в начале 1930-х годов, а первые независимые частные радиостанции стали появляться в стране лишь в 1960-х годах. Общенациональное радиовещание осуществляется Radio New Zealand Te Reo Irirangi o Aotearoa. В их управлении находится: три общенациональные сети National, Concert и AM Network; новозеландская государственная станция международного вещанияRadio New Zealand International; новостные каналы Radio New Zealand News и Current Affairs; национальный аудиоархив. Крупнейшей независимой радиокомпанией является Niu FM, управляемая National Pacific Radio Trust. Программы компании доступны для приёма в районах проживания более 85 % населения страны. Радиоканал Māori Radio ведёт свои передачи на языке маори и создан в 1989 году именно в целях поддержания развития и сохранения языка этого народа. На этом канале работает 21 радиостанция, все они принадлежат различным племенам маори. В целом в стране работает около 200 других независимых радиостанций.

### Спорт

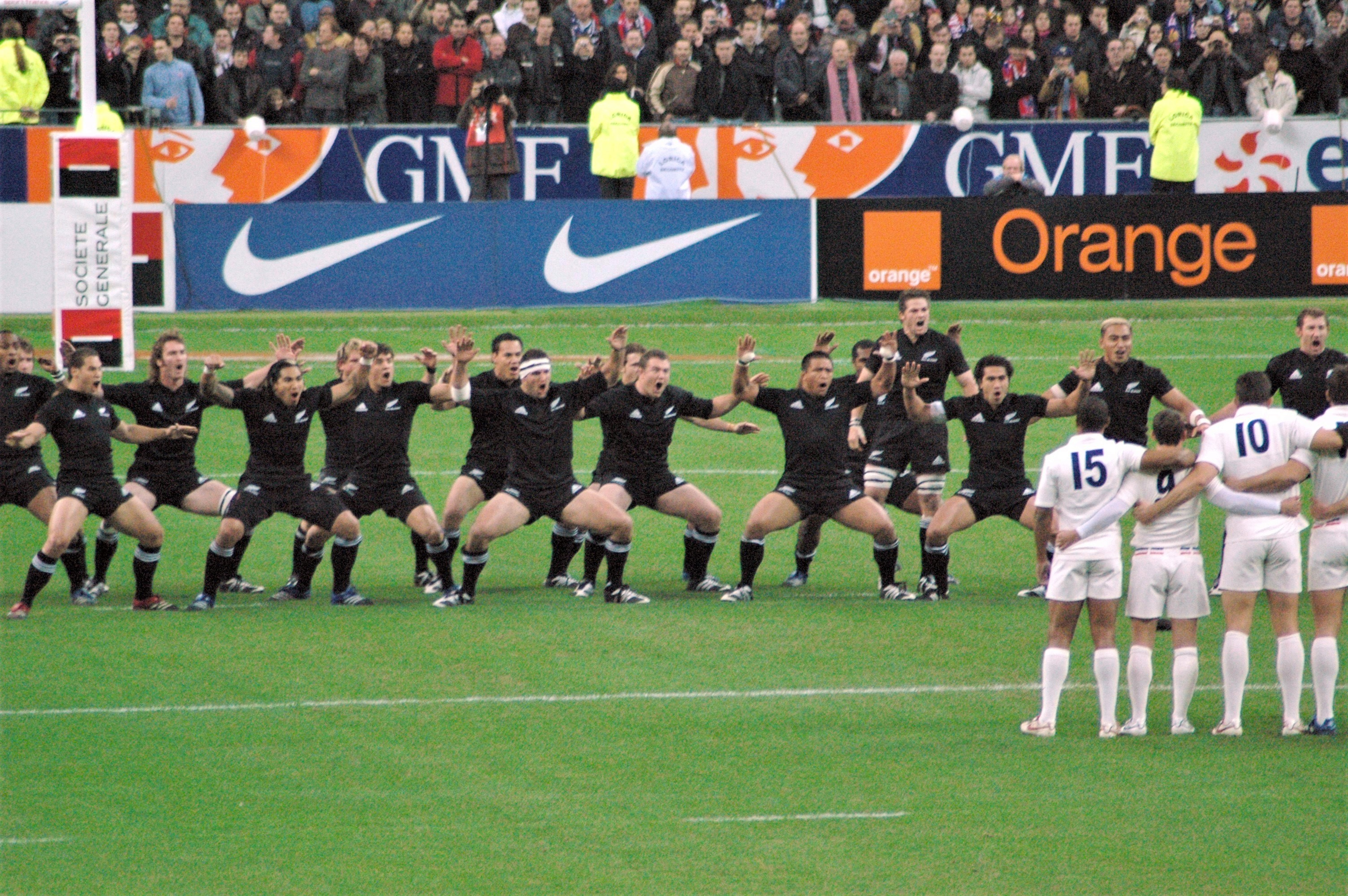
Исполнение хаки командой All Blacks перед началом матча

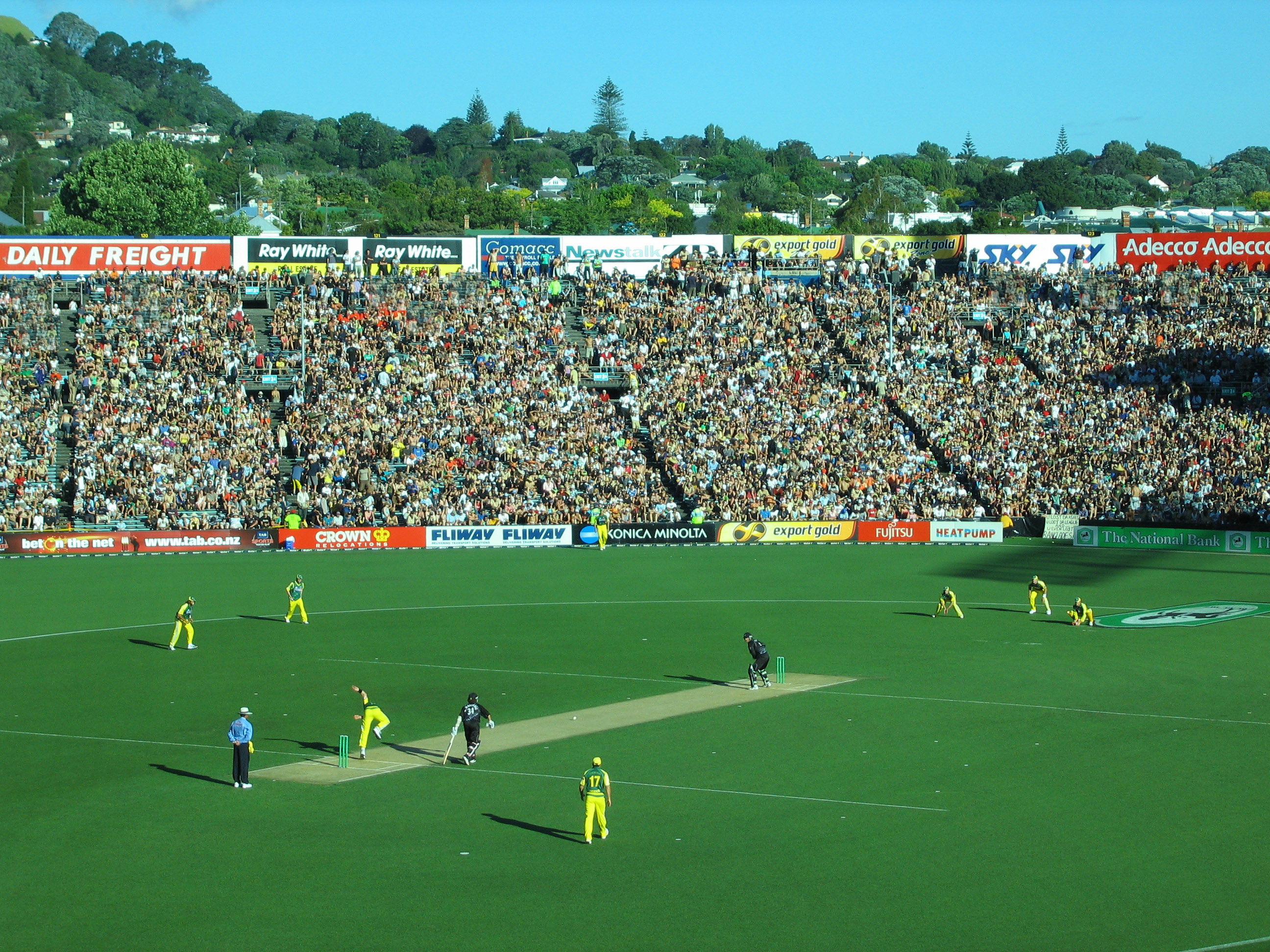
Соревнования по крикету между командами Новой Зеландии и Австралии

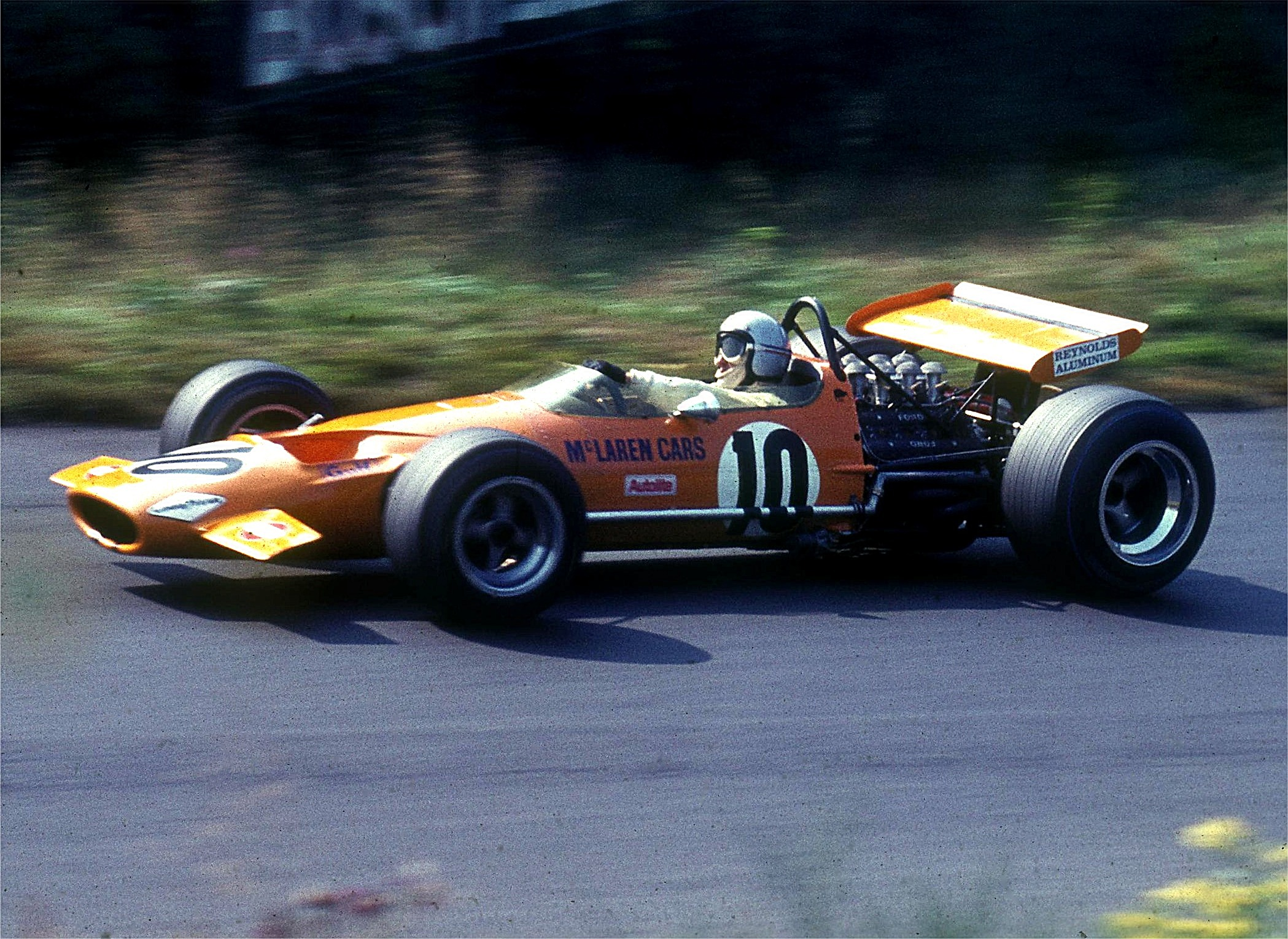
Новозеландец Брюс Макларен пилотирует автомобиль собственной команды Макларен

Спорт традиционно играет важную роль в жизни новозеландцев. Во многом до сего дня сохраняя традиции переселенцев с Британских островов, национальным спортом Новой Зеландии по праву можно считать регби. Национальная сборная по регби (All Blacks) занимает первое место в международном рейтинге сборных и имеет лучшее соотношение выигранных и проигранных игр среди всех национальных команд мира в этом виде спорта. В течение многих лет команда признаётся сильнейшей в мире. В стране более 140 тыс. зарегистрированных игроков, объединённых в 520 клубов, и более 2 тысяч судей этой игры.
Новозеландская школа бега вошла в мировую элиту в конце 1950-х — начале 1960-х годов: олимпийские чемпионы Питер Снелл и Мюррей Халберг вместе с их тренером Артуром Лидьярдом. Идеи Лидьярда переняли многие тренеры по всему миру. Под влиянием популяризаторских идей Лидьярда именно в Окленде в 1961 году зародился бег трусцой, который привёл к мировому беговому «буму» в 1970-х годах.
Спортсмены Новой Зеландии регулярно участвуют в Олимпийских играх (с 1920 года национальная команда участвует в летних Играх, а с 1952 года в зимних). Спортсмены Новой Зеландии завоевали на Олимпийских играх более 110 наград, в том числе более 45 золотых. Наибольших олимпийских успехов добились гребцы: каноист Иэн Фергюсон единственный из новозеландцев выиграл 4 золота и одно серебро на Играх 1984 и 1988 годов, а его напарник Пол Макдональд завоевал три золота, одно серебро и одну бронзу. Три олимпийских золота в 1960 и 1964 годах на счёту прославленного бегуна Питера Снелла. Среди женщин можно отметить четырёхкратную чемпионку мира Барбару Кендалл, выигравшую на Олимпиадах золотую (1992), серебряную (1996) и бронзовую медали (2000) в соревнованиях по виндсёрфингу. Толкательница ядра Валери Адамс выиграла два подряд золота на Олимпийских играх 2008 и 2012 годов.
Традиционно важным событием в спортивной жизни страны являются Игры Содружества. В 1950 и 1990 годах эти игры проводились в Окленде. Крайстчерч и Веллингтон выступают одними из претендентов на проведение игр в 2018 году. Национальная команда Новой Зеландии — одна из шести других национальных команд, представленных на всех проводимых играх. За время проведения Игр Содружества команда Новой Зеландии завоевала 525 медалей (из них 124 золотые, 167 серебряных и 234 бронзовых).
Серьёзных успехов новозеландцы достигли в мировом автоспорте. Брюс Макларен в сезоне 1960 года стал вице-чемпионом мира среди гонщиков Формулы-1, а впоследствии основал гоночную команду «Макларен», одну из самых успешных за всю историю автогонок. Первым новозеландским чемпионом мира среди гонщиков Формулы-1 стал Денни Халм в сезоне 1967 года. Также к ведущим гонщикам Формулы-1 в сезонах 1960—1970-х годов относился Крис Эймон. Новозеландский экипаж в составе Макларена и Эймона в 1966 году выиграл гонку «24 часа Ле-Мана» за рулём Ford GT40.
В 1995, 2003 и 2017 годах экипажи новозеландских яхт Black Magic (лидер команды — сэр Питер Блейк), Team New Zealand и Emirates Team New Zealand стали победителями Кубка Америки, одной из наиболее известных в мире регат. Финальные матчи 36-го Кубка Америки состоятся в марте 2021 года в Окленде.
К числу крупнейших крытых спортивных арен Новой Зеландии можно отнести TSB Bank Arena в Веллингтоне (4650 мест), Westpac Arena в Крайстчерче (9000 мест), Vector Arena в Окленде (12 000 мест), North Harbour Stadium в Норт-Шоре (25 000 мест), Waikato Stadium в Гамильтоне (25 800 мест), Rotorua International Stadium в Роторуа (30 000 мест), Wellington Regional Stadium в Веллингтоне (34 500 мест), Forsyth Barr Stadium в Данидине (36 000 мест), Иден Парк в Окленде (60 000 мест). Для проведения в 2011 году в Окленде чемпионата мира по регби планировалось возвести крупнейший в стране стадион вместимостью до 60 000 мест. Планируемый стадион уже получил название Stadium New Zealand. Но в результате городской совет решил модернизировать стадион Иден Парк, увеличив его вместимость до 60 000 мест.
В последние годы, особенно среди молодых людей, всё более популярным становится футбол. Среди населения Новой Зеландии в возрасте до 17 лет около 18 % в 2006 году отдавали предпочтение активным занятием именно этим видом спорта. К другим популярным видам спорта и активного отдыха следует отнести гольф, крикет, теннис, нетбол (самый популярный женский вид спорта в стране), плавание.

### Праздники и памятные дни
Законодательство Новой Зеландии определяет общенациональные праздники и памятные дни, а также региональные памятные дни. Все общенациональные праздники являются обязательными выходными для работающего населения страны и учащихся. Региональные памятные дни отмечают те или иные даты в истории отдельных районов и городов страны и могут являться выходными днями в празднующих районах.
В случае, если Рождество или Новый год выпадают на выходной день, работники, у которых выходные — нерабочие дни, получают дополнительный выходной в понедельник.
К числу важных общих празднований можно отнести День матери (2-е воскресенье мая) и День отцов (1-е воскресенье сентября).
| Общенациональные праздник   | Дата                                             |
| --------------------------- | ------------------------------------------------ |
| Новогоднее празднование     | 1 — 2 января                                     |
| День Вайтанги               | 6 февраля                                        |
| Великая пятница             | последняя пятница перед пасхальным воскресением  |
| Пасхальное воскресенье      | в соответствии с церковным календарём            |
| Понедельник Светлой седмицы | первый понедельник после пасхального воскресенья |
| День АНЗАК                  | 25 апреля                                        |
| День рождения королевы      | 7 июня в 2010 году                               |
| День труда                  | 4-й понедельник октября                          |
| Рождество                   | 25 декабря                                       |
| День подарков               | 26 декабря                                       |

## Социальная сфера

### Образование

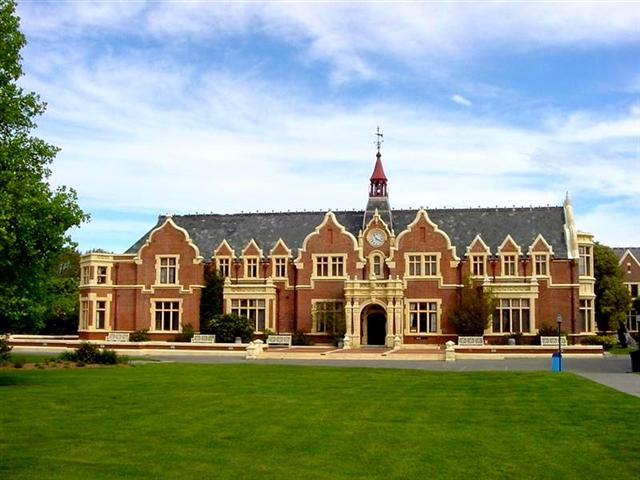
Историческое здание университета Линкольн в Крайстчерче

Система образования в Новой Зеландии включает в себя: дошкольные учреждения (Childhood Services), бесплатное начальное и среднее школьное образование (Primary and Secondary Education) и систему высшего образования (Tertiary Education) с равным доступом к ней всех новозеландцев.
Система дошкольного образования охватывает период жизни ребёнка до шестилетнего возраста. Дошкольные учреждения в Новой Зеландии не принадлежат государству и входят в сектор частного бизнеса. В среднем до 60 % детей дошкольного возраста посещает детские образовательные центры.
Школьное образование охватывает детей с пятилетнего возраста и обязательно для детей в возрасте от шести до шестнадцати лет. Все школы предоставляют образование на английском языке, несколько специализированных школ дают образование с преимущественным преподаванием на языке маори. В то же время, язык маори является обязательным предметом изучения в начальных школах и в большинстве школ страны существуют специализированные программы обучения для желающих учиться на языке маори.
Образование в школах отвечает общепринятым мировым стандартам обучения с признанием новозеландского школьного сертификата NCEA Level 1 соответствующим нормам, предъявляемым к британскому General Certificate of Secondary Education, канадскому и американскому Grade 10.
Система высшего образования охватывает весь сектор послешкольной профессиональной подготовки и обучения. В настоящее время в стране работает 36 открытых высших образовательных центров, включая 8 университетов, 21 технологический институт (англ. Institute of Technologies) и политехнический образовательный центр (англ. Polytechnic). Кроме этого, действуют 46 центров профессиональной подготовки и 895 частных образовательных учебных заведений, большую часть которых составляют центры изучения английского языка для иностранных студентов.
В стране развита и действует система заочного образования на всех уровнях. Многие учебные заведения проводят подготовку в вечернее время и в период каникул.
Образование, сопоставимое с «высшим образованием», принятым в России и других республиках бывшего СССР, предоставляется в основном в университетах страны, но может быть также получено в ряде технологических институтов и политехнических образовательных центров.

### Здравоохранение

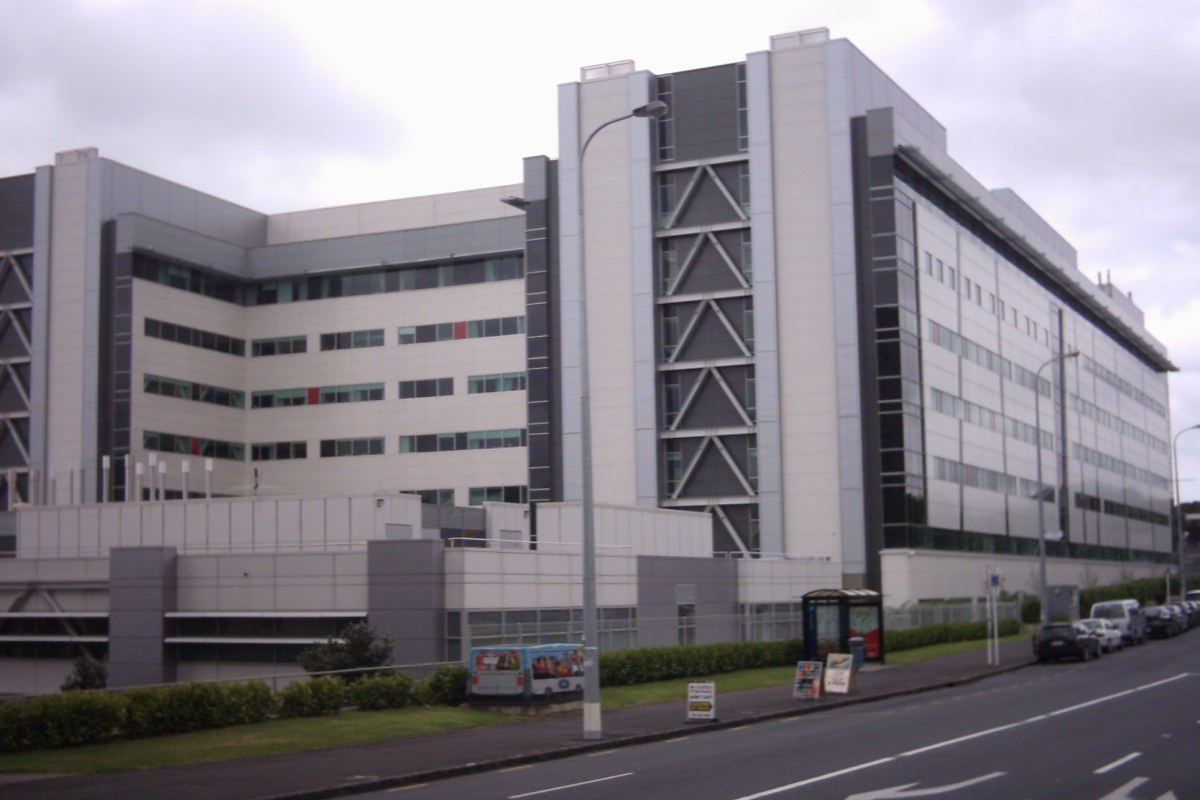
Больница города Окленд — одна из крупнейших в стране

Система здравоохранения Новой Зеландии многоступенчата и её основа строится на региональных советах по здравоохранению (District Health Boards). В стране действует 21 подобная организация, финансирование их работы осуществляет государство. Основной их задачей является комплексное решение проблем охраны здоровья населения на их территории и интеграция всех структур и звеньев национальной системы охраны здоровья на своей территории.
Следующим звеном системы здравоохранения Новой Зеландии являются организации и специалисты, предоставляющие так называемую основную медицинскую помощь (Primary Health Care). Это понятие включает в себя все внебольничные услуги, предоставляемые новозеландцам, включая услуги врачей и медицинских специалистов, осуществляющих первичные приёмы; услуги специалистов и организаций, осуществляющих наблюдение за здоровьем населения или предоставляющих образовательные и информационные медицинские услуги; услуги дантистов и психологов; услуги остеопатов и хиропрактиков. Специалисты основной медицинской помощи, хотя и могут получать государственное субсидирование, но, чаще всего, работают самостоятельно вне систем государственных медицинских учреждений.
Следующим важным звеном системы здравоохранения Новой Зеландии следует считать организации системы здравоохранения (Primary Health Organisations), к которым относятся больницы, специализированные медицинские центры и санитарно-гигиенические учреждения.
Государство осуществляет контроль за полным комплексом вопросов здравоохранения в стране через структуру Министерства здравоохранения (Ministry of Health). Министерство за счёт государственного бюджета и внебюджетных поступлений осуществляет структурное финансирование отрасли. Основной целью такого финансирования считается необходимость предоставления равных возможностей получения медицинской помощи всеми слоям населения страны. Именно поэтому государственные больницы в целом ряде случаев оказывают бесплатную помощь, а через систему государственной Accident Compensation Corporation каждый новозеландец может получить бесплатную помощь в результате несчастного случая. Государство также выделяет дотации населению для покупки большого перечня лекарственных препаратов и осуществляет выплату пенсий и пособий в случае продолжительных заболеваний или потери трудоспособности. В стране также действует развитая система частного медицинского страхования.

### Полиция

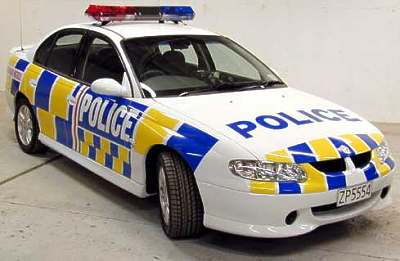
Автомобиль подразделения дорожной полиции Новой Зеландии

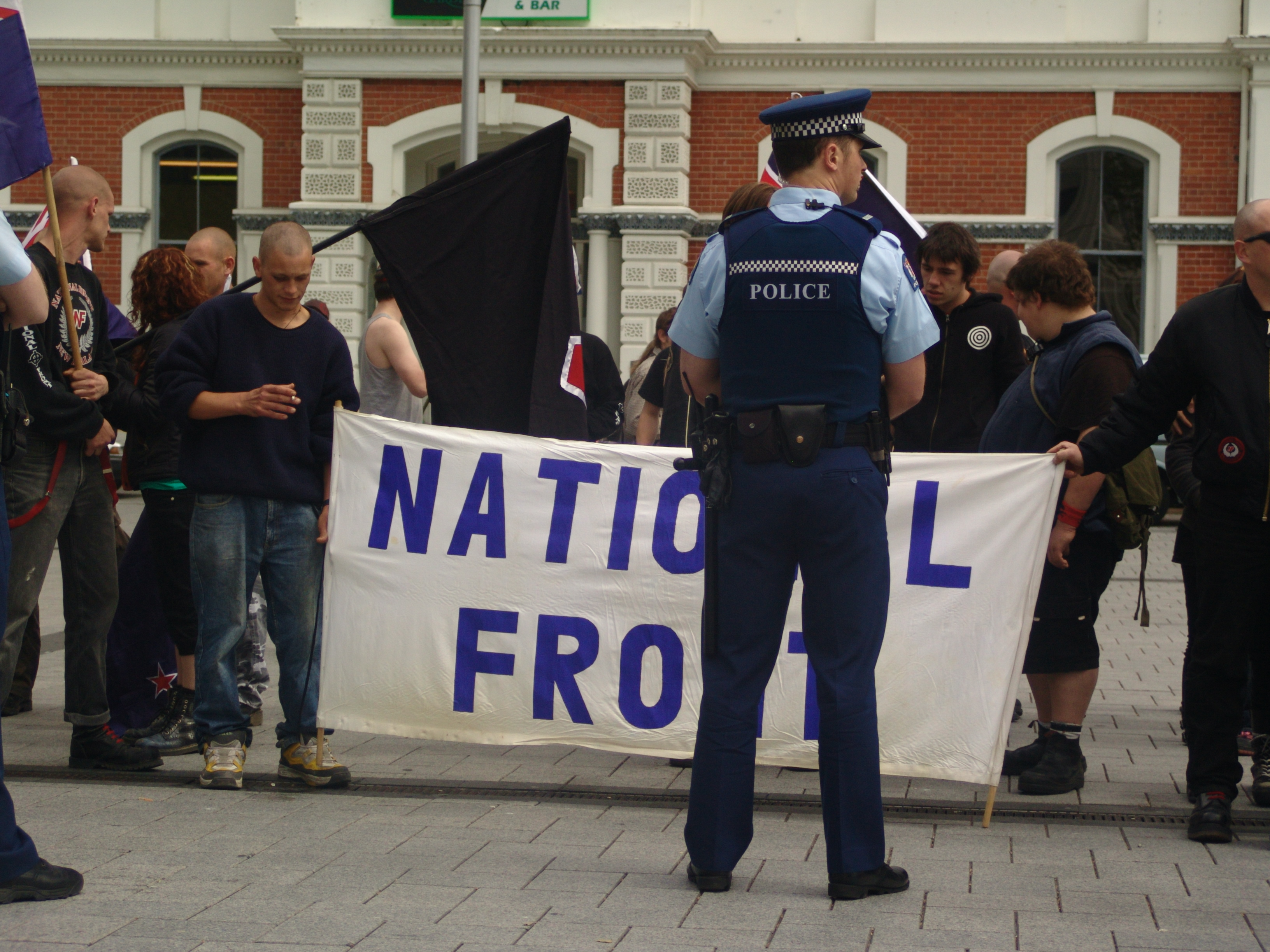
Офицер полиции в ограждении марша протеста

Полиция Новой Зеландии (New Zealand Police) — система государственных правоохранительных органов страны по охране общественного порядка и борьбе с преступностью.
Первое полицейское подразделение в Новой Зеландии было сформировано в 1840 году из числа шести британских констеблей, направленных в страну. В 1886 году впервые была сформирована единая правоохранительная организация, получившая название Полицейские силы Новой Зеландии (New Zealand Police Force).
Полицию Новой Зеландии возглавляет Национальный управляющий (National Managers) в звании комиссар, и государственное управление осуществляется министром полиции. Штаб-квартира полиции располагается в Веллингтоне, а для оперативного управления в стране работает 12 региональных полицейских центров. По специфике работы подразделения полиции разделены на Общее управление, Управление уголовных расследований и Управление дорожной безопасности.
Подготовка полицейских происходит в единственном в стране Королевском новозеландском полицейском колледже (Royal New Zealand Police College). Численность персонала полиции составляет около 10 500 человек (включая гражданских специалистов).
Новозеландские полицейские обычно не имеют при себе огнестрельного оружия и имеют лишь дубинки и газовые баллончики. Начиная с 2007 полицейским дано право применять электрошоковое оружие. Подразделения полиции или офицеры полиции, вооружённые огнестрельным оружием, привлекаются лишь для выполнения особых заданий.
Кроме задач по поддержанию общественного порядка, полиция Новой Зеландии также занимается вопросами, связанными с обеспечением национальной безопасности, включая борьбу с терроризмом. В ряде случаев, оговорённых законодательством, для защиты национальной безопасности полиция Новой Зеландии может прибегать к помощи Вооружённых Сил страны. Офицеры полиции часто участвуют в совместных международных работах по поддержанию порядка в странах Тихоокеанского региона. Полиция Новой Зеландии активно участвует в работе Интерпола.
Опросы показывают, что около 60 % населения страны положительно и с симпатией относится к работе полиции.
Общенациональный телефон экстренного вызова полиции — 111.

### Службы национальной безопасности

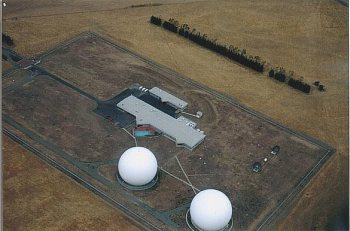
Наземная станция слежения в долине Ваихопаи

Служба безопасности Новой Зеландии (англ. New Zealand Security Intelligence Service, SIS, реже NZSIS) — национальная разведывательная и контрразведывательная организация Новой Зеландии, действующая с 1956 года. SIS — гражданская организация, законодательно ограниченная в целом ряде вопросов оперативной деятельности непосредственно на территории самой Новой Зеландии. Штаб-квартира организации расположена в столице страны городе Веллингтон, отделения действуют в городах Крайстчерч и Окленд. Организация подотчётна непосредственно Кабинету министров страны. Количество сотрудников предположительно не превышает 140 человек, бюджет (в оценочном анализе 2006 года) составляет около 40 — 45 млн новозеландских долларов.
Правительственное бюро безопасности связи (англ. Government Communications Security Bureau, GCSB) — национальная разведывательная организация Новой Зеландии, специализирующаяся на радиоэлектронной разведке и сборе информации в вопросах безопасности систем связи. Организация действует с 1977 года и изначально формировалась, как одно из разведывательных подразделений Министерства обороны страны. В 2000 году бюро получила самостоятельный статус и ныне является гражданской организацией, подчинённой непосредственно правительству Новой Зеландии. Количество сотрудников предположительно не превышает 300 человек, бюджет (в оценочном анализе 2006 года) составляет около 40 млн новозеландских долларов.
Для технического обеспечения своей деятельности GCSB располагает двумя станциями наблюдения. Наземные станции слежения в долине Ваихопаи (англ. Waihopai) и в Танимоана (англ. Tangimoana), являются элементами глобальной системы ECHELON, действующей в рамках альянса UKUS SIGINT.

## Галерея
| Панорамные фотографии Новой Зеландии |
| ------------------------------------ |
|                                      |
|                                      |
|                                      |
|                                      |
|                                      |
|                                      |
|                                      |